# ありふれた職業で世界最強
『ありふれた職業で世界最強』（ありふれたしょくぎょうでせかいさいきょう）は、白米良による日本のライトノベル。小説投稿サイト「小説家になろう」にて2013年11月7日から連載されている（本編完結済）。書籍版がオーバーラップ文庫（オーバーラップ）より2015年6月より刊行されている。書籍版のイラストはたかやKiが担当している。2017年からは、本編の前史として書き下ろされた外伝『ありふれた職業で世界最強 零』（ありふれたしょくぎょうでせかいさいきょう ぜろ）も並行して刊行されている。公式略称は「ありふれた」だが、「あり職」「ありふれ」とも呼称される。
メディアミックスとして、オーバーラップのウェブコミック配信サイト「コミックガルド」の中でコミカライズされており、本編（作画：RoGa）、零（作画：神地あたる）に加え、スピンオフ作品として『ありふれた日常で世界最強』（作画：森みさき）および『ありふれた学園で世界最強』（作画：森みさき）が連載されている。「コミックガルド」のアプリ版「コミックガルド＋」がリリースされてからは、その前に終了した『ありふれた学園で世界最強』以外のいずれの作品もそちらにて最新話を掲載される。またテレビアニメ化もされている。
2021年11月時点でトータルヴュー数は6億を突破している。2024年3月時点で電子版を含めたシリーズ累計部数は600万部を突破している。

## あらすじ

### 本編

#### 第一章
文庫：1巻、アニメ：第1期（第1話 - 第5話）、漫画：1巻 - 2巻
いじめられっ子のオタクである高校生、南雲ハジメはクラスメイトと共に異世界トータスへと召喚される。次々に戦闘向けのチート能力を手に入れたクラスメイトとは裏腹に、ハジメの得た力は非戦闘向けの「錬成師」という地味な能力だった。「無能」の烙印を押されイジメを受けながらも、どうにか皆の役に立つために座学や読書などで知識を蓄えていくハジメ。そんな彼の元にクラスメイトの白崎香織が部屋を訪ねる。香織はハジメが消えてしまう悪夢を見てしまい、胸騒ぎがしてハジメにオルクス大迷宮の攻略に参加しないように説得する。そんな彼女を安心させるためにハジメは香織に守ってもらうことを約束し、攻略に参加することを決意する。翌日、クラスメイト達はオルクス大迷宮を訪れ、20層までは無事に進めたが、檜山大介が偶々発見した鉱石を香織のために取ろうとしたことで罠が起動し、クラスメイト達は橋のような場所に転移させられてしまう。しかも、前方に65層の魔物・ベヒモス、後方に無数のトラウムソルジャーが出現しクラスメイト達は窮地に追い込まれる。ハジメは時間稼ぎのために、単身ベヒモスへ挑む。クラスメイト達がトラウムソルジャーを撃退して退路ができたことでハジメは戦線を離脱しようとするが、先日香織と仲睦まじげに話すハジメの様子に嫉妬していた檜山によって奈落の底へ突き落とされてしまう。
一命をとりとめたハジメは魔物に追われ、1層の主である爪熊によって左腕を食われてしまう。逃げた先で偶然見つけた神結晶と神水により死を免れるが、満身創痍なうえに脱出の方法も見つからないという状況に心身共に絶望に追い込まれる。当初はこの理不尽な状況を作り出した者たちへの憎悪を燃え上がらせるが、次第に絶望的な現状の打破の方法を模索するようになる。やがてハジメはその憎しみを捨て去り、生きるために邪魔者は全て始末することを決意する。彼は腹の足しとして食べた魔物の肉の猛毒に苦しみながらも神水の力で生き延び、喰らった魔物の能力を得る。錬成師としての鍛錬を重ねたことで鉱石の鑑定能力に目覚めたハジメは迷宮内の鉱石を利用して、地球の兵器である拳銃の開発に成功する。魔物の能力と作り上げた拳銃・ドンナーで自らの左腕を食った爪熊にリベンジを果たしたハジメは何があっても故郷に帰るという己の望みを自覚する。上に昇る方法が見つからないため、ハジメはやむなく魔物を食べながら迷宮を下り、地下50層で謎の石に封印された吸血鬼の少女と出会う。
自分と同様に信じていた者に裏切られ、独りぼっちになった吸血鬼の少女に何となくシンパシーを感じたハジメは錬成の力で彼女の四肢を封じている石を溶かして封印から引きずり出す。彼女の頼みで名前を付けることになった彼は、美しい月のように見えたその少女にユエという名前を付けた。直後、封印を解いたことでサソリモドキという巨大な魔物が現れ、ハジメは追いつめられるが、ハジメの血を吸い魔力を回復したユエの協力によってサソリモドキをどうにか撃破する。ハジメの身の上話を聞いたユエは自らの居場所をハジメの傍と心に決め、彼についていく意思を表明する。
2人は迷宮の魔物を退け、遂に地下100層まで降り立ち、迷宮最強の六つ頭のヒュドラのような魔物と戦う。右目を焼かれながらもハジメはサソリモドキの身体から新たに作り上げた兵器とユエの魔法を駆使して死闘の末にヒュドラを倒す。その先の隠れ家のような部屋で二人はオルクス大迷宮を作り上げたオスカー・オルクスの残した映像からトータスの真の歴史を知り、迷宮を突破した報酬として生成魔法を手に入れた。オスカーの話から地球へ帰る方法が、残りの神代魔法にあると考えたハジメはオスカーの隠れ家で先の戦いの傷を癒し、彼が残したアーティファクトと錬成の知識を手に入れ、生成魔法を利用した新たな兵器や魔力駆動車、義眼や義手などを作り上げる。ユエにも神結晶を利用した魔力を蓄える機能を持つアクセサリー一式をプレゼントする。準備を整えたハジメはこれから先で起こる困難を予期し、恋人になったユエと共に立ち塞がる障害を全て蹴散らして地球に帰る覚悟を決め、残りの神代魔法を手に入れる旅に出る。

#### 第二章
文庫：2巻、アニメ：第1期（第6話 - 第7話）、漫画：3巻 - 4巻
ハジメとユエは、オスカーの隠れ家にあった転移魔法陣でオルクス大迷宮から地上へと脱出し、ライセン大峡谷に降り立ち、ハジメはライセン大峡谷にも七大迷宮があることをオスカーの隠れ家で知ってたので、町がありそうな樹海方面に進みながらライセン大迷宮の場所を調査することにした。魔力駆動バイク・シュタイフで大峡谷を駆け抜けていくハジメとユエは、成り行きで双頭ティラノサウルスに襲われていた兎人族のシア・ハウリアを助ける。シアは自分のせいで故郷のフェアベルゲンを追い出され、魔物や帝国軍に追われている他のハウリア一族を助けてほしいと依頼する。ハジメは七大迷宮があると思われるハルツィナ樹海での道案内を条件に渋々シアの頼みを聞くことにした。
大峡谷の魔物と帝国軍を殲滅し、帝国の馬車を奪ってハウリア族と共にハルツィナ樹海に辿り着いたハジメ達は虎人族のギルらフェアベルゲンの警備隊と衝突しかける。ハジメから事情を聞いたギルは判断に迷い、長老達に指示を仰ぐ。森人族の長老であるアルフレリック・ハイピストはオルクス大迷宮産の魔石や指輪を持ち帰ったハジメを大迷宮の攻略者と認め、ハルツィナ樹海の大迷宮の解放者の口伝に従い一行をフェアベルゲン内へと案内する。ハジメは断ろうとしたものの「大樹は一定周期で濃霧に覆われており、それが晴れないと大迷宮に辿り着くこともできない」と教えられたため、仕方なくアルフレリックについていく。
長老会議においてハウリア族は掟に逆らった罰として処刑すると告げる長老達に対し、ハジメはハウリア族を殺すことは自分が七大迷宮に行くのを邪魔をすることと同義だとして敵対も辞さないと忠告する。アルフレリックは並外れた力を持つハジメと敵対するのを避けるためにハウリア族は既に死んだ者として扱い、死んだ者は処刑できないとしてハウリア族を放免する。その代償としてフェアベルゲンを事実上出禁にされたハジメは、大樹付近に拠点を構え濃霧が晴れるまでの間ハウリア族に自衛のための戦闘訓練を施す。大樹の元へ辿り着いたハジメであったが入口近くにあった石板から4つ以上の七大迷宮の攻略の証と再生に関する神代魔法を所持していないと試練に挑めないことが判明したため、大樹の七大迷宮の攻略を保留しライセン大迷宮を目指すことにした。その際、ユエとの戦闘訓練で身体強化魔法と近接戦闘の才に目覚めたシアがユエとの賭けに勝ったとしてハジメの旅に同行することになった。
ライセン大峡谷に近いブルックの町でハジメは、大迷宮に挑む前に冒険者ギルドで樹海の魔物の素材を売って資金を調達し食料品や武器の調整などの準備に入る。大峡谷で野宿をしながら入り口を探していたある日、偶然シアが大迷宮の入り口を発見する。困難を乗り越えた一行は、ゴーレムと重力を操るミレディ・ライセンと対峙する。彼女の神代魔法に苦戦を強いられるが、ハジメ・ユエ・シアのコンビネーションにより、巨大ゴーレムの核の破壊に成功し試練をクリアする。ミレディは自分を打ち破った報酬として、ハジメ達に重力魔法と残りの七大迷宮の情報、鉱石や試練を突破した証の指輪を与える。これにより、ハジメとユエはシアを仲間として認め、次の大迷宮を目指す準備のために再びブルックへと戻る。

#### 第三章
文庫：3巻、アニメ：第1期（第8話 - 第10話）、漫画：5巻 - 6巻
ライセン大迷宮を無事に攻略したハジメ達は次の七大迷宮、グリューエン大火山を目指すべくブルックを旅立つことを決める。世話になったギルド職員・キャサリンの勧めもあり、ハジメ達は商人・モットー・ユンケルの護衛の依頼を受けながら食料品等の補充も兼ねて中立商業都市フューレンへと向かう。フューレンについて早々、とある貴族が金と権力に物を言わせてユエとシアを奪おうとしたため、ハジメらはフューレンのギルド職員に事情聴取のための同行を命じられる。フューレン支部長のイルワ・チャングは、恩師であるキャサリンから推薦状を受け取っていたハジメ達の実力を見込んで、今回の騒動を内密に処理する代わりに北の山脈地帯の調査で冒険者と共に行方不明になったウィル・クデタの捜索の依頼を受けてほしいと申し出る。自分達がそう遠くない未来に聖教教会や神の関係者に目の敵にされることを予感していたハジメは、無茶ぶりともいえる要求をイルワに呑ませた上でこの仕事を受ける。
北の山脈地帯を目指し湖畔の町ウルへと辿り着いたハジメは、偶然にも清水幸利の行方を捜してこの街にきていた畑山愛子と愛ちゃん護衛隊のクラスメイトとの再会を果たす。当初愛子はハジメの生存を喜ぶも、ハジメがトータスの人間にもクラスメイトにも何の感情を抱かない様子を見て、ハジメが過ごしてきた過酷な日々を知りショックを受ける。その夜、ハジメは自分がクラスメイト達との決別を選んだ理由と、オルクス大迷宮で知ったこの世界の真実を客観的な判断ができそうな愛子にだけ伝える。愛子はハジメに対し、香織だけは自分の生存を信じてオルクス大迷宮で戦い続けていることを告げる。それを聞いたハジメは、自分が奈落の底に落ちたのは事故ではなく計画殺人であり、そのクラスメイトから襲われないよう香織に忠告することを愛子に頼む。クラスメイトの誰かがハジメを卑劣な方法で始末しようとしたという事実に愛子は更にショックを受ける。
翌朝、ハジメ達はウィルの捜索のために北の山脈地帯に行き、清水を探したい愛子達も同行する。ウィルを見つけた矢先、同行していた冒険者パーティを襲った黒竜が姿を現す。黒竜の正体は竜人族のティオ・クラルスであり、山脈で休息を取っていたところを何者かの闇魔法で操られ、目撃者の始末を命じられてウィル達を襲ったと話す。ティオは冒険者達を殺してしまった贖罪として、闇術師の魔物の大群を使ったウル襲撃計画を止めるために力を使わせてほしいと申し出る。無人探査機を山脈の随所に飛ばしていたハジメは、襲撃計画が真実だと知り急いでウルに戻る。ハジメは、イルワからの仕事を果たすべく何かできることはないかと動き回るウィルを無理矢理フューレンに連れて帰ろうとするが、愛子がそれを止めハジメに魔物の大群をどうにかしてほしいと頼み込む。魔物の大群と戦ってほしいという愛子の姿を自分達に魔人族との戦争参加を強要した教会の関係者みたいだと揶揄するハジメ。それに対し愛子は、ハジメが絶望のどん底にいる時に何もできなかった自分の言葉は軽いかもしれないと前置きしつつも、故郷に帰ることを最優先にして自分と大切な人以外の一切合切を切り捨てる今のハジメの生き方はとても寂しくきっと誰も幸せになれないと忠告し、以前持っていた生来の優しさを捨てないでほしいと願う。どこまでも生徒を大切に想う愛子の言葉にハジメは僅かながらに心を動かされ、魔物の大群を討つべく準備に入る。
ハジメはユエたち3人とともに、ウルに集結する数万の魔物の大群を迎撃する中、清水が魔物の大群に指示を出していたことに気づき、愛子に頼まれた通り、彼をウルに連れて帰る。清水は愛子の説得には応じずある魔人族との密約を果たすために愛子を毒針で人質に取る。直後、そこへ清水を寝返らせたレイスの貫通特化型の水魔法が射線上に並んだハジメ・シア・愛子・清水に向かって放たれる。シアが未来視を発動し愛子を清水から引き離したことで4人が即死する未来は回避されたが、愛子には毒針が刺さりシアと清水は水魔法を食らって重傷を負う。突然の魔法を対処できたハジメは愛子とシアを神水を使って生き返らせる。愛子は魔人族に裏切られ致命傷を負った清水も救ってほしいとハジメに頼むが、清水と話をする中で生かせばいずれ自分の敵になると判断したハジメは神水を渡さず自ら止めを刺す。清水を殺した理由を尋ねる愛子に対し、ハジメは「奈落の底で心に刻み付けられた『自分の敵に一切容赦しない』という今の自分の価値観はもう変えられそうにない」と話し、愛子の無事を祈りながらユエ・シア・ティオ・ウィルを連れてフューレンへと帰る。
文庫：4巻、アニメ：第1期（第11話 - 第13話）、漫画：7巻 - 8巻
ウィルを無事にフューレンへと連れ帰ったハジメは、約束通りユエ達のステータスプレートと後ろ盾をイルワから受け取り、イルワの計らいで金ランク冒険者の称号を手に入れる。そして、愛子を命懸けで守ってくれた礼としてハジメはシアと観光区で一日デートをすることにした。そのデートの最中、地下の下水道から弱っている人の気配を感じた2人はそこから人身販売を生業とする違法組織・フリートホーフから逃げ出した海人族の少女・ミュウを保護する。流石に幼子を連れていては自分達の旅に支障が出るとして、ハジメは彼女を不憫に思うシアを説得してミュウを保安署に預けるがそこが襲撃され、ミュウは再びフリートホーフに拐われてしまう。フリートホーフは置き手紙でミュウの命を人質にシアの身柄を要求するが、それがハジメの逆鱗に触れフリートホーフはハジメたちの手で壊滅させられる。そして、再び保護されたミュウは世話をしていく内に情が移ったシアの頼みもあり、イルワからの依頼という形でハジメ達が面倒を見ながら故郷のエリセンまで送り届けることになった。
その頃、光輝達はオルクス大迷宮の90層に到着し、迷宮のいたるところが魔物の血で染まっているという異様な光景を目にする。それを怪しむ光輝達の前に自分達を待ち伏せていた魔人族のカトレアが姿を現す。光輝がカトレアの魔人族側への勧誘を拒否したことで戦闘となるが、カトレアと彼女が率いる大量の凶悪な魔物の力に光輝達は圧倒され、パーティーの一部が重傷を負い命からがら撤退し迷宮の一角に身を潜める。このままでは全滅は免れないと判断した一行は、パーティー随一の隠密性を持つ遠藤浩介に70層にある30層への転移門を守っているメルドら王国騎士の元へこの情報を届け、応援を呼んでもらうことにした。メルドらの助力で後をつけられていたカトレアの魔物を振り切った浩介は地上へ向けてひたすらに走り続ける。一方、ハジメはイルワの手紙を支部長に届けるためにホルアドに立ち寄っていた。真のオルクス大迷宮に突き落とされる前のクラスメイト達との日々を微かに思い出しつつも、仕事を果たしてさっさと次の大迷宮へ向かうためにホルアドの冒険者ギルドへ向かう。そして、そこで光輝達の救援のための人員をギルドで探し回っていた浩介と遭遇する。外見も内面を大きく様変わりしたハジメの姿に驚愕するも、自分の影の薄さに関するエピソードを知っていたことから本人だと理解し、ハジメが生き延びていたことに浩介は安堵する。浩介は光輝達が窮地に陥っていることをハジメに伝え、救援のために一緒にオルクス大迷宮に来てほしいと頼み込む。だが、ハジメは既に光輝達への情を失っており、助けに行くことへのデメリットも想定されるため返答に思い悩む。しかし、愛子の言葉とかつて自分を守ると約束してくれた香織との会話を思い出し、香織を助けるために大迷宮へ向かうことを決意する。
迷宮の一角に身を隠し、体力の回復に専念していた光輝達は遂にカトレアに捕捉される。傷だらけのメルドの姿を見た光輝は、再び魔物に挑み切り札である限界突破を使うも歯が立たずに負けてしまう。光輝の敗北を目の当たりにしたパーティーの一部はカトレアの勧誘に乗ることを提案する。そんな中、メルドは最後の意地で自爆用の魔道具を用いてカトレアに一矢報いようとするも魔力を吸収する能力を持つ魔物に魔道具を無力化され、直後に致命傷を負う。倒れたメルドの姿を見た光輝は激昂し、限界突破を怒りで進化させて先程まで劣勢だった魔物を一掃しカトレアに襲い掛かる。しかし、カトレアが恋人に祈りをささげる姿を見た光輝は思わず止めを刺すことを躊躇ってしまい、その隙を突かれて重傷を負い限界突破の代償で動けなくなってしまう。最早、なす術もなくした香織は己の死を悟り、ハジメの名を口にする。その時、ハジメがパイルバンカーで魔物にとどめを刺す。

#### 第四章
文庫：5巻、アニメ：第2期（第1話 - 第7話）、漫画：9巻
香織をパーティーに迎え、ミュウの故郷「海上の町エリセン」を目的地に、グリューエン大砂漠を走っていた。その道中に砂漠でサンドワームに襲われていたアンカジ公国のビィズを救出する。原因不明の水質汚染で倒れた国民を救う手立てを探し、病気を直す鍵は“静因石”という鉱石であり、七大迷宮のひとつである【グリューエン大火山】で採取できると言われていた。
文庫：6巻、アニメ：第2期（第8話 - 第12話）
メルジーネ海底遺跡を攻略し、ハルツィナ樹海を目指すハジメたちは、街道でハイリヒ王国王女リリアーナと再会する。愛子の誘拐により、ハジメは聖教教会の総本山【神山】に向かう。そこで、神の使徒と激突する。

#### 第五章
文庫：7巻
神山での戦い後、ハジメ一行はリリアーナたちを伴い飛空艇フェルニルで帝都を目指した。

#### 第六章
文庫：8巻
“ハウリアの乱”を終え、フェアベルゲンに降り立つ。亜人たちが帰郷の歓喜に沸き立つなか、ハルツィナ樹海の試練に挑む。
文庫：9巻
故郷へ帰還する手がかりを得て、氷雪洞窟に入る。氷面鏡の迷路に加えと奇怪な囁き声に悩まされる。

#### 第七章
文庫：10巻
氷雪洞窟の試練は続き、ユエも虚像との戦闘を繰り広げる。

#### 最終章
文庫：11巻
氷雪洞窟を攻略して、ハジメは全ての神代魔法を手に入れる。そんな中、魔王城へ招待される。クラスメイトのみならず、ミュウまでも人質に取られたことで従うことに。
文庫：12巻
世界の終わりが始まった中、雫、鈴、龍太郎の三人は敵の手に堕ちた光輝と向かい合う。一方ハジメ、シア、ティオは、眷属神と化したフリードや白金の使徒と衝突する。
文庫：13巻
ハジメ達が神域で激闘を繰り広げる一方、地上に残った香織たちもまた五千体の使徒相手に激闘を繰り広げていく。そして、ハジメはユエの肉体を完全に掌握し、成長した姿と成したエヒトルジュエとの最後の決戦に挑む。

#### 後日談
文庫：14巻
エヒトルジュエを倒し、一年ぶりに地球に帰還したハジメ達は家族と再会し、平穏な日常を取り戻したかに思えたが、地球でもユエ達とともに色々なトラブルに巻き込まれるドタバタな新たな学園生活が始まる。

### 零（外伝）
1
本編のはるか昔、自身の規格外の才能を秘蔵し「負け犬」と呼ばれながらもオルクス工房に務める錬成師、オスカー・オルクスのもとに、天災ミレディ・ライセンという美少女が現れる。神に抗う仲間を求めるミレディはオスカーの非凡な才能を見抜いて勧誘しようとするが、オスカーは断り続ける。そんな矢先、オスカーの孤児院にいる弟妹達が何者かに誘拐されてしまう。
孤児で稀代の錬成師オスカー・オルクスと、処刑人一族の生き残りミレディ・ライセンが出会ったとき、神に抗う者達の運命が廻り始める。これは、"奈落の化け物"南雲ハジメに繋がる物語。
2
ミレディの勧誘により"解放者"の一員となったオスカーとナイズ・グリューエンは、"西の海の聖女"の噂を頼りに大陸では生きられない者達が住まう海上都市アンディカに赴く。噂の真偽を確かめていたとき、ミレディ達が泊まっていた宿屋が海賊に襲われてしまう。
海賊達を追ったミレディ達が出会ったのはメルジーネ海賊団そして、神代魔法の担い手メイル。ミレディ達はメイルを"解放者"に勧誘するが彼女達メルジーネ海賊団にはアンディカ征服という目標があった。
場面は変わり聖光教会では、反面教師という有効なシステムであるアンディカを脅かす異端者集団メルジーネ海賊団を壊滅させるべく、白光騎士団団長ラウス・バーンが動き出そうとしていた。
3
海上都市アンディカでの神獣討伐から数ヵ月後、メイルを仲間に加えたミレディ達はライセン支部へ向かっていた。道中立ち寄った支部にて、ライセン支部が崩壊した報せを受け、ライセン支部へ急行したミレディ達が出会ったのは、自称神代魔法の担い手ヴァンドゥル・シュネーを名乗る一匹のネズミだった。
魔王に囚われている本物のヴァンドゥルを救い出せば、ヴァンドゥルは"解放者"に入り、ミレディ達は保護されたライセン支部の仲間に再会できるという破格の条件を提示され、イグドール魔王国へと向かったミレディ達の前に立ち塞がったのは、神代魔法が効かない超人兵士と魔王だった。
"アーティファクト使い"と称される実力に規格外の魔法の才能。そして強靭的な身体能力。彼の神の使徒を上回る魔王を相手にミレディ達はヴァンドゥルを救い出すため抗う。
4
ヴァンドゥルと仲間に加えたミレディ達は、"解放者"副リーダーから聖光教会が"ハルツィナ共和国"に宣戦布告したことを知り共和国へ向かう。
本編の前日譚となる物語で本編でも登場したオスカーやミレディなど七大迷宮を作った解放者を中心に物語が展開される。

## 登場人物
声はドラマCD、テレビアニメ共通。

### 主要人物
南雲 ハジメ（なぐも はじめ）
声 - 深町寿成
天職：錬成師
本作の主人公。17才の高校生で自他共に認めるオタクの少年。
将来に備えてゲームクリエイターの父親の会社や少女漫画家の母親の作業現場でバイトをしている。徹夜でゲームをしては学校でいつも居眠りをしているせいで周りからは不真面目な生徒と思われている。そんなハジメを心配し親身になってくれる学校のマドンナの香織がいることで、ほとんどの男子生徒から敵愾心を持たれていた。女子生徒からも香織に面倒を掛けているのにハジメが生活態度を変えないことで嫌われていた。
クラスメイトと共に異世界トータスに召喚されるが、天職が戦闘に向かない最弱の錬成師だったため周りから「無能」の烙印を押される。オルクス大迷宮での訓練の途中で、現れたベヒモスからクラスメイト達を守るために錬成師の能力を駆使して単独で抑えていたが、クラスメイトの檜山によって奈落の底へと突き落とされ、そこで魔物に襲われて左腕を失う。逃げた先で回復効果のある神結晶と神水を発見したことによって生き延びるが、左腕を失ったことによる幻肢痛や壮絶な空腹感で苦痛を味わうという理不尽な状況に心身共に絶望に追い込まれる。しかし、尋常ならざる生への執着心と故郷に帰りたいという確固たる意思で人格が歪みながらも再起する。その際、世界を"敵"と"それ以外"の二つに分け、自分の目的や生存を阻む敵は誰であろうと殺す、という価値観が形成された。
再起した直後は、生きるために魔物を仕留めてその肉を喰らい、魔物の肉の猛毒と神水により身体の破壊と再生の繰り返しという地獄の苦しみを味わった。幾度も身体の破壊と再生が繰り返された結果、筋肉が発達して身長も10cm以上伸び、髪は白くなっている。また、自分と同等または格上の魔物を喰らうことでステータスが上がり、その魔物の能力を取り込める特異体質になる。さらに迷宮内で「緑光石」「タウル鉱石」「燃焼石」を発見したことがきっかけとなって、大型リボルバー式拳銃や閃光手榴弾といった現代兵器を参考に作った兵器を錬成した。
その後、左腕を奪った爪熊と再戦して勝利した後、オルクス大迷宮の探索を開始。50階層で封印されていたユエと出会う。ユエを解放した後は最奥部を目指し、そこで待ち構えていたヒュドラと右目を失うほどの死闘の末倒す。そこで最奥部で解放者のオスカー・オルクスが遺したこの世界の真相を知るが、ハジメはそれを気にすることなく、手に入れた神代魔法の一つ"生成魔法"で左腕の義手と魔眼石で作った右目の義眼を製作して装着（右目を隠すために眼帯もつけている）し、元の世界へ帰る方法を探すべくユエと共に旅立つ。
奈落に落ちた後は理不尽な状況への絶望と憎悪から精神の均衡が崩れてパラダイムシフトを起こし、一人称は「僕」から「俺」へと変化、敵と認識した者に対してはたとえクラスメイトでも一片の容赦もなく殲滅する冷徹さと誰に対しても尊大な態度を取る傍若無人さを持つ性格に豹変する。ただ、境遇の似たユエと出会えたことによって完全な外道には堕ちずに済んでいる。再起する際にトータスやクラスメイトへの感情を一切捨て去ったため、地球に帰るためのこととユエ達を守ること以外は無心を貫いていたが、愛子にそれを寂しい生き方だと諭されてからは不器用ながら徐々に優しさを取り戻している。また、仁義を重んじており、ハウリア族との約束を守り通したり、自分の生存を知らせるべく香織を助けに行ったりしている。"特別"な存在のユエや自分に好意を抱くシア達のことは大切にしており、彼女らに危害を加えようとする者には容赦なく制裁もしくは威圧で黙らせる。不本意に義理の娘になったミュウに対しては非常に過保護である。フリードに人質に取られている事を知るとその場にいた全員が竦みあがるほどの殺気を発した。かつて厨二病をこじらせていたことを黒歴史としている。
ブルックの町で、ユエとシアを手に入れようとする冒険者らから狙われるようになったが、決闘をする前に瞬殺することから"決闘スマッシャー"の異名が付き、さらに"股間スマッシャー"のユエとのコンビで"スマッシュ・ラヴァーズ"（略してスマ・ラヴァ）の名が付き、冒険者（男性）達から恐れられている。ウルの町では、愛子の"豊穣の女神"の異名を大いに利用し、自身は"女神の剣"と名乗った。最終決戦の頃になるとその傍若無人な振る舞いから魔王と呼ばれるようになった。
天職錬成師は、物質を魔法で操作して加工したり武器を作ったりできる能力を持つ。最初は鍛冶職らしく鉱物の加工程度しかできなかったが、訓練を重ねた結果、地面を錬成して落とし穴や出っ張りを作り出すことができるようになった。その戦闘の様子を見たメルド・ロギンスは錬成師は実戦向けではないという考えを改めた。ベヒモス戦では単体でベヒモスを食い止めるなど、錬成師の戦闘での汎用性の高さを見せた。上記のように奈落の中で魔物の肉を喰らったことで魔物の固有能力を取得できるようになる。特に、魔力を直接操作する"魔力操作"によって、詠唱や魔法陣を使うことなく魔法を扱えるようになった（通常は魔物限定の能力）。"魔力操作"、"鉱物鑑定"等を覚えてからは、モンスターの固有能力を纏わせたオリジナル兵器を生み出せるようになり、以降は錬成の力で製造した兵器での戦闘がメインとなる。オルクス大迷宮攻略後は攻略者の証である"生成魔法"でアーティファクト級の魔導具や破壊兵器を作り出せるようになった。生成魔法以外の神代魔法の適性は高くないので、他の神代魔法は主に生成魔法で兵器や装備に付与している。全ての大迷宮を突破した頃にはオスカーを上回る錬成の腕を得た事を自覚している。
当初のステータスは一般人と変わらない程度だったが、魔物の肉を喰らったことで異常なほどステータスが向上し、オルクス大迷宮から脱出した時はすべてのステータスが一万超えかつ本来勇者しか持ちえないはずの限界突破さえ含む大量の魔物の能力持ちというクラスメイト最強の光輝ですら足元にも及ばないほどの強さになっていた。
戦闘は二丁拳銃での我流ガン=カタがメインで、他にも様々なアーティファクトによる火力を活かした戦闘も行う。弾丸同士の跳弾を利用して効率的に敵を撃ち抜く、ほぼ同時に全弾を撃ち切るなど非常に高い射撃技術を持つ。身体能力も大幅に向上しているため、接近されてもある程度の徒手格闘で応戦可能。奈落での過酷な経験で身に付いた戦闘技術は非常に合理的で、ハジメの思考にも影響を与えている。
ユエ以外の女性からの好意には目もくれていなかったが、シアを大切な人と受け入れてからは徐々に変化していき、香織や雫の好意も受け入れ、「魔王」と呼ばれるようになった事で開き直ってティオにも大切な人宣言し、事実上のハーレム宣言をしている。そのメンバーは後にさらに増えている。
最終決戦後は元の世界に戻る為のケジメとして変成魔法によって髪を黒に戻し、義眼や義手も限りなく人の身体に近い物に変えている。
エピローグで地球に戻って両親に迎えられるところで一応幕は閉じるのだが、ユエ達を家族として連れ帰った事で落ち着いた生活になるわけもなく、更に別の異世界も知る事になったようである。
地球に戻って以後は当然制服をはじめとした地球の衣服を着ているが、トータスでの服装を知っているクラスメイトからは似合ってないと爆笑されている。また、当然だがクラスメイトからの対応は召喚前とは180度変わり、一転して光輝とベクトルは違うものの人気を二分している。香織たち地球人組の家族にはケジメとして一応正式に挨拶に行っている。
ユエ
声 - 桑原由気
天職：神子
本作のヒロインの一人。三百年前に滅んだ吸血鬼族の生き残りで、当時の吸血鬼族の女王。見た目は金髪と紅い瞳を持つ12歳くらいの少女の姿をしているが、実際は323歳。
オルクス大迷宮の50階層に封印されていたが、ハジメによって解放される。「ユエ」という名前はハジメに封印から助け出された時に名付けられた。本名はアレーティア・ガルディエ・ウェスペリティリオ・アヴァタールだが、ハジメと出会ってからはその名で呼ばれることを嫌っている。クールな性格で口数も少ないが、年上の貫禄もあって、ハジメを誘惑する大胆な面もある。
12歳の頃に先祖返りが起きて、"魔力操作"と"自動再生"の固有魔法に目覚め、その影響で少女のまま成長が止まっている。力に目覚めて数年で当時最強の一角となり、17歳で吸血鬼族の王位に就く。しかし、欲に目が眩んだ叔父によって、化け物として周囲に浸透され、大義名分のもと殺されそうになるが"自動再生"によって死ななかった為に封印される事になった。それから300年後、封印部屋を訪れたハジメによって解放され、共に迷宮を探索し、過去を語り合いながら心を通わせ、相思相愛の仲になっていく。そして迷宮攻略後、共にハジメの故郷の地球に行くために旅立つ。
ブルックの町で、自分とシアに言い寄って来た冒険者らの股間を容赦なく潰して"漢女"にしたことで"股間スマッシャー"の異名が付いた。また、密かに日記を付けている。
"自動再生"は首を切り落とされても勝手に再生するほどの回復力を持っており、老化もしないので少女のままの外見を保っている。一瞬で灰にでもされない限りほぼ不死身の肉体ではあるが、"自動再生"は魔力の残量に由来するので魔力が枯渇した状態で受けた攻撃の傷は治らない。魔法に関しては膨大な魔力と全属性の魔法適性を持ち、"魔力操作"によって無詠唱で魔法を発動可能だが、魔法名だけは癖で呟いてしまう。この二つによって多少のダメージは無視して強力無比な魔法を連発して殲滅するのが基本戦術。この半面、接近戦は苦手とする。"複合魔法"の技能で魔法をかけ合わせる事もできる。多くの神代魔法の適性があり、神代魔法を攻撃魔法と複合させることでオリジナルの魔法を次々と編み出している。中でも資質がある中では最初に手に入れた重力魔法を最も好んで使用し、自ら「ミレディ・ライセンの魔法を受け継ぐ者」を名乗り、最後にも「あなた（ミレディ）の魔法が一番役に立った」と告げている。
吸血鬼族の能力により他者の血を吸うことで魔力を回復することが可能。食事は取らなくても問題ないが、空腹感はあるようでそれも血を吸えば収まる。なお、ハジメの血は絶品だと豪語している。度々周りが見ていて口の中が甘ったるくなるような惚気やイチャつきをハジメと見せる。
殺されずに封印されたのはエヒトが自身の器として目を付けていた為で、魔王城でアルヴに精神を揺さぶられた結果、エヒトに乗っ取られてしまった。そのままハジメを攻撃するが、完全に支配されてはおらず、五天龍の制御を妨害した。
エヒトが肉体を掌握する過程で大人の姿になったが、決戦後は変成魔法で元の姿と大人の姿を使い分けられるようになった。それ以外にもエヒトが使っていた輪後光や神代魔法の神髄等も使用できるようになり、エヒトとほぼ同等の強さを得た。同時に心境も変化してゴスロリ服を好んで着るようになった。また、ハジメのハーレム宣言も「正妻」を名乗る事で認められる相手であれば許容している。
地球に来てからはユエ・アヴァタールと名乗っている。

シア・ハウリア
声 - 髙橋ミナミ
天職：占術師
本作のヒロインの一人。亜人・兎人族の一部族であるハウリアの族長の一人娘。容姿もスタイルも抜群で、良くも悪くも周りから注目されるほど。16歳。
本来亜人が持つはずがない魔力を持って生まれ、他の亜人族に知られると処刑されるため一族によって隠されていたが、それがバレて一族を連れてフェアベルゲンから離れたところを帝国軍に見つかり、追われて峡谷に身を潜めていた所をハジメに救われた。
元気いっぱいで明るい性格だが調子に乗りやすく図々しいところがあり、当初はハジメとユエから「残念ウサギ」と呼ばれていた。未来視の力でハジメ達に近づけばハウリア一族が助かる未来を見たため、ハジメに気に入られようと近づいたが、一族の窮地を救われたことで恩義以上の好意を抱くようになり、一族の生活が安定してからはハジメ達の旅に同行する。当初はハジメから手酷い扱いを受けていたが、それでも何度も立ち上がって一途にハジメを想う姿から、次第にハジメから大切な存在と認識されるようになる。ライセン大迷宮を攻略したことでユエに認められ、妹分として大切にされている。一方で、ハジメ以外の男性には基本的に興味を示さず、冷たい視線を向けるか無視している。
ハルツィナ樹海攻略後、ハジメからついにユエと同じ"特別"な存在と認められる。
生まれた時から"魔力操作"と"未来視"の固有魔法を持っており、その影響でハウリア族の特徴である濃紺の髪が、青みがかった白髪になっている。戦闘においては属性魔法の適性は無かったものの、ユエに稽古を付けられたことで身体強化による卓越した身のこなしとパワーファイトができるようになった。"未来視"は仮定の未来を見るもので、派生技能の"天啓視"で咄嗟に数秒先の未来が分かる事もある。またハジメが作成した大槌型アーティファクト"ドリュッケン"を与えられ、これと身体強化、"未来視"を自在に扱う事で、近接戦では無類の強さを誇るようになった。能力はその後も際限なく伸びていき、「バグウサギ」と呼ばれるようになった。ハジメ同様、神代魔法の適性は低く自分の肉体に対してしか行使できない。身体強化には段階があり、通常の限界はレベルIVだが、最終決戦ではレベルXを発動させ、ステータス値76000越えで使徒の66000すら超えて見せた。その様から異世界最強がハジメならトータス最強はシアであるとティオから称された。

ティオ・クラルス
声 - 日笠陽子
天職：守護者
本作のヒロインの一人。竜人族の姫君。黒の着物を纏った黒髪金眼の巨乳の美女。563歳。
異世界からの来訪者を調べるために竜人族の隠れ里から出てきたが、眠っていたところを清水に操られ、竜化して冒険者を襲っていた所をハジメの手で正気に戻される。スタイルも良く容姿端麗で聡明な性格であったが、ハジメとの戦いでパイルバンカーを竜化状態の自身の尻に突っ込まれたせいで、ドMに目覚めてしまう。その後、責任を取ってもらう名目で強引にハジメの旅に同行する。
ドMに目覚めてからは、ハジメのことを「ご主人様」と呼び、ことあるごとにハジメから手酷い暴言や制裁、稀に見せる優しさを受けては恍惚な表情で喜びに浸っている。一方で、元来の聡明さと思慮深さ、そして情の厚さによって戦いで仲間達を守っており、ハジメ達から大切な存在と認識されている。ハジメのことになると我を忘れがちなユエやシアに比べると、冷静かつ客観的な視点で相手や状況を見ることが出来る聡明さもあり、その状態は「スーパーティオさん」と呼ばれている。
普段は人間とほぼ変わらない身体だが"竜化"することで巨大な竜になり、ステータスが大幅に上がる。更にドMに目覚めた事で"痛覚変換"の技能も習得しており、ダメージを受けるほどステータスが上がる。人間形態でも"竜化"の派生技能"咆哮"による強力なブレスや火・風・雷の属性魔法を操れる。
最終決戦ではハジメ作のアーティファクト黒隷鞭により、魂魄魔法と変成魔法の組み合わせで生物を強制黒竜化して使役する竜因侵化を編み出した。更に竜人族の里で初代クラルスの初代の竜鱗に触れた事で竜化最終奥義「竜神顕現」を会得。ほとんど瀕死の重傷状態まで追い込まれなければ使用できず、持続時間も1分程度と非常に短いながら巨大な東洋系の黒龍に変化し、天候すら操って百万以上の魔物を一瞬で蹴散らすほどの圧倒的な力を得る。
白崎 香織（しらさき かおり）
声 - 大西沙織
天職：治癒師
本作のヒロインの一人。ハジメのクラスメイトの少女で、男子に人気のマドンナ的存在。
中学の頃、当時他校の生徒だったハジメが不良達に絡まれている赤の他人であるお婆ちゃんとその孫を無様ながら身を挺して守っているのを目撃したのをきっかけで強い興味と恋心を抱き、偶然同じ高校に入学してクラスが一緒になると、何とか親しくなろうとクラスで唯一積極的に構っていた（結果的にその行動が、ハジメがクラス中に嫌われる状況を作ってしまっていた）。更にその手段としてオタク知識も身に着けており、ハジメ作のアーティファクトの元ネタも理解している。雫、光輝、龍太郎とは幼い頃からの幼馴染。雫とは親友で、よくハジメのことで相談してもらっている。光輝から好意を向けられているが、幼馴染としては大切に思っているも恋愛感情は持っていない。
誰に対しても分け隔てなく優しい性格だが、意外にもこうと決めたら真っ直ぐ突き進む猪突猛進な面があり、暴走することが多い。滅多に怒ることは無いが、怒らせると背後に般若が浮かぶほどの怒りが露わとなる。結構ムッツリな面もあり、あざとくハジメにアピールすることもある（そのほとんどが、ユエに阻止されている）。また、非常に鈍感で、周囲の自分に対する好意やハジメに対する敵意に気付いておらず、少々自身の周辺に対する認識が甘い。
「無能」の烙印を押されたハジメを心配し、オルクス大迷宮に入る前日にハジメの部屋を訪れて彼を守ることを約束した。ハジメが奈落に落ちた時は一時錯乱状態に陥るほど酷く悲しんでいたが、彼の生存を信じてオルクス大迷宮で訓練に励みながら彼を探そうとしていた。そして、カトレアとの戦いで、魔物に殺されそうになったところを現れたハジメに助けられ、以前の面影が無いにも関わらず一目で彼と見抜いた。当初はカトレアを躊躇なく殺せるほど変わり果てたハジメに困惑するが、ユエ達の様子を見て本質的な優しさは変わっていないことに気付き、ハジメの傍らにいたい思いから彼に告白し、そのまま強引に彼に付いて行く。告白して以降は、以前よりも積極的なアプローチをしており暴走が激しくなっている。シア達とはすぐに仲良くなるが、ユエとは互いに対抗心を抱いており、よくからかわれたりして喧嘩している。
メルジーネ海底遺跡でハジメ達との実力差を思い知り、足手纏いではないかと思い悩むが、亡霊に憑りつかれた時にハジメから大切な存在とされていると知って立ち直った。亡霊が成仏した後、彼にキスをしている。
王都侵攻では、拘束されている光輝達のもとに駆けつけるも、恵里の協力者だった檜山に心臓を刺されて死亡してしまうが、ティオの神代魔法により魂魄を保護される。肉体も再生魔法で修復されるが、力の限界を痛感して「人の身を捨ててでもハジメの隣に立ちたい」という思いから元の肉体を封印し、ノイントの亡骸に魂魄を定着させ、神の使徒の身体を得る事でその能力を扱えるようにもなった。元の身体は宝物庫内で、氷漬けの状態で保存されている。
回復魔法を得意とし遠距離の相手の回復や広範囲の回復、相手の症状の鑑定などができる。ノイントの身体になってからは詠唱も必要としなくなった。神代魔法では再生魔法が最も適性が高い。
最終決戦ではトータス残留になり、敵側の使徒と区別をつける為に髪や鎧等、全体的に黒基調にしている。再生魔法の真髄たる神速と魔力を吸い取る廻禍の魔剣「アニマ・エルント」と対軍の蘇生魔法を行使する福音の聖剣「ベル・レクシオン」を持って多数の使徒の相手と人類軍全軍の回復を同時に行い、最後は五千の使徒による分解砲撃に聖絶で対抗するも、数度の発射で壊滅しかかるがギリギリでハジメがエヒトを撃破したことで難を逃れた。
八重樫 雫（やえがし しずく）
声 - 花守ゆみり
天職：剣士
本作のヒロインの一人。ハジメのクラスメイトの少女で香織の親友。
実家は”八重樫流”という古流武術の道場で、剣の腕は全国レベルの実力を持つ。長い髪をポニーテールにし、172cmの高身長で身体は引き締まっており、凛とした雰囲気から多くのファン（主に女性）を持つ。中には崇拝が熱烈過ぎて「お姉様」と呼んで過激な行動を起こす"義妹《ソウルシスター》"が、地球、トータス問わずどこにでもいる。世話焼きでクラスメイトたちから頼られているが、実際は年相応の繊細さを持ち、可愛い物が好きなど乙女チックな性格。本人は女の子として扱ってほしいと思っており、自分を守ってくれるほど頼もしい男性が好み。
四歳の時に剣術の才能の片鱗を見せ、家族や門下生達から期待されたことで剣の道を歩んだ。当時、道場に入門したばかりの光輝に好意を寄せていたが、小学生の頃、光輝と一緒にいることが気に喰わなかった少女達からやっかみや嫌がらせを受けるようになり、一度光輝に相談するも事態を悪化させる結果となったため、一時期は苦手意識を持っていた。現在は好意を抱いておらず、手間の掛かる"弟"として接している。一方、その取り巻く環境から救ってくれた香織には深い恩を感じており、篤い友情を結んでいる。ただ、たまに友情が行き過ぎて百合の花を幻視させることもある。
光輝達幼馴染の中では一番の常識人で、彼らを支えている苦労人。香織や光輝から迷惑を掛けられているハジメを気遣っており、いつも後でこっそり彼に謝りに来ていた。ハジメも彼女の苦労を知っており、ハジメとは比較的親しい間柄になっている。香織がハジメに恋している理由も知っており、それを応援していた。ハジメを知った当初こそ彼のことは快く思っていなかったが、観察していくうちに今までにないタイプの人間と気付いて興味を抱き、周りからやっかみを受けても全く気にしていないことから、自分の中で一番"心"が強い人と評価していた。香織に付き添ってハジメの趣味を調べる過程である程度のオタク知識を持っており、その知識を使ってハジメを言葉責めで苦しめるなど、ユエ達から「ラスボス」と称されている。
戦いでは光輝と龍太郎と共に前線を担っており、戦況を見ないで行動する光輝とは違い、冷静に戦況を把握して指示を出して行動しているため、カトレアからは光輝よりも勇者らしいと評価されている。当初、武器が刀ではなかったため、本来の力を発揮できていない節があった。
カトレアとの戦いの後、ハジメに香織のことを託し、邪険にするようなら恥ずかしい異名を広めると脅した。また、カトレアとの戦いで自分が使用していた武器が破損したため、ハジメから今までのお礼代わりにと彼がハウリア族に武器を作る過程で作った黒刀を譲り受ける。ちなみに、ハジメからは「ただ硬くてよく切れるだけ」と言われたが、実際は聖剣などの国宝級アーティファクトに匹敵する完成度の作品で、ウォルペンらの尽力で魔法陣を取り付け、黒刀の能力を使用できるようになった。
王都侵攻後、自分の弱さを痛感し、強くなるために光輝達と共にハジメの旅に同行する。ハジメが頼れる存在だと認識して以降は彼に気を許しており、ハジメにからかわれることが多くなったり、素の自分を時折見せている。その仲の良さにユエ達からは警戒され、ガハルドからは惚れるなよと釘を刺されている。
カム救出作戦の際、光輝達と共に帝都で陽動を行っていたが、ハジメの唆しとみんなの後押しでやむなく被ったピンクの仮面のせいで、帝国兵士らから一番不審者扱いされたことに深く落ち込み、これがトラウマになる。
ハルツィナ樹海では、強い精神力によって光輝達の中で唯一迷宮の攻略に成功したが、試練の過程でハジメに対する想いを自覚してしまったことに激しい動揺と葛藤を抱く様になる。
氷雪洞窟では、自分の虚像と戦うが自身の内面と向き合うことが出来ず、ハジメへの好意を突き付けられて窮地に陥るが、間一髪のところでハジメに助けられ、彼から発破を掛けられたことで立ち直り、再び対峙して勝利する。そして、自分を守ってくれる存在のハジメが好きであることを認めて受け入れる。
畑山 愛子（はたやま あいこ）
声 - 加隈亜衣
天職：作農師
本作のヒロインの一人。ハジメ達の学校の社会科教師（担任ではない）。
25歳だが、小柄で十代前半くらいにしか見えないほどの童顔で、生徒達からは「愛ちゃん」「愛ちゃん先生」の愛称で慕われているが、本人としては威厳ある教師を目指している模様。日本での経験から容姿に対する自己評価が低く、デビットや他の神殿騎士からの好意に気付いていない。
異世界に召喚された後も生徒達のことを第一に考え、生徒達を危険な目に遭わせようとしている教会の神官らに猛抗議している。戦闘には向かないが世界の食糧事情を一変させる程の能力だったため、各農村地や未開拓地を回って農地改善及び開拓の任務に当たっている。後に"豊穣の女神"と呼ばれ、人々から深く崇拝されるようになる。
ハジメが奈落に落ちたと聞いて酷くショックを受けていたが、ウルの町で偶然にもハジメと再会する。生存こそ喜んだものの変わり果てた彼を見て困惑するが、それでも彼を生徒として扱っている。任務を優先してウルの町を見放そうとするハジメに"ハジメの先生としての本気の説教"をし、それまで無心を貫こうとして"寂しい生き方"をしていたハジメの心を動かすきっかけとなった。しかし、生徒の安全を優先しながらも教え子のハジメを戦場に向かわせてしまった自分の無力さや矛盾も理解している。
ウルの町での戦いでは、ハジメによって"豊穣の女神"の名を利用されるが、それによって味方の士気を大いに高めた。戦後、魔人族に寝返った清水を説得しようとしたが、隙を突かれて毒針で人質にされてしまい、シアによって自分を狙った魔人族のレイスの攻撃から守られる。その拍子に毒針が掠って死にそうになるが、ハジメから口移しで神水を飲んで一命を取り留める。ハジメに瀕死の清水を助けてもらおうと頼むも、逆に止めを刺されたことでハジメに不信感を抱くが、その真意を見抜いて彼の不器用な優しさに安堵する。しかし、すぐに口移しと去り際の言葉を思い出して慌てふためき、先生と生徒の立場に想い悩むようになる。
王都へ帰還後、ハジメを異端者認定しようとする教会や王に抗議したが強行されてしまい、ハジメに教えられた世界の真実を生徒達に明かそうとした矢先、ノイントに誘拐されて神山に監禁されるが、ハジメに助けられる。その後の神山での戦いで自身の能力でティオを幇助した結果、結界を破壊するだけのつもりが誤って総本山ごと吹き飛ばしてしまったが、それによって神山の七大迷宮に認められハジメ達と共に魂魄魔法を習得した。
間接的とはいえイシュタルら教会関係者を殺してしまったという事実に押し潰されてしまいそうになるが、ハジメから「奈落の底で人間らしさを無くした自分がいつか人間らしさを思い出せるように、その罪悪感を背負ってほしい」という我が儘を受けて、罪を背負うことを誓う。この頃から、ハジメに明確な好意を抱くようになる。最終決戦の頃にはもはや隠すことすらしなくなり、生徒間では暗黙の秘密となる。また、同じく好意を抱くようになり、倍近い年齢差のあるリリアーナとは立ち位置が似てるせいもあってかしょっちゅう同レベルの喧嘩をするようになった。
ミュウ
声 - 小倉唯
海上の町エリセンに住む海人族の少女。海人族のレミアの娘。4歳。
エメラルドグリーンの長い髪と扇状のヒレの形をした耳が特徴で、整った可愛らしい顔立ちをしている。「〜なの」という喋り方をする。
人攫いの組織に誘拐され、フューレンの町に運ばれて監禁されていたが、隙を見て逃げたところをハジメ達に保護される。その後、再び捕まって裏オークションに出された所をハジメに救われる。当初、ハジメのことは「お兄ちゃん」と呼んでいたが、そう呼ばれることにむず痒く感じたハジメが別の呼び方を提案すると、生まれた時から父親がいなかったという理由でハジメを「パパ」と呼び出す。ハジメは撤回を要求するが頑なに譲らず、結局「パパ」と呼ぶようになった。以後、ハジメのことを本当の父親のように慕う。常に天真爛漫に振舞っているが、レミアがいない寂しさを耐えていた。
ギルドの依頼という形でハジメ達に同行してもらってエリセンへ向かい、無事にレミアと再会する。再会後、ハジメはこれ以上の旅は危険すぎて連れて行けないと判断してメルジーネ海底遺跡を攻略したら別れるつもりだったが、ミュウも別れることを察したのかハジメに甘えて引き留めていた。ついに決意したハジメから別れを切り出されるが、必ず迎えに来てレミアと共に自分の故郷に連れて行くことをハジメと約束し、しばしの別れとなった。
しかし、ハジメを魔国に誘い出すためにレミア共々フリードに捕らえられてしまう。ユエを奪われてハジメが概念魔法で暴走した際には真っ向から立ちふさがって暴走を止めた。その後は保護の名目でオスカーの隠れ家にかくまわれた。そこで、護衛に多数の自立型ゴーレムを作成してもらうが、ハジメの意図に反して何故か自我を持ち、試しにもう一体作ったら別の自我を持ち…と繰り替えすうちに七体全てが自我を持った。その七体にはミュウ本人に七つの大罪に由来する名前が付けられた。
外伝ではハジメに簡易銃の「どんなあ」や「しゅらあげん」を作ってもらうと恐ろしいまでの射撃の腕前を見せ、本当にハジメと血がつながってるのではと疑われた。

### クラスメイト

#### 光輝パーティー
前線組のパーティーの一つ。後に香織と中村がパーティーから抜けている。王都侵攻終結後、帝国へ向かうリリアーナの護衛と神代魔法を手に入れるためにハジメ達に同行する。
天之河 光輝（あまのがわ こうき）
声 - 柿原徹也
天職：勇者
ハジメのクラスメイトで、容姿端麗、成績優秀、スポーツ万能の完璧超人。17歳。地球では八重樫道場に在籍しており、腕前は全国クラス。
正義感と善意に溢れており、持ち前のルックスとカリスマ性も相まって学校の生徒達から強い信頼と高い人気を持ち、（傍らに香織や雫がいることから少ないが）月に二回以上告白されるほど女子からモテている。だが、その完璧ぶりのせいで自分が常に正しいと信じて疑わず、それゆえに精神的には子供っぽく自分本位に行動することが多く、周りが諫めても真剣に耳を傾けることがない。正義感が強いゆえに思い込みが激しく、人の善意を無条件で信じてはいいように利用されたり、不都合な事態に直面すると他人に責任転嫁して自分の行いを正当化する「ご都合解釈」をする悪癖がある。また、敏腕弁護士だった祖父の完治の影響で強いヒーロー願望も持っており、挫折も知らないために苦労や現実の厳しさも分かっていない。
自分の正義を妄信するようになったのは、憧れだった完治がもっと年を重ねてから光輝に伝えようと考えていた現実的な体験談を話す前に急死した結果、幼少期の光輝を気遣った完治が意図的に美化して話した体験談だけを胸に刻みこんだことに加えて、能力の高さゆえに地球で失敗や挫折を経験したことがないせいで現実では通用しない理想的な正しさを抱いたまま成長してしまったことが原因である。
幼馴染の香織、雫、龍太郎のことは大切に思っており、特に香織に好意を抱いており、ずっと自分の傍にいると思い込んでいた（ただし、香織と雫に対しては無自覚な独占欲を抱いていたが）。基本的に誰にでも優しいが、香織に構ってもらっているハジメにだけは嫌悪感を抱いており、事あるごとに彼に突っ掛かる。香織や雫がフォローしてもすぐに彼に非があるかのように反論する上に、それに悪気も下心も無いため香織を困惑させ雫に呆れられている。しかも、香織がハジメに好意を抱いていることに気付いておらず、構ってあげているのも「オタクで独りぼっちのハジメが可哀想だから」と思っていた。香織ほどではないが雫も大切に想っており、道場に入門した当初は彼女に好意を抱かれていた。だが、小学生の頃に雫が嫌がらせを受けて助けを求めた際、言えば分かってもらえるという安易な考えで事態を重く捉えず迂闊に相手を注意して事態を悪化させた上、そのまま自己完結してその後助けなかったため、現在は恋愛感情を抱かれていない。恋愛感情に鈍感な香織でさえもこの悪癖に大体気づいている為、全く恋愛感情を抱かれておらず、不特定多数の女子にはもてるが本性を知る者ほど恋愛感情に至らない。
トータスに召喚された後は、勇者として世界を救う決心をし、クラスメイトの中で一番優秀なステータスから国家からも期待の的となっているが、その疑わない正義感とカリスマ性をイシュタルらに都合よく利用されている。訓練でもみんなを引っ張っていたが、正義感が先行して臨機応変に対応出来ておらず、度々メルドや雫に注意されている。また、奈落に落ちたハジメの生存を信じている香織に対し、悪気無く死んだと決めつけていたため、彼女を悲しませていた。ガハルドからも初対面で魔物と魔人族を同列に捉えていて人同士の戦争である自覚も覚悟もない事を見抜かれ、自分の正義感で周りを殺すタイプと酷評され、一応将来性に期待とはされたものの対魔人族の戦力としては全くあてにされていなかった。
実際にカトレアとの戦いでは、メルドを人質に取られたことで一度魔物に敗北するものの、"限界突破"の派生"覇潰"でカトレアに重傷を負わせることに成功するが、直前で人を殺すことに躊躇してとどめをさせなかったため返り討ちに遭う。駆け付けたハジメ達に助けられるが、ハジメの強力な魔物を一蹴する実力に嫉妬し、カトレアを躊躇わず殺せたことに自身が人が死ぬ様を見たくなかった気持ちを論点をずらして筋違いな非難をしたため、ハジメ達に呆れられ、メルドに宥められる。
生還後、香織がハジメに付いて行こうとしたことに愕然とし、香織のハジメへの好意を知るとそれを認められずご都合解釈が暴走してハジメに決闘を挑もうとしたが、まともに相手にされないまま落とし穴で一蹴される。また、ユエ達の事もハジメに騙されて一緒にいるとご都合解釈したため、ユエ達からは鳥肌が立つほど嫌悪感を抱かれた。香織が去ったことに打ちひしがれ、雫に「自分の正しさを疑いなさい」と忠告される。しかし、表面上は納得したフリをしているだけで、心の底では奪われたと思っている。この一件で、ハジメに対し強い敵対心を抱くようになる。一方、今度は無意識に雫を心の拠り所にしている。
王都侵攻では、傀儡兵に拘束されている時に恵里に強引に口付けされ、その際口移しで毒薬を飲まされる。傀儡兵にされたメルドと戦うも、毒薬の効果と一瞬の躊躇によって致命傷を受けるが、ハジメが雫に渡した神水によって一命を取り留める。
王都侵攻後、自分達の弱さを痛感し、世界を救う気が無いハジメに代わって世界を救うために神代魔法を手に入れるべく、ハジメの旅に強引に同行する。だが、その道中でも意見や価値観の違いなどから、度々ハジメと衝突する。ハルツィナ樹海では自分達が経験していたオルクス大迷宮以上に強力な魔物に苦戦し、試練をクリアすることが出来なかったため、龍太郎と鈴共々昇華魔法を手に出来なかった。最深部でのゴキブリ戦では最初からハジメに対抗心を持っていたためにそれが反転した結果、一人だけハジメを味方と見ていた。
氷雪洞窟では、大迷宮の影響を強く受けて精神が不安定になり、最後の試練である虚像との勝負中に偶然居合わせたハジメとそのハジメに背負われて幸せそうに眠る雫の姿を目撃したことで、今まで目を逸らしてきた感情（ハジメへの劣等感や嫉妬、香織たちへの独占欲、ユエ達に好意を向けられたいという欲求など）が遂に爆発し、自身を口車に乗せた虚像と共闘してハジメに襲い掛かる。虚像と融合して能力の底上げまでするが、冷静さを欠いた攻撃が届く筈もなく、虚像諸共ハジメに敗北して一人だけ変成魔法を習得できずに終わった。しかし、クリスタルキー作成時に見たハジメがトータスで辿ってきた過去を見て自分の矮小さを恥じた。
氷雪洞窟脱出後、魔国ガーランドに赴くが、恵里に洗脳されて雫達と敵対し、そのまま神域へ連れ去られた。
最終決戦では操られるまま、雫、龍太郎と強化型神威を持って激戦を繰り広げるが、敗れて洗脳が解かれた。だが、それと同時に自分がしでかしたことに絶望し自暴自棄になって暴れるが、雫に顔の原型が無くなるほどボコボコになるまで殴られた末に自分を見捨てずに助けようとする雫の言葉を聞いて、ようやく完全に正気に戻った。しかし、人類の総力戦において敵側にいたことで、既に勇者として名が知れ渡っていた事もあって各国からの不信の眼は強く、罪悪感から塞ぎがちになってしまっている。結局最後の最後まで成長できず、存分に力を振るう機会もなく終わってしまった悲劇の勇者。
専用アーティファクト”聖剣”は光属性の力を増幅し、手元から離れても光輝の呼び出しに応じて手元に戻る。昇華魔法を習得したハジメによって改造が施され、出力が向上した。しかし、施されたのは外付けの機能追加と簡単な調整のみであり、ハジメをして完成度が高すぎて下手に手を付けると逆に弱体化するといわしめている。
白崎 香織（しらさき かおり）
「白崎香織」を参照。
八重樫 雫（やえがし しずく）
「八重樫雫」を参照。
坂上 龍太郎（さかがみ りゅうたろう）
声 - 木島隆一
天職：拳士
光輝の親友で相棒。空手部に所属している。書籍・アニメではガタイが良い体格だが、漫画版では比較的細身。
熱血漢のスポーツマンタイプで、豪快な性格だが細かいことを考えずに行動するかなりの脳筋。それゆえに失敗も多いが、前向きに捉えて立ち直りが早く尾を引くことはない。友人想いであるが、光輝同様に短慮な面もあり、デリカシーもないために余計なことを口走ってはハジメや雫から制裁を受けている。
学校に来ても寝てばかりでやる気がなさそうなハジメのことを快く思っていなかったが、再会後のハジメのことは認めており、さらに某軍曹のことをリスペクトしていたため、ハジメがハウリア族に某軍曹式の訓練を施したことを知って彼に親近感を抱く。光輝と同じく、香織がハジメに好意を抱いていることにも気付いていなかった。光輝と違い、再会後はハジメに対して敵対心などは持っていない。
王都侵攻後、強くなるためにハジメの旅に同行する。迷宮では、何かと短慮な行動でよく罠に掛かることが多い。また、ハルツィナ樹海ではモンスターの姿になっても同型モンスターと殴り合いを演じていたり、氷雪洞窟でも武器を持っていたはずのゴーレムと何故か素手で殴りあっていたりして脳筋ぶりを呆れられている。
先述の性格からハジメに自分達のアーティファクトを改造、強化して貰った際は素直に感謝を述べる等、良くも悪くも自分の気持ちが口に出やすい性分とも言える。
実はオルクス大迷宮でハジメ達に助けられた際、ユエに一目ぼれしていた。しかし直後にハジメとのイチャイチャっぷりを見せられてすぐに失恋したが、ある程度は割り切ることが出来たという。
氷雪洞窟では氷の迷路を不正な手段で攻略しようとしたためにペナルティとして氷に閉じ込められるという失態を犯したが、ユエへの想いをコピーした虚像を打ち倒したことで攻略を認められ、変成魔法を手に入れた。が、前述通りの脳筋さ故に全く使いこなせていない。しかし、使いこなせないなりにアレンジし、本人曰く「使役ができないなら使役したい魔物に自分がなればいいんじゃね？」という発想のもとに、自身を魔物化して強化するという竜化に近い「天魔天変」を編み出した。
谷口 鈴（たにぐち すず）
声 - 伊藤彩沙
天職：結界師
小柄でクラスのムードメーカーの少女で親しくなった女子は渾名で呼ぶ（例：香織→カオリン、雫→シズシズなど）。一人称は「鈴」。虫が苦手。
美女や美少女が好きで、香織らによくセクハラを働いており、心の中に小さなおっさんを飼っていると言われる。恵里とは親友で、よく行動を共にしている。カトレアとの戦いでユエに助けられてから彼女を「お姉様」と呼び慕っている。
王都侵攻で恵里の裏切りに酷くショックを受けるが、もう一度恵里と話し合いたいという想いから、ハジメの旅についていくことを決める。道中、恵里の裏切りのことを引きずっており、時折暗い一面を見せている。
戦闘では様々な結界を張って敵の攻撃を防いだりしてパーティのサポートを務める。初期は王国から支給されたブレスレッド型のアーティファクトを使用していたが、後にハジメが作った二振りの鉄扇を受け取る。それ以後は結界を炸裂させる等で攻撃に回ることも可能になった。
氷雪洞窟では恵里の本性に気付いていながら黙殺したことが、王都侵攻でメルド達が死ぬ遠因になったと虚像に責められたが、ハルツィナ樹海での失敗を真剣に反省し、今度こそ恵里を連れ戻す覚悟を見せて虚像を撃破し、変成魔法を手に入れた。しかし、何故か苦手な虫系のモンスターにばかり効果が高い。
魔国では突然の遭遇だったために恵里と対面しても全く話を聞いてもらえなかったうえ、エヒトの力を見せつけられて絶望しかけるが、ハジメの激で奮起し、最終決戦では恵里と最終的に一対一で戦って勝利。恵里が自爆する寸前の最後の最後に精神世界のような場所で本音をぶつけ合い、死別することにはなったもののどこか晴れやかだった。また、その時に恵里に一人称が「鈴」なのはイタいと罵倒されたことで一人称を「私」に変えた。
中村 恵里（なかむら えり）
声 - 西明日香
天職：降霊術師
眼鏡をかけたナチュラルボブの黒髪少女。温和で大人しく、地球では図書委員を務めていた。暴走しがちな親友の鈴の抑え役。
だが、それは表向きの顔で、本性は光輝に異常なほどの好意と執着心を抱く利己的かつ残忍な性格。
地球の時から光輝を手に入れることを目論んでおり、光輝に近づくために鈴と親友になった。また、ひそかにハジメを唆して香織とくっつけさせようとも考えていた。普段の一人称は「私」だが、本性を現してからは「僕」になっている。
彼女が六歳（WEB版では五歳）の時、父親が自分を庇って車に轢かれて亡くなり、父を愛していた穏やかな性格の母がその日を境に豹変し、母から虐待を受けていた。恵里はいつか優しかった頃の母に戻ると信じて耐え忍んでいたが、十一歳の時に母が男を家に連れ込んだことで、自分を支えてくれる男なら誰でもいいという母の本性を知ってその想いが崩される。そして、男に襲われそうになったことで男は逮捕されたが、母が「自分から男を奪った」ことに激怒したことで心が完全に壊れる。そして、失意のうちに川に飛び降りて自殺しようとした時に偶然見かけた光輝が声をかけ、しつこく尋ねる光輝に根負けして内容を歪曲した事情を話すと、同情した彼から「俺が守ってやる」と言われたことで、彼に異常な好意を抱くようになる。その後、児童相談所の職員が虐待を疑い、調査に訪れると光輝と接点が無くなることを危惧して仲の良い母娘を演じ、それに母が恐怖を抱いたことで立場が逆転する。しかし、光輝が誰にでも自分に言ったことを平然と言っていることに納得いかず、以後彼を自分だけの物にすることに執心する。
天職の降霊術は死亡対象の残留思念に作用して死体を操る魔法で、あまり上手く使えないと語っていたが、実際は完璧に扱えるほか、生前の記憶や思考パターンを付加してある程度の受け答えができる"縛魂"を編み出した。
トータス召喚後、檜山がハジメに魔法の火球を放ったことを知って脅迫し、檜山に香織を与えることを条件に彼を言いなりにさせた。その後、ハジメの生存が分かった後は、魔人族と密かに手を結び、大結界の破壊に協力した。さらにノイントの手助けもあり、密かに殺されたメルドら騎士団五百人を"縛魂"で傀儡兵に変えた。
王都侵攻では、光輝達を言葉巧みに誘導して罠にはめて傀儡兵に拘束させ、"縛魂"を披露するために近藤を殺害し、檜山に殺された香織に降霊術を施そうとしたが、駆け付けたハジメによって失敗。メルドや近藤などの傀儡兵を襲わせたが、メルドを含む傀儡兵三百人を一瞬で葬られてしまい自身も殺されそうになったところを檜山とフリードの横やりで助かり、フリードと残りの二百人の傀儡兵と共に撤退する。
撤退後は、魔国ガーランドに身を置き、連れて来た傀儡兵に魔物の特性を取り込ませた"屍獣兵"を創り上げている。更に自身も魔物のような姿に変え、縛魂も生者に対しても行使可能にまで昇華している。氷雪洞窟の前でフリードと使徒達とともにハジメ達を待ち伏せし、ハジメ達を魔国ガーランドへ連れて行った時に光輝を洗脳して神域へ連れ去った。
ハジメ達が神域に侵入した際、光輝と"屍獣兵"を引き連れて待ち構えて雫・龍太郎・鈴と対峙し、鈴と戦い激闘の末に敗れる。雫達に敗れ洗脳が解けた光輝を見て絶望した恵里は、自爆用のアーティファクトを発動させ、皆の目の前で自ら命を絶った。だが、死に際に最期まで自分と向き合い続けてくれた鈴には彼女なりではあるが、「鈴と一緒にいる時だけは、ちょっとだけ安らいだよ」と感謝を述べた。

#### 小悪党組
ハジメ命名の不良グループ。ハジメや訓練から逃げ出した愛ちゃん護衛隊のメンバーのことを見下していた。王都侵攻の際に檜山と近藤が死亡したことにより、実質崩壊した。アニメでは、最初のベヒモス戦以降は檜山以外オルクス大迷宮へ潜っていない。
檜山 大介（ひやま だいすけ）
声 - 白石稔
天職：軽戦士
不良グループのリーダー格。自分より弱い者を痛め付けては優越感に浸る一方、強い者には媚びへつらう卑劣な小心者。
香織に歪んだ好意を抱いている。彼女に構ってもらっているハジメのことを疎ましく思っており、地球の頃から中野、斎藤、近藤の三人と共にハジメに絡んでいた。召喚された後も「無能」のハジメを見下し、他の三人と共に特訓と称していじめていた。そして、オルクス大迷宮へ行く前日の夜に香織がハジメの部屋に入ったのを目撃してさらに憎悪を抱くようになる。
オルクス大迷宮で自身の軽率な行動でベヒモスが現れてしまう。囮になっていたハジメを助けるべくクラスメイトがベヒモスに一斉に魔法を放っている最中、どさくさに紛れてハジメに魔法の火球を放って奈落に落ちる原因を作る。しかし、その日の夜にハジメを奈落に落とした罪悪感を誤魔化すために必死に正当化しようと自分に言い聞かせていたところを恵里に見られる。口止めする代わりに言いなりになることを脅迫されるが、見返りとして香織を与えることを提案されたため、これを承諾する。
カトレアとの戦いでハジメが生きていたことに愕然とし、ハジメに付いて行こうとする香織を必死に止めようとしたが、火球を放ったことがハジメにバレていることを悟り、暗に脅されてやむなく諦める。その後、香織を奪われたとハジメに対する逆恨みを募らせて、激しく憤りつつも、実力が完全に逆転してしまった事で、最早手の出し様がないとして一度は香織を諦めかけるも、恵里の口車に乗せられる形で香織への執心を再燃させ、そのまま彼女と協力関係を継続する事を選んだ、密かに騎士達を殺して傀儡兵にしていた。書籍版では、メルドにも騙し討ちして短剣を刺したが、致命傷に至らず逃げられる（アニメでは深手を負わされる）。
王都侵攻では、恵里と共謀して重傷を負ったフリをし、駆け付けた香織を隙を突いて背後から剣で刺して殺害し、恵里の降霊術で香織を自分の傀儡にしようとしたが、キレたハジメに完膚なきまでに叩きのめされる。
満身創痍ながらも凄まじい執念でハジメに襲い掛かり香織を奪ったことへの怒りをぶつけるが、「他者への不平不満ばかりで、自分では何も背負わず強者に媚びることしかできなかった生粋の負け犬」と罵倒され、最期は侵攻してきた魔物の群れの中に放り込まれる。ハジメを奈落に突き落とし、左腕を喰われる原因を作った咎を受けるかのように、生きたまま左腕を食い千切られ、必死に逃げ出すも叶わず全身を貪り食われて死亡した。
中野 信治（なかの しんじ）
声 - 三浦勝之
天職：炎術師
小悪党組の一人。アニメでは小太りな体格になっている。
王都侵攻後は、檜山の裏切りと近藤の死によるショックで部屋に引きこもるようになる。
最終決戦には決戦前のハジメの激もあって何とか参戦したが、戦闘の激しさによってやたらハイになって最上級呪文を所かまわず連発して逆に制裁を加えられていた。
斎藤 良樹（さいとう よしき）
声 - 真木駿一
天職：風術師
小悪党組の一人。アニメでは細目になっている。
王都侵攻後は、檜山の裏切りと近藤の死によるショックで部屋に引きこもるようになる。
近藤 礼一（こんどう れいいち）
声 - 大塚剛央
天職：槍術師
小悪党組の一人。粗暴で身勝手な言動が多い。アニメではやや長身の体格になっている。
王都侵攻で、たまたま恵里の近くにいたことで、剣で心臓を刺されて死亡し、恵里に"縛魂"で操られる。ハジメに襲い掛かるも、頭を義手に仕込んだショットガン（アニメではドンナー）で吹き飛ばされ、一蹴された。

#### 永山パーティー
光輝とは別の前線組のパーティー。王都侵攻終結後、復興のため王都に残る。アニメでは、最初のベヒモス戦以降は遠藤以外オルクス大迷宮へ潜っていない。
永山 重吾（ながやま じゅうご）
声 - 山本祥太
天職：重格闘家
パーティーリーダー。190cmを超える巨漢で地球では柔道部主将を務める男子。
寡黙な常識人だが、おっさん顔のため年齢よりも老けて見られる。
遠藤 浩介（えんどう こうすけ）
声 - 榎木淳弥
天職：暗殺者
非常に影が薄い少年。永山パーティーの一人。
その影の薄さは家族やクラスメイトはおろか魔物や自動ドア（三回中一回しか開かない）にすら気付かれないほど。ただし心が折れるレベルで落ち込むと逆に存在感が増すという特異な性質を持つ。過去に自分が好意を寄せていた女子に告白した際、同じ学校にいた事すら気づかれておらず振られたこともあったという。
オルクス大迷宮で魔人族に襲われた時は持ち前のステルス性能を活かし、メルド達の助力を得て迷宮から脱出し、ホルアドのギルドで光輝達の救出要請を出していたところ、偶然ハジメと再会し助けを求めた。
メルドのことを特に慕っており、ノイントに殺される前に彼と最後に会っていた。王都侵攻後は、メルドの死に心が深く傷ついてしばらく部屋に引きこもっていたが、後に復活した。なお、WEB版のアフターストーリーでは出番が大幅に増えており、彼を主役として物語が進む事も多い。
後に最終決戦において、ラナ・ハウリアより「コウスケ・E・アビスゲート」の二つ名を与えられ、二つ名と同じ"深淵卿（アビスゲート卿）"という分身のスキルを獲得した。外伝では主人公に抜擢されることも多く、陰の薄さを隠密行動の形で活かしつつ活躍する。ただ"深淵卿"のスキル発動中は言動が強制的に厨二病のそれになるという問題があり、周囲の人物の一部からは「痛々しい言動をなんとかしたい」と思われていたりもする。遠藤自身も意識してやっているわけではなくあくまでスキルの副作用であるため、自分でもトラウマもののようである。また、遠藤はラナ・ハウリアに猛アプローチをかけ続け、彼女に「大迷宮の1つくらい攻略した上でボス（つまりハジメ）に一撃与えないと付き合えない」と、むちゃくちゃな条件を出されたにも関わらずライセン大迷宮をわずか一週間で攻略するというあり得ないことを成し遂げ、ハジメとの勝負で見事かすり傷だが一撃を与えることに成功。そのおかげで遠藤はラナと無事に付き合うことになったのだった。この一件はハジメも共感するところが多かった為、ハジメとはクラスメイトで最も仲が良くなった。また、外伝の話の1つ『世界のアビスゲート卿から』にて、エミリー・グラントとヴァネッサ・パラディの2人によってとある事件に巻き込まれてしまい、物語終盤、空港で別れるところで恋人のラナがハジメによって乱入し、さらには「魔王たるボスの右腕の遠藤には妻は7人はいないと!」ということで2人は遠藤の2人目、3人目の妻となってしまった。
野村 健太郎（のむら けんたろう）
声 - 植木慎英
天職：土術師
永山パーティーの一人。永山や遠藤とは親友。
カトレアの率いる魔物の不意打ちで脇腹を貫かれる大怪我を負いながら土系統の魔法に高い適性を持つ土術師らしく、彼女の繰り出した土系の上級攻撃魔法"落牢"の危険性をいち早く察し、鈴に指示を与えるなどの迅速な判断力を持つ。
その後もカトレア達から逃れるべくパーティーの退避先として作られた隠し部屋の穴を、領分外の"造形"故に一から構築せざるを得なかった魔法陣で苦労しながらも違和感なく塞ぐ器用さを発揮する。
同じパーティーの辻に恋心を抱いている。
エヒトとの決戦の前には土魔法を用いての城塞建城をハジメに命じられ、見事に作り上げて見せた。
辻 綾子（つじ あやこ）
天職：治癒師
永山パーティーの一人。
香織と同じ治癒師。治癒の腕を香織と比べて、少しコンプレックスがある。
吉野 真央（よしの まお）
天職：付与術士
口調と態度に軽さがある少女。永山パーティーの一人。
パーティーにおける縁の下の力持ち。
付与術士は支援系の魔法である付与系統の魔法に天性の才能を持つ。

#### 愛ちゃん護衛隊
オルクス大迷宮での戦闘訓練でハジメが奈落の底に落ちたことによる死への恐怖で戦えなくなった居残り組のうち、愛子にアプローチしてくる教会騎士達から愛子を守るために結成したパーティー。現在は愛子や騎士達と共に各地を回っている。永山パーティー同様、王都侵攻終結後は王都に残る。
園部 優花（そのべ ゆうか）
声 - 富田美憂
天職：投術師
本作のヒロインの1人。髪を淡い栗色に染め、鋭い目つきで一見ギャルっぽいが、性格は少し勝ち気な部分はあるものの基本的には真面目。実家は洋食屋「ウィステリア」を営んでいる。
愛ちゃん護衛隊のリーダー格。WEB版と書籍版では設定が変更されている。
WEB版ではウルの町で出会うまでハジメとの絡みは無かったが、書籍版ではベヒモスと遭遇した際、トラウムソルジャーに襲われそうになったところをハジメに助けられている。その為、ハジメが奈落に落ちたことによる精神的なダメージは居残り組の中でも一際大きく、一時無気力状態になってたが、雫の侍従であるニアの語りに影響され、ハジメの犠牲を無駄にしないために、そして自分を変えたいという思いから愛子の旅に護衛として参加する。
その後ウルの町でハジメと再会し、清水率いる魔物軍団との決戦の前に、ハジメにかつて迷宮内で救ってくれた事への感謝の言葉を述べた。この頃から少しずつハジメの事を異性として意識するようになる。
王都侵攻後は、ハジメに付いて行きたいと思っていたのだが、自身の実力不足と混乱の真っただ中である王都を守るために留まり、王都の復興に尽力している。ハジメに恩返しが出来ていないことに歯がゆく感じていたが、シモンに相談したことで、地球に帰ったら実家の洋食屋でご馳走させることを決めた。
最終決戦ではクラスメイト達のリーダーを務めた。しかし、ハジメへの好意は周囲にもバレバレなのだが、素直になれない性格が災いしてハジメヒロインの中には結局入れずにいる。
投術師は投げナイフやダーツなどの投擲技術に天性の才能を示す。以前子供達の前で一度に百本のナイフを使ったジャグリングを行ったこともある。戦闘時は十二本で一式の投擲用ナイフに魔法で炎を纏わせて戦う。このナイフは一本でも手元にあれば、投げたナイフを引き戻すことが出来る性質を持っている。
菅原 妙子（すがわら たえこ）
声 - 峯田茉優
天職：操鞭師
見た目はおっとり系のギャルだが根は真面目な少女。隠れドS。愛ちゃん護衛隊の一人。
操鞭師は鞭を始めとしたロープ状のものを操る技術に天性の才能を示す。
宮崎 奈々（みやざき なな）
声 - 紡木吏佐
天職：氷術師
ノリが軽い性格の少女。愛ちゃん護衛隊の一人。
スレンダーな身体付きで、スタイルが良いシアなどを羨んでいる。
相川 昇（あいかわ のぼる）
声 - 和田将弥
天職：戦斧士
バイク好きの少年。愛ちゃん護衛隊の一人。よく明人や淳史といることが多い。
水妖精の宿でハジメと再会した際、当初は身も心も大きく変わったハジメの姿に怯えていたがユエやシアとイチャイチャしている様子に嫉妬し、どうやって仲良くなったのか聞きだそうと画策している。
仁村 明人（にむら あきと）
声 - 小野将夢
天職：幻術師
愛ちゃん護衛隊の一人。眼鏡をかけた男子。
玉井 淳史（たまい あつし）
声 - 金子誠
天職：曲刀師
愛ちゃん護衛隊の一人。自分達の無力さに自虐的になっている。
ひょんなことからニアに八つ当たりのような態度を取ってしまうが、ニアの本心と優花の決意表明に感化され、愛ちゃん護衛隊に参加することになった。護衛隊ではサブリーダーの役目をしている。
水妖精の宿でハジメがドンナーを使用した際、チェイスに銃が地球発祥の武器であることを教えた。
戦闘では二本の曲刀を操る。
清水 幸利（しみず ゆきとし）
声 - 石田彰
天職：闇術師
控えめで大人しい少年。漫画・アニメではそばかすがある。
ハジメと同じオタクなのだが、ハジメの現状を見てみんなに隠している。日頃から最低限の受け答えしかせず親しい友達もいない。中学の頃はいじめにより引きこもりになってゲームや漫画などに没頭し、両親には心配され兄弟からは煩わしく思われていたため、家族内での居場所がほとんどなかった。そのため、内心では他者を扱き下ろす陰湿な性格になっていた。
当初は異世界に来たことに喜び、主人公のように活躍することを夢見ていたが、自分以上の才覚を発揮する光輝への劣等感とハジメが奈落に落ちたことで芽生えた死への恐怖心で挫折し、部屋に引きこもる様になる。その後、洗脳の闇術に魅入られて夜な夜な王都外に出て魔物に洗脳の実験をし、より強い魔物を洗脳すべく愛ちゃん護衛隊に加わってウルの町に到着すると抜け出して北の山脈へ向かった。そこで魔人族のレイスと「愛子を始末すれば魔人族側の勇者として迎え入れる」という密約を交わし、自己顕示欲を利用される形で魔人族側に寝返る。
眠っていたティオを洗脳で操り、愛子を殺すために魔物の大群を率いてウルの町を攻めるが、ハジメ達の手で殲滅されて拘束される。愛子の説得を受けるが応じず隙を突いて毒針で彼女を人質に取ったところ、レイスに見限られて愛子を狙った攻撃を受けて瀕死の重傷を負う。
ハジメ達に改心することを約束して助けを求めたが、もう愛子の声が届かないほど改心の可能性がないと見抜いたハジメに射殺・粛清された。クラスメイトで最初の死亡者。

#### モブ九人衆
クラスメイトの残りの九人。心が折れて戦いを拒否していた。しかし魔王城でのハジメの言葉で戦う事を決意して最終決戦に参戦した。が、同時に大半が（主にハジメに対して）妙な性癖に目覚めてしまった。
鈴木 優也（すずき ゆうや）
天職：狙撃手
猫っ毛三白眼が特徴の男子生徒。弓道部所属。
直や翔太とは友人だが二人の頭がアレなので自分がしっかりしなければと思っている。
最終決戦ではハジメお手製のライフルを武器に戦った。決戦後は心境が変化して、自分の力を役立てる為に高校卒業後、自衛隊に入隊して数々の伝説を残す事になる。
荒川 直（あらかわ なお）
天職：盾術士
坊主頭で龍太郎や重吾並の巨漢。野球部所属。
色々吹っ切れた結果、美女にゴミ扱いされたい性癖に目覚めてしまった。
森 翔太（もり しょうた）
天職：発破師
オールバックで強面の男子生徒。
奈落に落ちて変貌したハジメに強い憧れを持つようになり、ハジメにこそゴミ扱いされたいと思うようになってしまった。南雲ファミリーの鉄砲玉になる事が夢。
天職の発破師は炎属性の中でも爆破系の魔法に破格の才能を持つ。
藤本 芽依（ふじもと めい）
天職：魔法剣士
ツインテールの髪型と猫目が特徴の女子生徒。
何事もそつなくこなすが、何か一つに集中するのが苦手。優花に強い憧れを持ち、ハジメに対しても何か思っているらしく、地球に帰還後、ハジメが作った会社に入って秘書を目指そうとしている。
相沢 さくら（あいざわ さくら）
天職：封縛師
おっとり系の社長令嬢。長い髪をシュシュで纏めている。
優花に強い憧れを持ち、変貌したハジメに対しても恋愛感情を持っているようで、外堀を埋めるべく、家の力でハジメの両親の仕事を支援できないか考えている。
天職の封縛師は捕縛系の魔法に対する才能を持つ。最終決戦では光の鎖や剣で使徒の足止めを行った。
三浦 利香（みうら りか）
天職：戦棍士
短めのポニーテールの女子生徒。
薙刀の有段者。雫のソウルシスターズの一人でもある。
横山 加奈（よこやま かな）
天職：拳士
ベリーショートの髪と吊り目が特徴の女子生徒。趣味でボクシングジムに通っている。
男口調のツッコミ役だが内心はとても臆病。優花に憧れていて、惹かれてもいるが告白する気はない。
栞と琴音とは中学時代からの友人だが、ハジメに惚れて変わり果てた二人に頭を抱えていて、最近はストッパー役になってしまっている。
水島 栞（みずしま しおり）
天職：水術師
目元まで隠れたパッツン前髪が特徴の女子生徒。
ハジメに惚れてしまった結果、南雲家のペットになりたい願望を持ってしまう。あわよくば飼ってもらえないかと常に首輪とリードを用意するほど。
星野 琴音（ほしの ことね）
天職：雷術師
高身長で団子状の髪型を好む女子生徒。
ハジメに惚れてしまった結果、南雲家の住み込みメイドの座を狙っている。あわよくばペットの座も狙っている。

### 家族関係者
南雲 愁（なぐも しゅう）
ハジメの父親。ゲーム会社社長。
妻共々オタクで、ファンタジーに関する知識も豊富。ハジメにも会社の仕事を手伝わせていた。普段は妻共々ハイテンションな性格で、ハジメに対してかなりウザイ絡みをしてくる。
ハジメ達が行方不明になり、必死に探し続けていたが手掛かりが無く一年が経った時は妻共々憔悴しきっていたが、帰って来たハジメに妻と一緒に再会を喜んだ。ハジメから異世界トータスに転移していたことやそこで多くの人を殺したことを告白されるも、拒絶せず家族として優しく受け入れた。それでも異世界については半信半疑だったが、ハジメが召還したゲートからユエ達が現れたことで信じざる得なくなるも、むしろ異世界が実在したことに妻と一緒に大喜びしてみんなを受け入れた。
南雲 菫（なぐも すみれ）
ハジメの母親。人気少女漫画家。ハジメにも執筆活動を手伝わせていた。
天之河 完治（あまのがわ かんじ）
光輝の祖父。弁護士。故人。
幼少期の光輝に自身の仕事の体験談を語っていたが、清濁の両面を有する弁護士の仕事柄、幼い光輝に気を遣ってあえて美化した体験談を語り、成長してから現実的な体験談を語ろうと考えていたが、それを話す前に急死してしまう。その結果、今の理想的な正しさを抱いたまま成長した光輝を形成してしまう。
白崎 智一（しらさき ともいち）
香織の父親。一級建築士。
香織のことを非常に溺愛しており、ハジメのことをかなり毛嫌いしている。
白崎 薫子（しらさき かおるこ）
香織の母親。
白崎 桜（しらさき さくら）
香織の従姉。
八重樫 鷲三（やえがし しゅうぞう）
雫の祖父。
八重樫 虎正（やえがし とらまさ）
雫の父親。
八重樫 霧乃（やえがし きりの）
雫の母親。
畑山 昭子（はたやま あきこ）
愛子の母親。
畑山 草平（はたやま そうへい）
愛子の父親。

### ハイリヒ王国

#### 王族
エリヒド・S・B・ハイリヒ
声 - 木村雅史
ハイリヒ王国国王。
召喚されたハジメ達を手厚く迎え、彼らの意思をなるべく尊重していた。だが、のちにノイントに魅了されてエヒト信仰に傾倒するようになり、愛子の訴えを無視してハジメへの異端者認定を強行したり、それに抗議したリリアーナに対して敵を見るような目線を向けるなどの変心ぶりを見せた。王都侵攻で傀儡兵に殺される。
ルルアリア・S・B・ハイリヒ
ハイリヒ王国王妃。
王都侵攻では生き残り、王都復興の陣頭指揮を執っている。
リリアーナ・S・B・ハイリヒ
声 - 芝崎典子
天職：結界師
ハイリヒ王国王女。金髪碧眼の美少女。14歳。
王女であるが堅苦しさは感じさせず、明るく気さくな性格なので国民やハジメのクラスメイト達にも慕われている。香織や雫とは親友の間柄。愛称はリリィ。
結界を張ったり光の縄で相手を拘束したりするなどの魔法を扱うことが出来る。
物語中盤で王宮内の不穏な空気を感じ取り、王族の変心と愛子が攫われる現場を目撃したことでアンカジ公国に助力を求めるべく単身で王都を出る。ユンケル商会の隊商に便乗中、賊に襲われていたところをハジメ一行に救われる。だが、ハジメからは自分のことをすっかり忘れられており、その後もハジメ達からぞんざいな扱いを受けたり空気にされたりしたときには「私、王女なのに……」と嘆いていた。
王都侵攻後、王国を再建するためにヘルシャー帝国に赴き、援助を得るために身を犠牲にして皇太子のバイアスと婚約パーティーを執り行うことになる。しかし、パーティーの直前にバイアスに犯されそうになるが、ハジメの"アラクネ"によって事なきを得る。その際、助けを求めて応えてくれたハジメに好意を抱き、パーティーでは帝国への意趣返しに漆黒のドレスを身に纏い、ハジメとダンスを踊って助けてくれたことに感謝した。その後、バイアスは処刑されて、帝国も奴隷解放による国力低下のせいで婚約は白紙となる。ガハルドがフェアベルゲンで宣誓してハジメのゲートでぞんざいに帝城に送られた後、自身もヘリーナと近衛騎士と共にゲートでぞんざいに王都に帰される。
最終決戦では最前線で指揮を執るガハルドに代わって人類軍総司令となる。その頃にはハジメへの好意を隠す事もなくなったが、立場と年齢の都合でハジメヒロインの中で唯一清く正しいお付き合いにとどまっている。
ランデル・S・B・ハイリヒ
ハイリヒ王国王子。金髪碧眼の美少年。10歳。
ハジメ達と初めて対面した際、その中にいた香織に一目ぼれして好意を抱き、彼女に積極的なアプローチをしていた。同じく香織に想いを抱く光輝や香織の想い人であるハジメを敵視していたが、香織本人からは男扱いされていないことを知り、初恋を儚く散らした。姉であるリリアーナがハジメに惚れた事で、更に敵意を抱くようになり王城滞在中に襲い掛かるが、角砂糖の指弾で相手にすらされず一蹴された上に香織本人から無自覚な言葉の追撃を喰らって泣きながら逃走した。
シャルム・バーン
ハイリヒ王国を建国した偉人。『零』より"解放者"ラウス・バーンの子であることが判明している。

#### 騎士団
メルド・ロギンス
声 - 間宮康弘
ハイリヒ王国騎士団団長。
王国最強と評されるほどの実力者。ハジメ達の教育係を任される。豪放磊落な性格で、ハジメのクラスメイトの面々とすぐに打ち解けた。
実戦経験も豊富で、純粋な剣技だけなら光輝や雫にも勝るほどの実力を持つ。オルクス大迷宮では、他の騎士団員と共にハジメ達の訓練を兼ねた迷宮攻略を目指していた。ハジメ達と接するうちに情を抱き、彼らに人を殺させることを躊躇っていた。「無能」扱いだったハジメの錬成師の能力を駆使した意外な戦い方に関心を抱き、彼が奈落に落ちてしまったことを悔いていた。
カトレアとの戦いで致命傷を負い人質にされ、自爆用の魔道具“最後の忠誠”で道連れにしようとしたが、カトレアの魔物に魔力を奪われ失敗する。カトレアの死亡後、生きていたハジメから神水を与えられて一命を取り留め、ベヒモスとの戦闘で助けられなかったハジメと人を殺す訓練を後回しにした光輝達に対し土下座して謝罪した。
帰還後、王宮内の不穏な空気を察してホセと共に調査をしていたが、ホセとの密会を終えて戻る途中に偶然遠藤と出会った後、裏切った檜山の罠に掛かって傀儡兵にされたホセ達に襲われ、さらに檜山に騙し討ちされて短剣で刺される。何とか逃走を図るが、ノイントに立ち塞がれて自身の死を悟ると、心の中でハジメに後を託してノイントに殺されてしまう。その後、恵里によって傀儡兵にされてしまい、王都侵攻で光輝の前に立ち塞がって動揺を誘い彼に致命傷を与えるが、ハジメのメツェライによる弾幕を受けて遺体は肉塊と成り果てた。書籍版・アニメでは葬られる直前に自我がわずかに甦り、ハジメにとどめを刺すように頼んだ。
ハジメからは短い付き合いだったが、その人柄と実力から「死んだのが一番惜しい人」と評価され、遠藤からもカトレアの襲撃から自分を守り、また最後に言葉を交わした人物として最も慕われていた。
ホセ・ランカイド
声 - 田丸篤志
ハイリヒ王国騎士団副団長。
細めの体格で、技巧を活かした剣術を扱う。
メルドと共に王宮内の異変を調査していたが、メルドと調査報告で密会して別れた後、檜山に殺されて傀儡兵にされる。
アラン・ソミス
騎士団の一員。
オルクス大迷宮でカトレアが放った魔物と戦ったが敗れて死亡した。
クゼリー・レイル
リリアーナの付きの元近衛騎士である女性。真面目で苦労性な性格。
王都侵攻後、メルドの後釜として新騎士団長に就任する。部下の"義妹《ソウルシスター》"の元近衛騎士に頭を悩ましている。
ニート・コモルド
騎士団の三番隊隊長。
王都侵攻後、ホセの後釜として新騎士団副団長に就任する。
"義妹《ソウルシスター》"の女性騎士
元リリアーナ付きの近衛騎士。本名不明。
伯爵家の令嬢で、トータスの"義妹《ソウルシスター》"第一号。王宮仕えの文官の兄がいる。闇属性魔法が使える。
召喚されたばかりのハジメ達の訓練に駆り出された際、暴発した魔法から雫に助けられる。その際に足を負傷し、医務室に運ぼうと雫にお姫様抱っこをされたことがきっかけで"義妹《ソウルシスター》"となる。ちなみに、彼女の方が年上。
"義妹《ソウルシスター》"になって以降は、近衛騎士としての職務を蔑ろにし、同胞らと秘密結社《ソウルシスターズ》を結成し、雫を崇拝しつつ迫ったり、ニアを雫の侍女から引きずり降ろそうとしたり、光輝やガハルド、ハジメに対して闇属性魔法を掛けようとするが、その度にクゼリーから鉄拳制裁を受けている。ハジメのことは当初親しかったから警戒する程度の認識だったが、雫が黒刀を貰って嬉しそうにしたり、自然とハジメを意識している様子を見て、最大の敵として認識している（当然ながら、ハジメからは毛ほどの相手にもされていない）。しかし、カトレアの襲撃や王都侵攻で雫を助けたことに関しては素直に感謝している。
王都侵攻前に祖父が亡くなったことで兄に無理矢理実家に戻されたため、難を逃れる。しかし、今までの行いによる職務怠慢を理由に近衛騎士を解任され、クゼリーの元で鍛え直される。
WEB版のアフターストーリーでは、結局クゼリーも彼女を矯正しきれずに手に余った末、半ば厄介払い同然に光輝のお目付け役となる。

#### 王都
ヘリーナ・アシエ
リリアーナの専属侍女。建国以前より王族のハイリヒ家に仕える従者一族アシエ伯爵家の令嬢。王女専属侍女兼護衛を務める。
リリアーナとは幼少の頃からの間柄で、心を許せる友人のような存在。ハジメに思慕の念を抱いており、自分の主になってもらいたいと思い、リリアーナとくっつけさせようとしている。
WEB版のアフターストーリーでは、ほぼハジメに主従しており、ハジメと一緒に秘密裏に超人メイド集団を組織している。
ニア
声 - 貫井柚佳
ハイリヒ王国に仕える侍女。
雫に付く事になり、互いに信頼し合うようになる。居残り組の雫達を特別視する声に反論して、彼女もまた一人の女の子である事を諭す。
王都侵攻では、すでに殺されて傀儡兵にされており、油断していた雫を背後から短剣で刺して負傷させて取り押さえるが、リリアーナの魔法で吹き飛ばされたうえ、そのまま光の縄で拘束される。
ウォルペン・スターク
ハイリヒ王国直属の筆頭錬成師。
雫がメンテナンスに出した黒刀に驚愕し、本来の仕事をほっぽりだして他の錬成師達と総出で三日三晩掛けて魔法陣を取り付けることに成功した。しかし魔力が枯渇し、しばらく動けなくなっていた。
王都侵攻後、大結界のアーティファクトを修復出来るというハジメに胡乱な眼差しを向けていたが、実際にやってのけたことでハジメに驚嘆し、しかも黒刀の製作者であることを知ると、他の錬成師達と共に弟子入りを懇願する。その後王都にいる全ての職人達とハジメによる鬼ごっこが始まり、王室が止めに入る騒ぎにまで発展した。
バルス・ラプタ
冒険者ギルドのギルドマスター。筋肉質で覇気を纏った老人。
アベル
金ランク冒険者。二つ名は『閃刃』。金髪のイケメンだがキザな性格で、ハジメからは「光輝の劣化版」と呼ばれている。
ギルド本部で4人の美女を侍らせながらハジメに難癖をつけていたところ、その場に居合わせたマリアベルを化け物呼ばわりしてお仕置きを受けてしまい、さらにハジメへの暴言に怒ったユエによって重力球で股間を潰された。
金ランクのクセに実力がさほどなく、ロクな方法で金ランクになっていないことが示唆されている。

#### ブルックの町
ハジメたちがフェアベルゲンや樹海を抜けて最初に立ち寄った町。良くも悪くも大らかな者が多く、ハジメ曰く「七割が変態で二割が阿呆」。
キャサリン・ウォーカー
冒険者ギルド・ブルック支部の受付嬢を務める恰幅の良い中年女性。若い頃はとても美人だったらしい。
書士の転職を持っており、自身が趣味で手掛けたガイドブックのような詳細な地図を冒険者に無料配布している。
かつては王都のギルド本部でギルドマスターの秘書長で、ギルド運営の教育係も務めており、現在の各町の支部長の半数以上は彼女の教え子である。そのため、支部長達は頭が上がらず、手紙一つで動かすことが出来るほどの影響力を持つ。
貴重なハルツィナ大樹海の魔物の素材を持ち込んだハジメ達の実力に目をつけ、ギルド関係者と揉めた時用の推薦状を手渡した。
ソーナ・マサカ
声 - 近藤玲奈
『マサカの宿』の看板娘。15歳ぐらいの元気な少女。
宿泊に訪れたハジメたちの関係に興味津々で、クリスタベル仕込みの技術を使って彼等の情事を覗き見ようと凄まじいまでの行動力と執念を見せるが、ハジメに返り討ちに遭い、女将である母親から制裁を受けている。
クリスタベル
キャサリンお墨付きの冒険者向け服屋の店主。身長が二メートル強のオネエ系大男、通称：漢女（おとめ）。
強烈に濃い容姿をしている為、ユエが「人間?」と呟いたところ、ユエが涙目になり、シアが粗相をするほどの猛烈な怒りを見せた。普段は温厚なオネエで、服屋としての見立ての腕は高い。ハジメとユエに股間を潰された男達が次々と彼に雇われれ、立派な漢女店員として更生されている。元金ランクの冒険者で、異次元の強さを持ち、最終決戦において（強化と弱体化があったとはいえ）使徒さえもサバ折りにしてしまったほど。
マリアベル
ユエに力づくで言い寄り、股間を潰された元男。
クリスタベルに拾われ、二号店の店長を任されるほど大成する。王都のギルド本部でハジメ達と再会し、金ランク冒険者（笑）のアベルをサバ折りにするほどの実力を見せた。

#### 湖畔の町ウル
ウルディア湖を望む町。稲作を営んでおり、米が食べられる。清水が操る魔物の大群が攻め込んできたが、ハジメ達によって殲滅された。
フォス・セルオ
ウルの町にある宿『水妖精の宿』のオーナー。白髪交じりの髪をオールバックにした、穏やかな印象の男性。
様々な客を見てきた経験から、悩み事を抱えている者に的確なアドバイスを送れる。ハジメの事で乱心しかけていた愛子の気を落ち着かせ、彼女の中で答えを導き出させた。

#### 宿場町ホルアド
ロア・バワビス
声 - 菊本平
冒険者ギルド・ホルアド支部の支部長。年齢は60歳ほどで、左目の辺りに傷が入っている。
イルワからの頼みで訪れたハジメ達に、光輝達の救出を依頼した。

#### 海上の町エリセン
レミア
声 - 大原さやか
ミュウの母親である海人族の女性。ティオと同じくらいのスタイルの良さを持つおっとり系の美人で、五年前に夫を亡くした未亡人。24歳。
ミュウを攫った男達に深手を負わされ、歩く事も泳ぐ事も出来ない体になっていたが、香織の治療で元の健康な体に戻った。ミュウを助けてくれたハジメに対して感謝しており、ミュウが彼を父親のように慕っているため、しれっと妻のように振舞っており、ハジメを「あなた」と呼んでいる。当然、ユエ達から嫉妬と怒りの眼差しを受けるが、それも軽く受け流している。
ハジメ達がメルジーネ海底遺跡を攻略した後、ミュウとの別れに悩むハジメに対し、真剣に悩んでくれることに感謝しつつ、別れを決意させるべく背中を押した。しかし、ハジメを魔国に誘い出すためにミュウ共々フリードに捕らえられてしまう。その後は保護の名目でオスカーの隠れ家にかくまわれた。

サルゼ
エリセンのハイリヒ王国駐在部隊の隊長。職務に忠実な性格。
潜水艇のアーティファクトでエリセンに現れたハジメ達を警戒し、高圧的な態度で尋問していた。その際運悪く二度も海に落とされて激高したが、ハジメ達の正体と訪れた訳を知ると一転して敬意を払った態度となり、後で詳しい話を聞くことを約束した。

#### その他
モットー・ユンケル
ユンケル商会の商人。
フューレンへ向かう商隊の護衛を依頼した時にハジメたちと対面し、彼のアーティファクトとシアに商品価値を見出して何度も交渉をしたが、思わず脅迫めいた忠告をしたことで殺されそうになったため諦めた。欲を出し過ぎたことを反省するが、その後も普通にハジメと会話し自身の商会を勧めるなど、かなり胆が据わっており、ハジメからは生粋の商人と称された。
アンカジ公国へ稼ぎに向かおうとした際、身分を隠していたリリアーナから同乗をお願いされ、彼女の正体を見抜きつつも危急の事態と把握して"信頼"を対価に無償で同乗させた。途中で賊に襲われるが偶然居合わせたハジメ達に救われる。
ユンケルという名から、ハジメからは「栄養ドリンクの人」として認識されている。

### ヘルシャー帝国
ガハルド・D・ヘルシャー
声 - 小山力也
ヘルシャー帝国皇帝。
短く切り上げた銀髪に鋭い碧眼、スマートだが極限に鍛えられ肉体を持つ偉丈夫。年齢は50歳を迎える手前なのだが、30歳後半にも見えるほどの若々しい風貌を持つ。皇帝らしくない豪放磊落な性格だが、実力至上主義の帝国皇帝に違わぬ実力を持つ。強い者に強欲で、たとえ亜人（兎人族）でも手元に置きたいほど。
ベヒモスを倒した光輝達“神の使徒”に興味を抱き、帝国の使者の護衛の一人に変装してハイリヒ王国に訪れ、光輝と腕試しして彼を圧倒する。この腕試しで光輝の精神的な未熟さを見抜き、「自分の理想で周りを殺すタイプ」「なまじ実力とカリスマがあるからタチが悪い」などと酷評し興味を失せた。一方で、早朝訓練をしていた雫を一目見て気に入り、愛人（面倒になるが側室、正妃でも構わないらしい）にしようとアプローチをかけている。
帝国に訪れたハジメと初めて対面した時、彼の規格外な強さと保有する強力なアーティファクトの脅威を見抜き興味を示す。一方で、雫と仲が良さそうな様子を見て、手を出すなよと釘を刺す。また、この時一緒に居合わせていた光輝に対しては、最初からいない者と言わんばかりに完全に無視していた。婚約パーティーで襲撃して来たハウリア族から最後まで戦っていたが、毒によって身体の自由を奪われたことで敗北する。カムから降伏を要求されて頑なに拒むが、バイアスや側近が容赦なく処刑され、無関係な国民の施設の爆破も辞さない過激さによってやむなく降伏し、“誓約の首輪”を付けられる。すぐに殺気立つ部下を宥め、帝都中の奴隷の亜人を解放し、フェアベルゲンに訪れて長老達に宣誓をした後、ハジメにゲートでぞんざいに帝城に送り返された。フェアベルゲンに向かう際に搭乗した飛空艇“フェルニル”を気に入り、ハジメに譲る様に交渉したが相手にされなかった。
最終決戦では最前線で総指揮を取り、決戦後は亜人族と正式に和平調印を結んで誓約の首輪も外してもらった。ただし、反故にすればヒュベリオンによる制裁という脅し付きかつ、自身は最終決戦で使ったアーティファクトは没収、獣人はそのままという扱いでこれには抗議したが、ハジメから一人乗り専用のミニ・フェルニルをもらうと歓喜し、冒険心を沸かせながら納得した（ただしこれにも遠隔の自爆機能付き）。その様子から一周まわって面白いおじさんと称された。
バイアス・D・ヘルシャー
声 - 白石稔
ヘルシャー帝国皇太子。26歳。
正妃ではなく側室の子だが、決闘による実力で皇太子の座を掴んだ。粗暴で女癖も悪く、弱者を甚振る下劣な性格。実力で皇太子になっただけであるため、ガハルドから親としての愛情を受けていない。
リリアーナの婚約者でもあり、婚約パーティー前にリリアーナの控室に押し入って彼女を犯そうとしたが、ハジメの"アラクネ"によって阻止される。パーティーで襲撃して来たハウリア族に拘束され、ガハルドが降伏を拒んだために首を刎ねられて死亡する。
トレイシー・D・ヘルシャー
ヘルシャー帝国皇女。
名前だけの登場であるが、ガハルド曰く「戦闘狂」とのこと。
Web版ではアフターストーリーで本格的に登場している。
グリッド・ハーフ
声 - 真木駿一
帝国軍第三連隊隊長。
かつてフェアベルゲンから逃げて来たハウリア族を襲い、シアの多くの家族を殺し連れ去った。
帝城に訪れたハジメ達を入口で出迎えた時にシアを発見し、彼女に帰ってこない部下について罵りながら尋問して連行しようとしたが、ハジメの物言いにやり込められて失敗した。
WEB版ではその後登場しないが、書籍版ではハウリア族の襲撃の際、部隊を率いてガハルドのもとに駆けつけようとしたが立ち塞がったシアに部下は全滅し、自身は命乞いするも叶わずシアによって空の彼方まで吹き飛ばされた。
ネディル
帝国警邏隊第四隊の元牢番。
ハジメとユエに城内の構造に関する情報を喋るまで股間スマッシュし、スマッシュされた股間を再生魔法で修復するという行為を繰り返す壮絶な拷問を受ける。
ベスタ
ガハルドの側近。
ハウリア族の襲撃で処刑される。バイアスが処刑された時よりもガハルドが怒りを露わにしていたことから、相当の実力と信頼を得ていたことが窺える。

### フェアベルゲン
アルフレリック・ハイピスト
声 - 石井真
フェアベルゲン長老衆の一人で、亜人族の中でも地位の高い森人族（エルフ）の長老。
“解放者”の口伝のことを知っており、迷宮に挑む資格があるハジメをハウリア族と共にフェアベルゲンに招き入れることを許した。ハウリア族の処刑を主張するゼル達に対し、ハジメと敵対することを避けるために掟を逆手に取った屁理屈で言い包め、ハウリア族をハジメの一族として扱うことを宣言した。
アルテナ・ハイピスト
声 - 山田美鈴
アルフレリックの孫娘の森人族の少女。シアと同じ16歳。
地面に届くほどの長い金髪を持ち、聡明で美しい美貌と心優しい性格から同族から慕われていたが、族長の孫という立場故に特別扱いされているせいで対等な関係の親友がおらず、それに憧れを抱いていた。見かけによらず挑発的な下着を着けている。
魔人族にフェアベルゲンを侵攻された後、疲弊しているところをついて奴隷を求めて侵攻して来た帝国軍に捕まってしまったが、ハウリア族とハジメ達によって助けられる。その恩からハジメに好意を抱き、世話を焼こうとするが相手にされていない。シアからは敵視されてハジメに構おうとしては制裁を受けているが、本当はシアと仲良くなりたいと思っており、お願いしてシアと親友となる。
ティオがハジメに踏まれているのを見て「M」の気が芽生え始め、後にシアにプロレス技を掛けられたことで完全に目覚めてしまい、親友になってからは「私で遊んでほしい」とシアに迫って戦慄させている。また、全力で逃げるシアを追いかけれるほどの身体能力を発揮している。
ゼル
長老衆の一人で、虎人族の長老。
長老衆の中でもハジメに敵対的で、再びフェアベルゲンに来たハウリア族の処刑を主張したが、アルフレリックの詭弁に言いくるめられる。
魔人族の侵攻後、重傷の亜人族を治療し、破壊された森を再生させてくれた香織を深く崇拝するようになる。
マオ
長老衆の一人で、翼人族の長老。長老衆の中で唯一の女性。
『月刊 フェアベルゲン』の編集長でもあり、魔人族の侵攻後に再発行した『月刊 フェアベルゲン』でシア達にしたインタビューをもとに、虚実織り交ぜた記事を書いた。
ルア
長老衆の一人で、狐人族の長老。
糸目が特徴。アルフレリックについでハジメを資格者として認める。
グゼ
長老衆の一人で、土人族（ドワーフ）の長老。
ジンとは仲が良かったため、ジンを再起不能にしたハジメに悪態を吐いていた。
魔人族の侵攻後、ゼルと同じく香織を深く崇拝するようになる。
ジン・バントン
長老衆の一人で、熊人族の長老。
ハジメと忌み子であるシアを招き入れたアルフレリックに憤りを見せ、実力を試すという名目でハジメに襲いかかるが、返り討ちに遭い再起不能になってしまった。
レギン・バントン
熊人族のジンの右腕的存在。
ジンが再起不能にされたことに激怒し、長老達の忠告を無視して若い衆をつれて報復に出たが、ハジメに鍛えられたハウリア族に返り討ちに遭う。それ以来、ハウリア族に強いトラウマを抱くようになる。
魔人族のフェアベルゲン侵攻では、恥を承知でハウリア族の元を訪れて救援を求めた。
ギル
虎人族の第二警備隊隊長。
フェアベルゲンに戻って来たハウリア族を追い払おうとしたが、ハジメのアーティファクトの威力を目の当たりにして戦慄し、止む無く立ち入りを許した。
ゴート
狼人族の族長で、フェアベルゲンの戦士団団長。
長老達の信頼も厚く亜人族の軍の象徴的存在だったが、魔人族の侵攻で戦死する。

#### ハウリア族
亜人族の中でも最弱と言われた兎人族の部族の一つ。魔力を持ち、魔物のように魔力を操作できるシアを匿ったためフェアベルゲンから追放され、ライセン大峡谷で窮地に陥っていたところをハジメ達に救われる。ハルツィナ樹海の道の濃霧が晴れるまでの10日間にハジメから過酷な戦闘訓練を受けた結果、兎人族とは思えぬ戦闘能力を得た。
カム・ハウリア
声 - 金光宣明
兎人族の部族・ハウリアの族長で、シアの父親。
温厚な性格だったが、一族のあまりの臆病さにキレたハジメから某映画の軍曹式訓練を受けたことにより、シアを除く一族全員が大胆不敵で敵を殺すことに躊躇わない戦闘狂になる。自分達を強くしてくれたハジメに深く心酔し、「ボス」と呼んで慕っている。
さらに自分を「深淵蠢動の闇狩鬼カームバンティス・エルファライト・ローデリア・ハウリア」と自称するようになる。
魔人族のフェアベルゲン侵攻では、大迷宮に行かせるのを阻止するためにレギンの要請を引き受けて魔人族を殲滅した。その後、侵攻して来た帝国軍から攫われた他の兎人族を助けるために帝都で暗躍し、途中罠に嵌って捕らわれてしまったが、逆に帝国兵に罵詈雑言を浴びせながら尋問を指導して困惑させていた。
救出後、ガハルドを倒すためにハジメの助力を得て一族を率いて帝城に潜入し、見張りの帝国兵を全て無力化した後、パーティー会場を襲撃してガハルドを倒して降伏を勝ち取った。その後、奴隷の亜人達をフェアベルゲンに届けた後、長老達からハウリア族のフェアベルゲンの立ち入りの許可と長老の一人として迎えられることになるがそれを拒否し、代わりにハウリア族だけでフェアベルゲンと同等の権力を持つ同盟種族を提案されてそれを受け入れ、ついでに大樹近辺と南部を縄張りにした。
パル・ハウリア
声 - 東内マリ子
天職：狙撃手
花も踏めず虫も殺せない優しい性格の10歳の兎人族の少年。だが、ハジメの訓練を受けて好戦的な性格になる。
以後、自分を「必滅のバルドフェルド」と自称するようになり、過去の自分を軟弱な黒歴史と思うようになる。結果、彼を感染源としてハウリア族に厨二病が蔓延る事になる。
射撃武器による遠距離攻撃を得意としており、その腕はハウリア一の狙撃手と言えるほど。クロスボウを得物としている。最終決戦では得物を電磁加速式対物狙撃ライフルとして五千メートルの狙撃を可能としており、ハジメすら驚愕させた。
ネア・ハウリア
声 - 書上春菜
天職：芸術家
パルの友達の10歳の兎人族の少女。ハジメの訓練によって「外殺のネアシュタットルム」の二つ名を名乗るようになる。
ラナ・ハウリア
声 - 清水彩香
兎人族のお姉さん。二つ名は「疾影のラナインフェリナ」。
ハウリア族の中でも気配遮断の腕が高い。

ミナ・ハウリア
声 - 山田奈都美
兎人族の女性。二つ名は「空裂のミナステリア」。
ヤオ・ハウリア
声 - 渡辺紘
兎人族の男性。二つ名は「幻武のヤオゼリアス」。
ヨル・ハウリア
声 - 松岡洋平
兎人族の男性。二つ名は「這斬のヨルガンダル」。
リキ・ハウリア
兎人族の男性。二つ名は「霧雨のリキッドブレイク」。
イオ・ハウリア
兎人族の男性。二つ名は「雷刃のイオルニクス」。
モナ・ハウリア
声 - 大原さやか
シアの母親でカムの妻。故人。優しくて聡明な性格。
臆病で争いことが苦手なハウリア族とは違い、敵から大事な家族を守れるような英雄に憧れていた。自分が化物ではないかと思い悩んでいた子供時代のシアに「人とは違う事が出来て羨ましい」と励ました。
病弱だったためにシアが10歳になる前に亡くなった。死後、墓を訪れたハジメから、シアを生んでくれたこと、出会わせてくれたことに感謝された。

### 中立商業都市フューレン
イルワ・チャング
声 - 平松広和
冒険者ギルド・フューレン支部の支部長。金髪をオールバックにした、目つきが鋭い三十代後半ぐらいの男性。キャサリンの元教え子。
キャサリンが認める実力者のハジメ達に行方不明となったウィルの捜索を依頼したが、対価としてユエ達のステータスプレートを無償提供すること・その内容を秘匿すること・たとえ協会が自分達の敵になろうと後ろ盾になることという要求を呑む羽目になった。
ウィル救出後は、ハジメ達に金ランク冒険者の称号を与え、何かあった時の為に、ハジメ一行の後ろ盾となることを約束した。また、ミュウ救出の際にはハジメから自分の名を抑止力に使ってもいいという提案を受け、ハジメの名前をフューレンの犯罪を抑え込むのに利用している。
洞察力は中々のもので、ハジメの行動や言動から、彼がオルクス大迷宮で奈落の底に落ちて死んだと思われていた神の使徒であることを見抜いている。
ドット・クロウ
冒険者ギルド・フューレン支部の秘書長。名前の通り、苦労人。
ウィル・クデタ
声 - 石井真
クデタ伯爵家の三男。20歳ぐらいの青年で、育ちの良さを感じさせる端正な顔立ちをしている。
冒険者に憧れており、家出同然に実家を飛び出した。イルワの勧めで高ランク冒険者と共に『北の山脈地帯』の調査に赴いたが、清水によって操られた竜化状態のティオに襲われ、自分以外のパーティーメンバーが全滅し、一人生き延びて洞窟に身を隠していた。
ハジメに救出された直後は、無意識にとはいえ冒険者達を殺したティオを非難していたが、ハジメと共にウルの町の襲撃を食い止めたことで最終的には彼女を許している。
襲撃されたウルの町を救うようハジメを説得したり、清水の件でハジメと愛子にわだかまりが残るのではないかと心配したりと、正義感は強いが他人の事ばかり考えるお人よしな面を見せている。そのためユエ達からは「いい人」という男にとっては微妙な評価を受ける。マザコンであり、若い頃の母の写真が入ったロケットを常に持ち歩いている。
グレイル・クデタ
クデタ伯爵家当主。ウィルの父親で、イルワの友人。
筋の通った人物でウィルを救出したハジメに礼を述べ、何かあったら力になる事を約束した。
サリア・クデタ
クデタ伯爵家当主夫人。ウィルの母親で、グレイルの妻。ウィルからは「ママ」と呼ばれている。
リシー
フューレンの町の案内人を務める女性。
ハジメに宿の情報を提供するが、ハジメに降りかかった厄介事に巻き込まれる。
プーム・ミン
ミン男爵家の御曹司。肥満体で脂ぎった豚顔の醜悪な男。
ハジメ達が冒険者ギルドに訪れた時にユエとシアに目を付けて金で奪おうとしたが、ハジメの凄絶な殺気に怯え、用心棒のレガニドに襲わせるもシアに一蹴されてしまい、最後はハジメに顔面を踏まれて重傷を負う。
レガニド
プームの用心棒で冒険者ランクが“黒”の凄腕の巨漢の冒険者。“暴風”の異名を持ち、金払いが良ければ誰にでも付くことから“金好き”の異名も持つ。
プームの要請を受けてユエ達を攫おうとしたが、2人の圧倒的な実力の前に歯が立たず、敗れた際に「割り合わなさすぎる」と心の中でぼやいた。
ハンセン
声 - 山口太郎
裏の世界では三本の指に入るほどの巨大犯罪組織“フリートホーフ”の首領。フューレンに本拠地を構えている。
部下がハジメ達に保護されたミュウを攫い、シアを要求したことでハジメの逆鱗に触れてしまい、関連施設を次々と潰され、自身も本拠地でシアとティオに襲撃され、命乞いをするも当然許されず、シアに止めを刺されて死亡した。アニメではオークション会場の司会をやっていた時にハジメに射殺される。結果フリートホーフはハジメ達によって半日で壊滅させられた。
リーマン
声 - 浜田賢二
水棲系の魔物である人面魚。リーマンは種族名。妻子持ちで人情味にあふれた性格で、熟年男性のように達観している。『念話』の固有魔法を持っているため意思疎通が出来る。
地下水脈を泳いでいた所をハジメ達がライセン大迷宮から排出された時に地上に打ち上げられ、『念話』で近くの人間に助けを求めた結果、フューレンの水族館に連れて来られた。シアとデート中のハジメと意気投合し、「リーさん」「ハー坊」と呼び合う仲になり、ハジメがトータスで初めてできた友人となる。ハジメの計らいで水族館から脱出した後、海に帰った。その後、メルジーネ海底遺跡から脱出した直後に悪食の魔物から襲われていたハジメ達の前に現れ、海の生物を操る能力で彼等に助力した。

### アンカジ公国
ランズィ・フォウワード・ゼンゲン
アンカジ公国領主。
アンカジのオアシスに含まれる毒素を感染源とする病に罹っていたが、ハジメ達にオアシスと国民の窮状を救われる。アンカジの異変解決後、自身も聖教教会の信徒でありながら、ハジメを異端者扱いした教会相手に啖呵を切ってみせた。
ビィズ・フォウワード・ゼンゲン
声 - 岡野友佑
ランズィの息子。20代半ばぐらいの青年。
ランズィ同様オアシスの毒に侵されており、グリューエン大砂漠で行き倒れていたところをハジメ達に救出された。
アイリー・フォウワード・ゼンゲン
ランズィの娘。14歳の少女。
亜人に対する差別意識を抱いておらず、ミュウを見た瞬間に気に入り、ハジメ達が迷宮攻略に出ている間は構い倒していた。

### 聖教教会
イシュタル・ランゴバルド
声 - 樫井笙人
エヒト神を信仰する聖教教会の教皇。
神の意思を最優先にする狂信者。トータスに召喚されたハジメ達を最初に迎えた。光輝のカリスマ性に目を付けて彼に都合の良い情報を与えてクラスメイト達を操りやすいようにしていた。
神の意思により教会や国に従わないハジメの異端者認定を強行した。ノイントがハジメと戦っている時に、他の司祭と共に状態異常の魔法である“覇堕の聖歌”でノイントを援護していたが、愛子の幇助を受けたティオのブレスによって教会ごと吹き飛ばされて死亡した。
シモン・リベラール
聖教教会の司祭。白髪に翡翠の瞳に浅黒い肌をした76歳の老人。
茶目っ気と悪戯っ気と逃亡癖があるが狂信的な一面は皆無。高齢にも関わらずフットワークがとても軽い。
元は総本山の司教だったが、十年前に教会の亜人差別に異論を唱えた事で辺境に飛ばされていた。しかし総本山が崩壊した事で、リリアーナによって新教皇に推挙され、就任する。王都に訪れた時にハジメのことで思い悩む優花と愛子の相談に乗る。
正式な名前は「シモン・L・G・リベラール」で、Lはリブ、Gはグリューエンと読む事から、ナイズ・グリューエンの子孫と思われる。
シビル・リベラール
シモンの孫娘。金髪に翡翠の瞳を持つ褐色肌の美女。18歳。
聖職者を目指している身で、基本的に穏やかな性格なのだが、自由奔放過ぎる祖父のシモンには厳しい。
正式な名前は「シビル・L・G・リベラール」。
フォルビン
聖教教会の司祭。
アンカジ公国に赴任していることに不満を抱いており、総本山に復帰することを目論んでいる。アンカジで異端者認定されたハジメを神殿騎士達を引き連れて捕えようとしたが、ランズィとアンカジ国民の怒りを買い、石を投げつけられながら神殿騎士達と共に引き返して行った。

#### 神殿騎士
デビット・ザーラー
声 - 柳田淳一
神殿騎士専属護衛隊隊長。
愛子の護衛任務に就いている内に、他の騎士達と共に愛子に惚れ、アプローチを掛ける。聖教教会への信仰心が強く、亜人に対する差別意識も強い。
ウルの町でハジメ達と出会った時、シアを罵り敵対行動をとったためハジメの攻撃を受けて気絶する。
ウルの町の戦いの後、姿を消した愛子に疑問を感じ、他の騎士と共に教会の上層部に何度も抗議し、独自に捜索などを行ったことから総本山への出入りを禁止された後、拘束されてどこかに監禁されていた。だが、それによって神山の戦いに巻き込まれずに済む。総本山が吹き飛んだのが愛子の所為であることを知ってショックを受けるが、最後は愛子への想いが勝って彼女の側に付いた。
チェイス・ドミノ
神殿騎士専属護衛隊副隊長。
敬語口調で話す。ウルの町ではハジメの使用する銃の情報や作り方を提供してもらおうと話を持ち掛けるが、ハジメの威圧に圧倒されて引き下がる。デビットに比べるとまだ良識を弁えている。
ジョシュア・オキーズ
近衛騎士の一人。
ジェイド・ハット
近衛騎士の一人。

### 魔国ガーランド
フリード・バグアー
声 - 小西克幸
魔人族の国、魔国ガーランドの将軍。赤髪と浅黒い肌が特徴の魔人族の男性。
魔人族が崇めるアルヴ教の狂信者。魔人族であることに誇りを持っていて他種族を見下している。七大迷宮の攻略者でもあり空間魔法と変成魔法を保有している。相棒に「ウラノス」という白い竜を使役しており、変成魔法を使って段階的に強化している。
グリューエン大火山で"空間魔法"による奇襲で極光のブレスを放ちハジメに重傷を与えるが、クロスビットの自爆攻撃とティオの竜巻で吹き飛ばされる。王都侵攻ではユエと交戦するが、ハジメを傷つけられたことに対するユエの怒りが凄まじく、ウラノス共々大打撃を受ける。さらにキレていたハジメの"ヒュベリオン"によって十万もの魔物が一瞬で全滅したのを目の当たりにして、やむなく撤退する。
その後、度重なる作戦の失敗と大打撃に潔く処罰を受けようとしたが、魔王からエーアストら神の使徒五百体と共に新たな使命を与えられる。氷雪洞窟攻略後のミュウやクラスメイトを拉致したうえでハジメ達の前に現れ、その際にハジメが発した殺気にひるんだものの、魔王城におびき寄せる事には成功。エヒトの降臨後は共に神域へ転移した。
最終決戦ではアルヴの後任としてエヒトの眷属神となり、純白の戦装束と翼をまとい、無詠唱による魔法行使能力と使徒同様の分解魔法も与えられてティオと激突。多数の灰竜を従えて挑み、ティオに逆に灰竜を支配されていくもののティオに致命傷を与えて勝利したかに見えたが、それはティオの竜神顕現を発動させるための布石で、その圧倒的な力の前に成すすべなく敗北。最後にほとんど死に体で従魔の契約も切れているはずのウラノスが自身をかばう姿を見て、自身が神の眷属となる前、何故大迷宮に挑んだかの記憶を取り戻し、神の眷属ではなく魔国軍将軍としてウラノスと共に散った。
魔人族の動向が活発化したのは、フリードが変成魔法によって強力な魔物を作り始めた事が原因である。つまりその時点でエヒトの実態を知ったはずであり、更にアルヴがそのエヒトの眷属であることを聞かされても、多少考えれば逆にエヒトに憤慨するべき話であるのに何の疑念も抱かずエヒトへの信仰に妄執している辺りで既に使徒らによって操られている事が伺えたため、ハジメからは哀れまれている。
カトレア
声 - 生天目仁美
ガーランドの特殊部隊所属の赤髪の魔人族の女性。ライダースーツのようなピッタリとした黒一色の服（アニメでは露出の高いドレス風の衣装）を身に纏っている。ミハイルとは恋人の間柄。
フリードの命を受けてオルクス大迷宮に侵入し、“神の使徒”である光輝達の調査・勧誘を行いながら迷宮の攻略を目論んでいた。フリードから与えられた神代魔法の魔物を率いて九十階層で光輝達を待ち伏せし、魔人族側へ勧誘するも拒否されたため襲い掛かる。光輝達や救援に来たメルドらを圧倒して窮地に追い込むも、駆け付けたハジメ達によって一瞬にして魔物を殲滅され、逃亡を図ろうとするも逃げ道を塞がれ、最期はハジメに額を撃ち抜かれ戦死した。
ミハイル
声 - 石井真
カトレアの恋人の魔人族の男性。殺されたカトレアの敵討ちに燃えていた。
王都侵攻で、立ち塞がったシアと交戦するが、彼女の圧倒的な実力の前になすすべなくなり、最期はシアのドリュッケンの止めの一撃で頭部を叩き潰され戦死した。
レイス
特殊部隊所属の魔人族の男性。オールバックの髪型をしている。水属性魔法の使い手。
愛子殺害のためにウルの町へ向かい、清水と接触し彼を唆して寝返らせて大量の魔物をウルの町に襲わせた。清水に人質に取られた愛子及び射線上にいたハジメ・シアを清水ごと水魔法で攻撃したが、シアによって愛子の殺害に失敗。ハジメの反撃を受けて命からがら撤退するも、片腕を失う重傷を負った。
ローゲン
特殊部隊所属の魔人族。
アンカジ公国を壊滅させるために、オアシスに魔物を放って汚染させるが、ハジメ達によって魔物はやられてオアシスも浄化される。任務失敗のため、そのまま魔国ガーランドに帰還した。
ダヴァロス
ガーランドの部隊長。
ハルティナ樹海攻略の為、フェアベルゲンに侵攻していたが、ハウリア族に襲撃され、カムの手で首を刎ねられ死亡した。
セレッカ
ダヴァロス部隊副官。
ハルティナ樹海攻略の為、フェアベルゲンに侵攻していたが、ハウリア族に襲撃され、毒を受けて死亡した。
ディヴォフ
ガーランドの部隊長。
ヘルシャー帝国に侵攻し、ガハルドの殺害を目論むが失敗し戦死する。
魔王
ガーランド国王。金髪に紅い眼をした男性。
色々と謎が多い人物ではあるが、ユエと似た外見的特徴をしているため、ユエの関係者であることが示唆されている。
その正体はディンリード・ガウディア・ウェスペリオ・アヴァタール。ユエの叔父である。変性魔法と再生魔法を習得しており、アルヴの器となってエヒトと対立している、と宣言していたが、これはユエを動揺させる為のフェイクで、実際は既にアルヴによって完全に肉体を支配され、ディンリードの精神は既にない。
しかし、完全に支配される前にエヒトがユエを自身の器としようとしている事に気づき、謀反を装ってユエを封印する事でエヒトから隠したのがユエが封印された真相であり、ユエの「父親」としての想いは本物であった。残されていた遺言はハジメの手でユエに贈られた。

### 竜人族
アドゥル・クラルス
竜人族の長で、ティオの祖父。
ハルガ・クラルス
ティオの父親で元竜人族の王。
500年以上前に起きた人間族との戦争で戦死、処刑された。死ぬ前にティオに、"本当の敵"の存在を教えた。
オルナ・クラルス
ティオの母親にしてハルガの妻。
500年前の戦争でハルガと共に戦死した。
ヴェンリ・コルテ
ティオの乳母で従者の女性。
Web版でもアフターストーリ―で登場している。

### 解放者
オスカー・オルクス
声 - 寺島拓篤
天職：錬成師
七大迷宮の一つ・オルクス大迷宮の主。"生成魔法"の担い手。
外伝『零』の主人公。オルクス工房に務める下町専門の錬成師の青年。細い黒縁の眼鏡をかけて黒い長髪を結んでいる。眼鏡やメイド服の造形には凄まじい拘りを見せる一面がある。18歳（『零』当時）。
聖光教会に目を付けられないように普段は生成魔法が使えることを一部の人間以外に隠しており、最低限の仕事しかできないことから、孤児であることと併せて工房内では「負け犬」呼ばわりされている。生成魔法の存在を知っている親方兼父親代わりのガーグ・D・オルクスには細やかな気遣いを見えることから腕前を認められており、ミレディと旅立つ際にはガーグよりオルクスの名を襲名している。戦闘では、生成魔法で様々な能力を付与した自前のアーティファクトを操る。
錬成師としての能力は非常に高く、幼少期には初めて"錬成"を見てからたった一ヶ月で一流の職人と肩を並べる程の腕前に成長し、その後も鍛練を重ねた結果、一流の職人が奥義と称する技術ですらも小手先程度の技術と言い切る程に卓越した実力を持っている。
本編では大迷宮の最深部にある隠れ家に白骨体として登場。生前に世界の真実に関する遺言を記憶した魔法陣を遺した。だが、それに興味を持たなかったハジメとユエにぞんざいに畑に遺骨を埋められる（一応墓のような物は作られた）。しかし、大迷宮各地でその腕前の片鱗を見たハジメは同じ錬成師としては心の師として仰いでいる。
外伝で時を超えてハジメと邂逅した際は半分異世界の武器であるドンナーの機能を瞬時に理解してみせ、アーティファクト再錬成に苦戦していたハジメに涼しげに錬成を行いながら助言を行って、ハジメから「お師匠様」と呼ばれ、「君のような不遜な弟子を取った覚えはないけどね」と言いつつも楽しげにしていた。
ミレディ・ライセン
声 - ゆかな
七大迷宮の一つ・ライセン大迷宮の主。"重力魔法"の担い手。解放者の中で唯一、"魂魄魔法"によって魂をゴーレムに移す事で生き長らえている。
外伝『零』のヒロイン。ライセン伯爵家の娘で、神に反逆する組織『解放者』のリーダーを務める少女。金髪のポニーテールの美少女だが、とてつもなくウザい性格をしており、その性格は大迷宮にも反映されている。自ら「天才魔法少女」を名乗るだけあり、普通の人間でありながら重力魔法の腕だけならユエを軽く上回る。『解放者』に入る以前は落ち着いた性格であり、罪人を重力魔法でライセン大峡谷に突き落とす処刑人として仕事をしていた。
ある罪人の最期の言葉と当時の『解放者』のリーダーだったベルとの出会いによって、次第に聖光教会から理不尽に罪人扱いされる人間を処分する自分の仕事に疑問を持つようになり、父にベルが殺されたことを受けてライセン伯爵家を壊滅させ彼女の遺志を継ぎ、『解放者』のリーダーとなった。また、ベルの性格も受け継いでウザくなった。トータスの歴史上初めて神の使徒を倒した人間であり、ノイントの記憶を探った香織によれば重力魔法一撃で圧殺したようである。
本編では大迷宮の最深部に巨大なゴーレムの姿で登場。神に挑むための試練として重力魔法を操り、無数のゴーレム騎士と共にハジメ達の前に立ち塞がった。自分を打ち破ったハジメ達に重力魔法と残りの七大迷宮の情報を教える。またエヒトと戦うつもりがないハジメに対し、神殺しを強要するつもりはないと言いつつも「いずれは神殺しをする」と予言している。
なお、最深部で戦う巨大ゴーレムも他のゴーレム騎士と同様に遠隔操作しているだけに過ぎず、重力魔法を習得するための部屋にいるニコちゃんマークの顔をした子供のような頭身のゴーレムが本体である。
外伝で時を超えてハジメ達と邂逅した際にはライセン大迷宮での恨みからハジメ、ユエ、シアから一斉に攻撃を受けて殺されかけた。その後はユエと連携して戦い、その実力に内心舌を巻いていた。
最終決戦では機能停止が近い事から最後の最後の局面でゴーレム兵を率いて参戦した後、トータスを巻き込んで消滅していく神域に突入してハジメ達を救い、かつての仲間たちに迎えられながら神域と共に消滅していった。その姿にはハジメとユエも最大限の賛辞を贈った。
書籍版ではどこかの世界で転生している旨が語られている。
ナイズ・グリューエン
声 - 日野聡（OAD）
七大迷宮の一つ・グリューエン大火山の主。"空間魔法"の担い手。
外伝『零』では、3番目の仲間入りを果たした。元々グリューエンの村の戦士だったが、幼なじみの密告により神代魔法を持っていることがバレて領主から狙われ、家族を殺された怒りで空間魔法を暴走させてしまい、グリューエンの村を地図上から消し飛ばした。それ以降、自らの魔法を戦いのために使うことを封印し贖罪として人助けをしていた。
外伝より正式な名前はナイズ・グリューエン・カリエンテであることが判明している。
なお、隠れ家には「人の未来が　自由な意思の元にあらんことを　切に願う」という言葉と神代魔法継承用の魔法陣しか遺していない。
メイル・メルジーネ
声 - 斎藤千和
七大迷宮の一つ・メルジーネ海底遺跡の主。"再生魔法"の担い手。海人族だが、父親は吸血鬼族であり、本人もその血を引いている。
『零』より、元はメルジーネ海賊団船長で穏やかな包容力のある見た目とは裏腹に、ドSで大雑把な性格をしている。
本編では最深部に遺言を残しており、神に縋りつくことなく自分の意思で自由に生きていくことの重要性を説いている。
ラウス・バーン
七大迷宮の一つ・神山の主。"魂魄魔法"の担い手。禿げ頭の男性。
『零』では、聖光教会が誇る実質的な対外戦の最強の騎士団・白光騎士団の団長として登場する。神殿騎士特有の狂信者ではなく、魂魄魔法により教会の洗脳とも言える教えから思想と現実の矛盾等を見つけてはいたが、行動を起こすことなく自身を「抗わない者」と称していた。しかし、神託の巫女ベルタが殺されたときに、無意識のうちに蘇生の魔法を使い、一度だけ神の決定に逆らう。このラウスの決断が後に『解放者』ができる切っ掛けとなった。
本編では聖教教会の総本山がティオと愛子に吹き飛ばされた後に映像体が出現し、ハジメ達を魂魄魔法を習得させるための魔法陣まで案内した。近くには自分や他の解放者との交流、迷宮の攻略条件が書かれた手記を残していたがハジメが興味を持たなかったため、その内容はほぼ不明。
リューティリス・ハルツィナ
声 - 中原麻衣
七大迷宮の一つ・ハルツィナ樹海の主。"昇華魔法"の担い手。森人族の女性。
フェアベルゲンの長老達に自分を含む解放者の名前と「七大迷宮の攻略者と敵対しないこと」と「その者が望む場所に連れて行くこと」という口伝を残している。
本編では大迷宮の終点に樹で出来た肉体の遺言を残しており、ハルツィナ樹海を攻略したハジメ達に過酷すぎる試練を与えてしまったことを謝罪し、全ての神代魔法を習得した先にある概念魔法の存在とそれによって作られた導越の羅針盤の使い方を教えている。
ヴァンドゥル・シュネー
天職：芸術家
七大迷宮の一つ・氷雪洞窟の主。"変成魔法"の担い手。魔人族の男性だが、『零』より氷竜の竜人の母を持つハーフであることが明かされ、ヴァンドゥルも"竜化"でき、氷属性魔法の適性を持つ。また、当時の魔王とは腹違いの弟である。そしてシュネー族の長でもある。
天職が"芸術家"であるため、常時身に付けているマフラーや装備、さらには、迷宮の扉にまで芸術的な細工をしている。だが、武芸は"武の芸"、芸術は"芸の術"よって「武芸の才能=芸術の才能」という過大解釈から、オスカー達には天職"芸術家"を戦闘系天職と説明している。
オスカーとは犬猿の仲で、お互いに眼鏡とマフラーをそれぞれ罵っている。
ベルタ・リエーブル
『解放者』の前のリーダー。外伝『零』のみに登場。
ベルの名前でミレディの家庭教師兼侍女としてライセン伯爵家で働いていた。表向きは気品溢れる淑女だが、実際は馴れ馴れしい性格で、事あるごとにミレディを振り回していたほか、ミレディ本人にも影響を与えていた。
かつてはエヒトの神託を受ける巫女だったが、ある出来事をきっかけにエヒトの本性が人々を玩具のように弄ぶ邪神であったことを知り、そのせいで一度は殺されてしまうも、ラウスの手によって生き返り、その後『解放者』という組織を立ち上げた。
ライセン伯爵家に投獄された『解放者』の仲間を助けるために潜り込んでいたことがミレディの父にバレて大峡谷に突き落とされ、そこで魔物に襲われる。
死の間際、駆け付けたミレディに対しかつての自分と同様に感情を無くしていたミレディを実の妹のように愛していたことを告げて、息を引き取った。彼女の死をきっかけにミレディはエヒトへの反逆を決意する。

### モンスター
※名前及び特徴はアニメ公式サイトキャラクター欄参照。
トラウムソルジャー
剣を持つ人型ガイコツの魔物。眼窩からは赤黒い光を放っている。
通常はオルクス大迷宮38層に存在するのだが、20層のグランツ鉱石を使った65層に飛ばす転移トラップでベヒモスと共に多数出現し、元の階層に戻る階段の前に立ち塞がった。
ベヒモス
オルクス大迷宮65層に存在する10ｍ級の魔物で、頭部は兜のような形状になっており巨大な2本の角を持つ。
20層のグランツ鉱石を使った転移トラップによって飛ばされた先で前方に1体出現した。
後方のトラウムソルジャーをクラスメイトが撃退する時間を稼ぐためにハジメが単独で動きを封じていたが、最終的に地面が崩落しハジメと共に奈落の底に落ちていった。
65層に辿り着いた際に別個体が現れたが、訓練を重ねてパワーアップした光輝達に倒された。
二尾狼
奈落に生息する白い毛を持つ大型犬程度の大きさの狼。雷を放電する能力を持ち、数匹の群れで行動することが多い。
ハジメが奈落の底で最初に喰らった魔物で、それによって纏雷・胃酸強化・魔力操作の技能を得た。
蹴りウサギ
奈落に生息する中型犬程度の大きさのウサギのような魔物。大きな赤い目と発達した後ろ足が特徴で、移動系の技能と蹴りが得意。1対1では二尾狼よりも強い。
ハジメが奈落の底で2番目に喰らった魔物で、天歩という縮地・空力・剛脚・瞬光の4つの技能が合わさった能力を得た。
イナバ
元々は奈落の1層にいた普通の蹴りウサギだったが、爪熊を倒したハジメを目撃して感銘を受け、身体を鍛え上げると共にハジメが零していった神水を飲みつつ奈落を下って行き、他の奈落1層の魔物を遥かに凌駕する実力を身に着けた。その際中、決戦に備えて変性魔法で魔物を集めていた鈴が一目ぼれし、勧誘して変性魔法で使役された。その後、オスカーの隠れ家で念願のハジメと対面し、イナバと名付けられた。契約している鈴には言葉が通じるが、何故か関西弁でハジメを「王様」と呼んでいる。ハジメを崇拝しているため、同じウサミミをしていることもあってシアとは仲が悪い。
素でも奈落の八十階層まで自力で辿り着け、変性魔法で強化してからは九十階層でも敵がいないほど。重縮地と無拍子も習得しており、蹴りで衝撃波を発生させることもできる。
爪熊
奈落に生息する白い毛を持つ2ｍ前後の大きさの熊のような魔物。足元まで伸びる長い腕から鋭利な3本の爪を出して攻撃する。風の爪を飛ばすこともできる。ハジメの左腕を切り落として喰らった。
1層の主で二尾狼や蹴りウサギでは歯が立たない程の実力を持つ。肉を喰ったハジメは風爪の技能を得た。
バジリスク
奈落に生息する2ｍ程の灰色のトカゲ。金色の瞳で睨んだ物を石化させる能力を持つ。
肉を喰ったハジメは石化耐性の技能を得た。
サイクロプス
奈落の地下50層のユエが封印された部屋の扉の両側に計2体いた1つ目の巨人。石像のような状態だったがハジメが扉に触れたことで殻を破って動き出す。肉体の強度を上げる金剛という能力を持つ。
扉の守護をしており、封印部屋の入り口から一定の距離以上離れることができない。1体ずつ体内に扉の鍵を持っている。
肉を喰ったハジメは金剛の技能を得た。
サソリモドキ
4本の長い腕に巨大なハサミを持つ5ｍ程のサソリのような魔物。ユエの封印を解き放ったことで出現した。
2本の尻尾からは散弾のような無数の針や毒を放てる。ハジメの錬成のように地形を変える能力もある。
全身が込めた魔力に応じて硬度を増すシュタル鉱石に覆われているので生半可な攻撃は弾かれてしまう。
肉を喰ったハジメは魔力放射と魔力圧縮の技能を得た。また、外皮のシュタル鉱石も新しい武器の作成に利用している。
なお、ユエの封印を守っていた二種は大迷宮とは関係なく、封印を破る者がユエを託すに相応しい人物かどうか見極める為にディンリードが変性魔法で作り上げた物だった。
エセアルラウネ
奈落に生息する人間の女性の姿をした植物の魔物。醜悪な顔をしている。
緑の胞子を飛ばし、感染した生物を意のままに操ることができる。操られた者は体に花が生える。同じ階層の魔物を操ってハジメ達が自分の元へ来られないようにしていた。
ユエも自分の支配下に置いたが、魔物の肉を喰ううちに毒の耐性を得たハジメをコントロールすることはできなかった。
ヒュドラ
奈落の地下100層の最深部にある巨大な魔法陣から出現した6つ首のドラゴン。首ごとに色が違いそれぞれ攻撃や防御、回復などの異なる役割を担っている。
6つの首を全て破壊すると、胴体から銀色の7本目の首が出現しそれを破壊することで漸く倒すことができる。銀色が放つブレスは回復効果を阻害する効果を持つ。
この時点で既に最下層域の魔物の肉でもほとんどステータスが上がらないほどになっていたハジメにも肉の効果があり、限界突破の技能を得た。
オルクス大迷宮の攻略者が同行していれば再出現しないが、未攻略者のみが部屋に踏み入れば再度出現する。その為、銀首から回復阻害効果を治療する薬品を生成する為に利用された。が、この試練の間にいるヒュドラは分身体であり、本体はオスカーの隠れ家から水路を通った先の隠し部屋のクリスタルの中におり、この仕打ちに耐えかねてミュウに助けを求めた。これがハジメがミュウに作ったゴーレムのうち7体までが生体化した理由と思われる描写がされている。

### 真の神の使徒
トータスで数千年にわたって裏で暗躍している黒幕の一端で、エヒト神によって創造された。触れた魔力を含む物質を分解する能力や全属性への適正、無限に供給される魔力、単独での飛行能力といった規格外な能力に加え、ハジメに匹敵するステータス（数値にして全ステータス12000+疑似限界突破でこの三倍）を持つ。最終決戦でも多数出現するが、完成型ヒュベリオンで大半が一蹴されている。残った約五千体は聖歌で能力を六割に減じられた上で香織と人類総限界突破により大半が撃破された。その後、援軍の五千体が一斉分解砲撃で全滅一歩手前まで追い詰めるが、そこでハジメがエヒトを倒した事で全て機能停止した。
ノイント
声 - 佐藤利奈
真の“神の使徒”の一人。銀髪碧眼の神秘的な雰囲気の美女だが、能面のように無感情で機械的な瞳をしている。
時代の節目に現れては、神の遊戯が滞りなく行われるように権力者や神の意にそぐわない者を洗脳または殺害している。
強大な力を持ったハジメこと『イレギュラー』に脅威を感じた“神”の命を受けて、修道女としてハイリヒ王国の王宮内に潜伏し、魅了の力で王族や貴族らを操り、メルドを殺害し愛子を誘拐した。神山に現れたハジメを排除すべく死闘を繰り広げるも、最後には心臓をパイルバンカーで撃ち抜かれて命を落とす。
死後、身体を香織の魂魄を定着させるための器として使用され、香織の仮の身体としてハジメ一行と同行する。
スピンオフの『ありふれた学園で世界最強』ではノイント・セラフィムというフルネームが設定されている。
エーアスト
真の“神の使徒”の一人。姿形はノイントと同一。
“神”の命令によって、神の使徒五百体と共に魔国ガーランドに顕現し、フリードと共に行動を開始する。
魔国に誘い出したハジメ一行をエヒト、アルヴの神言と装備一式を破壊していたこともあって他の使徒と共に追い詰めた後、エーアストはエヒトと共に撤退。しかし、残った使徒はハジメの概念魔法によって消滅させられた。
神域での決戦ではエヒトによって白金（ユエの金色の魔力が元々の銀と混じった為）の髪と魔力をまとい、全ステータス22000（+疑似限界突破によりこの三倍）にまで強化させられ、他4体の使徒と共にシアと激突するが、シアが身体強化レベルXを発動させた事で全てを上回られて5体とも破壊された。
『零』ではナイズを狙っていたところ、ナイズを勧誘していたオスカーとミレディの前に立ち塞がり、交戦する。当時、まだ未熟だったとはいえ、神代魔法使い三人を圧倒する実力であった。
アインス・アルサーク
神の使徒の一人で『零』では、神託の巫女として登場する。
不安に駆られる表情は、ラウス曰く、まるで人形が無理矢理顔のパーツを動かしているようと表現されている。

### 神
トータスの創世神とその眷属。人の世界からは超越した世界に存在し、直接人間たちの世界に干渉する為には人間の身体に憑依する必要がある。名を名乗った後に命令を下す神言によって人に命令を強制させる事ができるほか、真名を名乗る事で更に強制力を高める事ができる。その正体は神代魔法（理法術）によって滅びゆく世界から逃れて来た人間。神代魔法の神髄を極めた者たちの集まりであるため、当然ながら全員が全ての神代魔法を神髄まで扱える。神言はその一つに過ぎない。
エヒト
トータスの創世神。真名は「エヒトルジュエ」。イシュタル曰く、ハジメ達を召喚するように神託を下したとのこと。
オスカーの遺言によれば、長きにわたりトータスの人類を駒としたゲームを行っており、現在も続けている。
ミレディからは「クソ野郎」と呼ばれている。
トータスに直接降臨する為にアルヴに命じてユエの精神を揺さぶり、その肉体を乗っ取って降臨する。ハジメを奇襲して致命的なダメージを与えた上、神言で拘束して全てのアーティファクトを破壊し、あっさりとハジメパーティを壊滅。なおも抵抗を続けるハジメを五天龍でトドメをさそうとするが、まだ残っていたユエの精神に妨害された為、完全に掌握する為に神門を開いてフリード達と共に撤退した。
トータスに来てからは神代魔法を伝えて神としてトータス人を導くことにした。その後、それに充足を覚えた他の異世界人たちが理解できずに皆殺しにして更に発展させたが、それにも飽きた為に現在のような人類を駒としたゲームで世界を破壊する事に愉悦を覚えるようになった。そして、それにも飽きていたため、自身が降臨するための肉体を作り始め、ユエという完成体を得た事でトータスを完全に破壊して地球へと標的を移すため、トータス殲滅を宣言する。
ユエの肉体を完全に掌握したハジメとの最終決戦では神代魔法で強化したユエの魔法と使徒同様の大剣二刀流によって物量戦、格闘戦、術戦、全てにおいてハジメを圧倒したものの、ハジメの二重、三重の策によって自身とユエの魂を切り分けられて肉体を失う。それでも生への欲望によって怨霊のような存在になり、神域の魔物や使徒を無理やり取り込んだ肉塊の怪物にまでなったが、ハジメとユエの無限魔力生成・連理の契りにより生まれた総ての罪科は咎人へ返る（よくもやってくれたなクソ野郎）という今まで苦しめられた人間全員の念を込めたような概念魔法の弾丸によって完全に消滅した。
最後の様をハジメは「ユエ達に出会わなかった自分」と称し、ユエは「ハジメと同じように自分のような存在はいたがそれを振り払ったやつ」と称した。
アルヴ
魔人族が信仰するアルヴ教の神。真名は「アルヴヘイト」。正確にはエヒト神の眷属。三百年前、ディンリードの肉体を乗っ取ってトータスに顕現し、魔王として魔人族を扇動して他種族との戦争を誘発させている。
エヒトを降臨させる為、ユエの精神を揺さぶってユエの身体に降臨させることには成功。その後、撤退したエヒトにハジメ達の処刑を命じられ、神言を駆使してシアを倒すが、ハジメの概念魔法によって使徒たちを蹴散らされ、成すすべなく最後のあがきとしてミュウを人質に取ろうとするが、叶うはずもなく四肢を切断。恥も外聞もなく命乞いするも認められるはずもなく、鎖の檻に囲まれて絶叫を上げながら押しつぶされるように消滅させられていく凄惨な最期を遂げた。

## 用語
トータス
ハジメ達地球組が召喚された異世界の名称。人間族、魔人族、亜人族などの多種族が住む世界。
人間族
大陸の北側一帯に住まう種族。ハジメ達と大差ない人間。信仰する神はエヒト神。数百年にわたって魔人族との戦争を続けており、最近では魔人族が凶悪な魔物を使役し始めて劣勢になり、それを覆して魔人族を打倒するため、人間族の国、ハイリヒ王国が勇者を求めてハジメ達を召喚した。
魔人族
大陸の南側一体に住まう種族。聖教教会は「魔物の上位種」と説明しているが、本質的には人間との差はない。現在はフリードが変成魔法によって強力な魔物を生み出し、人間族との戦争を有利に進めようとしている。多くの者が「この世界は魔人族によって発展していくべきだ」という選民思想を持っている。
カトレア、レイスのように地球から召喚された勇者の勧誘を行っている者やフリード、ダヴァロスのように七大迷宮の攻略を目指す者もいる。
亜人族
フェアベルゲンに暮らしている種族。獣の耳や尻尾を持つのが特徴。魔力を持たず、人間族、特にエヒト神を信仰する者達からは「神から見放された獣もどき」と蔑まれ、差別の対象となっている。
特に兎人族は亜人族の中でも最弱と評され、他の亜人族からも差別されている。他種族から迫害されていることもあり、特に宗教などは信仰していない。
『零』の時代では亜人ではなく獣人族もしくは混ざり者と称されていたが、当時の聖光教会はその存在を差別しており、獣の耳と尻尾があるだけで罪人認定している。
真実はエヒトが自分の器とする目的で作り上げた人と魔獣の合成生物。その極致にして完成形と言えるのがユエである。
吸血鬼族
ユエを代表とする種族。他者の血を吸う事で魔力を回復できる能力を持つ。本編の数百年前に滅んでおり、ユエは唯一の生き残り。
竜人族
ティオを代表とする種族で、かつて吸血鬼族とも関係を持っていた。肉体を人から竜へ変化させる”竜化”という能力を持ち、非常に高い戦闘能力を有する。五百年ほど前に聖教教会の扇動によって迫害を受けた。
ユエは同族から高潔で清廉な一族であると教わっていたが、酷い扱いを受けて喜ぶティオの姿が聞いていたイメージとあまりにかけ離れていたため若干ショックを受けている。
聖教教会
創世神エヒトを信仰する人間族の宗教。
『零』では聖光教会と呼ばれ、本編より多く存在した神代魔法やそれに連なる固有魔法の使い手を"神の眷属"、"神の子"として保護という名目で強制的に自分達の管理下に置いている。
また、自分達の行いや決定に逆らった者や獣人族を罪人に認定し、ライセン伯爵家に連行し処刑を命じている。
オスカー曰く教会への批判は最も手軽な自殺方法。
人間族至上主義を掲げているが、神の子である神代魔法使いが獣人族の可能性が高くとも神代の業に身体を作り替える術があることを知ったとき「多種族であることは穢れ、その穢れをお払いすることが聖職者の務め。神の子をお救いする」という思考をしている。
本編にはメルジーネ海底遺跡の試練の過去映像では光教教会と呼ばれていた時代があった。この光教教会と聖光教会はどちらが先にできたのか不明。
アルヴ教
アルヴ神を信仰する魔人族の宗教。しかし、アルヴはエヒトの眷属である為、表向きは別宗教であっても信仰対象の力関係でいえば聖教の下部組織というべきもので、エヒトが人間と魔人族を効率よく争わせる為の方便に過ぎない。
『零』の時代には魔人族は神を崇めていない。
アーティファクト
現在のトータスでは再現できない強力な能力を持った魔法道具のこと。
神やその眷属達が地上にいた神代に創られたと言われている。ハジメ達の能力を表示するステータスプレートや王都の大結界もその一つ。
天職
非常に稀有な「才能」。関連した能力である「技能」と連動しており、その天職の領分では無類の才能を発揮する。
異世界召喚を受けた影響でハジメ達は皆この天職とスキル「言語理解」を例外なく習得している。
戦闘系天職と非戦系天職に分類され、戦闘系の天職はものによっては万人に一人の割合でしか発現しない。非戦系の天職の割合は百人に一人から十人に一人までなど様々である。ただし、あくまで才能の方向性を示すだけであるため、ハジメやオスカーのように非戦系天職でも戦闘系天職を凌駕する戦闘力を得ることも可能である。また、トータスで身に着けた天職の力は地球に戻っても問題なく使用可能。
神結晶
ハジメが真のオルクス大迷宮1層で偶然見つけた伝説の鉱石。1000年という長い年月をかけて大地の魔力が結晶化したもので、更に年月をかけて魔力が飽和状態になると神水が溢れ出す。
神水を恒久的に確保するためにオルクス大迷宮の攻略中はずっと持ち歩いていたが、オスカーの隠れ家で新兵器の開発やその練習などの準備を整えている内に持っていた魔力が枯渇してしまったので、生成魔法で魔力感知と先読みの能力を与えたハジメの義眼と魔力を貯蓄するユエのアクセサリーとして加工し、再利用している。
『零』ではオスカーが1つだけ人工の神結晶の開発に成功し、ミレディに貸し出していたが重力魔法を使用した際、膨大な魔力に彼女自身が驚いて重力魔法で作り出した深い穴底に落としてしまった。この落としたモノがハジメが見つけた神結晶なのかは不明。
神水
神結晶から漏れ出る液体。トータスの伝承では「不死の霊薬」とも呼ばれている。飲み続ければ寿命は尽きないとされ、飲むことで傷や魔力を瞬く間に回復することができる。ただし、肉体の欠損や体から出た血液までは元に戻せない。これを服用したお陰で、腕を喰われて奈落の底で死にかけたハジメは生き延びることができた。
神結晶の内包する魔力がなくなると同時に新しく確保することはできなくなったが、残った物は試験管状の容器に保管している。
解放者
エヒトの本性を知ったベルが神託によって引き起こされる争いを止めるために立ち上げた組織。
神代魔法などの強力な魔法を使う者達を集め、神々の打倒を目指したがエヒトにより人々から世界を破滅させる敵だとレッテルを貼られ、神代魔法の使い手7人を除き全滅した。
現代では、神と世界を滅ぼそうとした反逆者として語り継がれている。
七大迷宮
トータスにおける七つの危険地帯。どの迷宮も強力な魔物や狡猾な罠が施されており、攻略は非常に困難だが、攻略に成功すれば神代魔法が手に入る。またそれぞれの迷宮には攻略のコンセプトがあり、それを満たした状態で最深部に辿り着けばたとえ実力が足りなくとも神代魔法が手に入れられる。実はかつての解放者達が狂神との戦いで必要になることを訓練させ、神代魔法とその先の概念魔法を習得させることを目的に作り上げたものである。
神山と氷雪洞窟を除く全ての大迷宮には主である解放者達の苗字が冠されている。
現代において一部の迷宮の情報は失われており、オルクス大迷宮・グリューエン大火山・ハルツィナ樹海の三つしか正確な所在は判明しておらず、推測としてライセン大峡谷、氷結洞窟が候補に挙げられている。
オルクス大迷宮
ハジメ達が最初に訪れた地下迷宮。全100階層からなるといわれており、下に進むにつれて魔物は強くなっている。実力を測りやすいことと、良質な魔石が手に入ることから、冒険者や傭兵、新兵の訓練の場として人気が高く、大迷宮の近くには宿場町ホルアドがある。だが、実際は100階層の奥にもう一つの100階層があり、それこそが真のオルクス大迷宮である。最深部にはヒュドラのような魔物が待ち構えている。ハジメを含め、多くの人間が真のオルクス大迷宮のことを便宜上「奈落」や「奈落の底」と呼んでいる。
ヒュドラを討伐すると、その先にはオスカー・オルクスの隠れ家に通じている。そこは、ある程度の自給自足できる環境が整っている。
コンセプトは『強力な数多の魔物との豊富な戦闘を経て経験を積むこと』。
ミレディの発言から、他の六つの大迷宮を攻略してその成果を発揮するための大迷宮である。
主である解放者はオスカー・オルクスで、入手できるのは生成魔法。
『零』より、ミレディが奈落を創り出した階層等から、元は『緑の大坑道』である可能性が高い。
ライセン大迷宮
ライセン大峡谷にある大迷宮。ミレディの性格が反映したかのような狡猾な罠が数多く施されており、さらにミレディのウザ過ぎるメッセージも用意されている。また、一定時間が経過すると内部の構造が変化してしまうため、マッピングは意味を成さない。大峡谷では魔力が霧散してしまうため、魔法をほぼ使うことが出来ない。最深部にはミレディが遠隔操作する無数のゴーレムがおり、重力魔法も使用してくる。
コンセプトは『魔法が使えない状況下で、あらゆる攻撃への対応力を磨くこと』。
主である解放者はミレディ・ライセンで、入手できるのは重力魔法。
グリューエン大火山
アンカジ公国の近くにある火山。成層火山のような円錐状ではなく、溶岩円頂丘のように平べったい形をしている。火山の灼熱によるうだるような暑さと強力な魔物がいる過酷な場所。数百年程は噴火が確認されていなかったが、フリードが「要石」を破壊したことで活発化した。
コンセプトは『過酷な状況下における集中力の阻害と奇襲への対応を磨くこと』。
主である解放者はナイズ・グリューエンで、入手できるのは空間魔法。
『零』より、元は『赤竜大山』である可能性が高い。また、この周辺の大砂漠はエヒトに魔力を奪いつくされて滅びたのが原因である。
メルジーネ海底遺跡
海上町エリセンの近くの海底にある大迷宮。過去に神によって引き起こされた狂気や悲劇の幻覚よる精神的な罠が多く施されている。さらには亡霊や悪食といわれる神代の巨大な魔物が巣食っている。
グリューエン大火山で入手できるペンダントと月が、大迷宮の位置を示す鍵となる。
コンセプトは『狂った神がもたらすものの悲惨さを知ること』。
主である解放者はメイル・メルジーネで、入手できるのは再生魔法。
『零』より、元は海底に沈んだ『海上都市アンディカ』である可能性が高い。
神山
聖教教会の総本山がある標高八千メートル以上を誇る山。ハジメ達が立ち入る前に愛子の幇助を受けたティオのブレスによって吹き飛ばしてしまったため詳細は不明だが、ハジメは神の使徒ノイントを、ティオと愛子は聖教教会関係者を吹き飛ばしたことで攻略が認められる結果となった。
攻略条件は、ラウス・バーンの残した手記によると、神に対して信仰心を持っていないこと、二つ以上の大迷宮攻略の証を所持していること、神の力が作用する何らかの影響に打ち勝つことの三つである。
三つ目の『神の力が作用する何らかの影響に打ち勝つこと』がクリアされていない場合、迷宮が用意した試練は、洗脳や魅了・意識の誘導・無意識への刷り込みなど挑戦者の精神と価値観に働きかけながら、過去の教会の戦士達と幻想空間（限りなく現実に近いもの）で戦うという試練である。『二つ以上の大迷宮攻略の証』は他の大迷宮には同行していない愛子も攻略を認められていることから、パーティ内の誰かが所持していれば認められるようである。
コンセプトは『神に靡かない確固たる意志を有すること』。
主である解放者はラウス・バーンで、入手できるのは魂魄魔法。
最終決戦ではエヒトの大部隊がここから侵攻したが、ハジメのメテオインパクトとバルスヒュベリオン、ロゼ・ヘリオスで完全に更地になってしまった。
ハルツィナ樹海
フェアベルゲンの大樹ウーア・アルトの内部にある大迷宮。擬態を使う魔物や人を惑わす罠が多く立ちはだかり、大量の虫型の魔物が巣くっている。また、挑戦者の数名は突入時に身体を魔物に作り替られた上で迷宮のどこかに転移させられてしまい、ある程度先に進まない限り元の姿に戻れず普段の実力も発揮できなくなる。最深部では、好意と敵意が反転した状態で無数のゴキブリ型の魔物（想定神の使徒）と戦わなければならない。
コンセプトは『仲間との絆と誘惑に打ち勝つ強さを磨くこと』。
4つの攻略の証と再生魔法を持っていることが必須条件であり、それら全てが揃わないと内部に入ることが出来ない。前述の必須条件により、挑戦者は必然的に空間魔法と再生魔法を所有している。
主である解放者はリューティリス・ハルツィナで、入手できるのは昇華魔法。
氷雪洞窟
魔国ガーランドの近郊にある【シュネー雪原】に存在する洞窟。
常に魔力による猛吹雪が吹き荒れる極寒の地にあり、内部は強力な魔物の他に自身の中に潜む負の感情による精神干渉によって集中力を削がれ、最後は自身の能力と負の感情をコピーした虚像が立ちはだかる試練がある。
負の感情を容赦なく吐き相手を精神的に揺さぶる虚像は、コピーされた相手がその言葉を受け止められれば弱体化していき、逆に目を逸らそうとすれば強化されていく。最後まで受け止めきれなかった場合、虚像の誘惑によって虚像と一つになり、負の感情を増幅されて暴走する。この状態に至った光輝の虚像は試練の相手はハジメに移ったと言っていた事から、この状態から自分を取り戻せれば攻略とみなされるようだが、光輝は全く取り戻せずに虚像ごとハジメに倒された為に失敗した。解放された光輝は魂魄までボロボロの状態だったらしく、そのまま暴走し続けた場合は死に至ると思われる。
コンセプトは『負の自分自身に打ち勝つ強さを磨くこと』。
主である解放者はヴァンドゥル・シュネーで、入手できるのは変成魔法。
フリードが先に攻略し、変成魔法を入手した。
『零』より、元はシュネー一族の隠れ里である可能性が高い。
神代魔法
トータスに七つ存在する神代の魔法。現在使用されている属性で分類された魔法と違い、より根源的な事象への干渉を行う。大迷宮の攻略者として認められた者の脳内に知識が直接転写され、行使することが出来る。また、入手した神代魔法はステータスプレートに技能として登録される。
神代魔法を全て入手すると同時に各神代魔法の神髄である概念魔法を習得するための前提知識が頭に刻み込まれる。ハジメとユエは氷雪洞窟で植え付けられている。
エヒト達の世界では「理法術」といい、星の理を捻じ曲げる為に作り上げ、この世界に逃れたエヒト達によってトータスに伝えられた術。しかし、これらの術によってエヒト達の世界は滅びている。
生成魔法
オルクス大迷宮で入手できる神代魔法。鉱物に魔法やスキルの効果を付与してアーティファクトを創り出せる魔法。正に"錬成師"のためにある魔法。
魔法の正しい定義は「無機的な物質に干渉する魔法」であり、鉱物だけでなく水や食塩などにも魔法を付与できる。
重力魔法
ライセン大迷宮で入手できる神代魔法。重力へ干渉し、浮遊や重力球を作ることができる。
この魔法の正しい定義は「星のエネルギーに干渉する魔法」であり、地脈や岩盤及びマグマなどにも干渉し地震や噴火を意図的に起こすことも可能である。
空間魔法
グリューエン大火山で入手できる神代魔法。空間へ干渉し、遠隔地への移動などを行える。空間の切断などにより、回避不能な攻撃を行うことも可能。
この魔法の正しい定義は「境界に干渉する魔法」であり、異界なども作り出すことができ、例えば現実と幻の境界に干渉することで幻に実体を与えたり逆に実体あるものを幻にすることができる。
再生魔法
メルジーネ海底遺跡で入手できる神代魔法。有機物・無機物問わず、あらゆるものの損壊を修復することが出来る。対象を逆再生させることで、相手の古傷を生傷に巻き戻すことも可能。
この魔法の正しい定義は「時に干渉する魔法」であり、あらゆるものを復元したり過去や未来を垣間見ることもできる。シアの未来視はこの魔法が起源だと思われる。神髄に至れば圧縮した時の中を移動することによる瞬間移動も可能となる。
魂魄魔法
神山で入手できる神代魔法。生物の魂魄や精神などに作用することが出来る。時間内であれば魂が劣化する前に死者を蘇生し、乱れた精神状態を整えることも可能。ミレディはこの魔法によって自身の魂をゴーレムに移し、実質不老不死の状態になった。恵里が降霊術で編み出した縛魂は限りなくこの魔法に近いもの。
この魔法の正しい定義は「生物の持つ非物質に干渉する魔法」であり、魂魄だけではなく生物が持つ魔力や熱などのエネルギーや思考や記憶、感情などにも干渉できる。理論上はこの魔法で人工知能の創作も可能である。神が扱う神言はこの魔法の奥義のようなもの。
昇華魔法
ハルツィナ樹海で入手できる神代魔法。全ての”力”を昇華、最低でも一段進化させることが出来る。その進化は神代魔法も例外ではない。応用することで知覚能力や身体能力を瞬間的に上昇させることも可能。
この魔法の正しい定義は「情報に干渉する魔法」であり、あらゆる既存の情報を閲覧し、魔力量に応じた対象に対する情報干渉ができる。ステータスプレートはこの魔法によって作られたアーティファクトと思われる。
変成魔法
氷雪洞窟で入手できる神代魔法。フリードが最初に取得したもので、既存の生物を魔物に創り変え、強化する魔法。強化段階が存在し、生物の魔物化、あるいは魔物の従魔化をスタートラインとするなら、身体能力や固有魔法の能力増大が第一段階。そこから理性と思考力を与え、術者とある程度の意思疎通が可能になるのが第二段階。第三段階が、その身体能力、固有魔法能力、意思能力の増大となる。後は、術者の熟練度に合わせて、魔物の強化限界も上がっていく。
そもそも魔石というのは、魔物化するほど魔力を溜め込んだ生物の体内で、余剰分が結晶化したもの。要は、自然魔力の結晶が神結晶で体内魔力の結晶が魔石。
この魔法の正しい定義は「有機的な物質に干渉する魔法」であり、生物だけではなく植物や食料、人体に対しても行使できる。無機的な物質に干渉する生成魔法とは対をなす魔法と言える。
ユエは、ティオ達竜人族が使う竜化の起源がこの魔法であると考えている。実際に龍太郎が自身を魔物に変化させる竜化に近い使い方をしている。

概念魔法
七つの神代魔法を全て入手することで習得できる魔法の極致。
7つ全ての神代魔法の持つ性質を複数組み合わせることで新たな”概念”を生み出し、より深い事象への干渉を行うことが可能な力。ただし、現実の理を上書きする程の使用者の”極限の意志”がなければ成立しない。かつて解放者達も三つの概念魔法を生み出し、狂神を倒そうとした。非常に強力だがその分魔力消費は非常に激しく、膨大な魔力を有するハジメですら、一回使用しただけで枯渇し、気絶しかけた。
"極限の意志"という曖昧なものを素にして、明確化・情報化・抽出・不足エネルギーの強化・エネルギーに耐える術者の強化・事象として現実化・固定化等々、複雑怪奇なプロセスを経なければならない。
導越の羅針盤
望んだ場所を指し示すという概念が付与されているアーティファクト。解放者が作り上げた三つの概念魔法の一つであり、エヒトらが住まう神域の場所を感知するための物。ハルツィナ樹海攻略後、ハジメがリューティリスから譲り受けた。
トータスだけでなく別の世界の位置を確認することが出来る。それによってハジメは地球の座標を認識することが出来た。
その仕組みは、魂魄魔法で術者の望むものを感知し、空間魔法で物理的な距離を無視して探索。昇華魔法でその対象の情報を補足する。
クリスタルキー
望んだ場所への扉を開くという概念から生まれたアーティファクト。ハジメの帰郷に対する強い意志をユエが支えることで創り出された。どんな場所への扉を開くことができるが、その場所の座標などの正確な情報がなければ開くことはできない。
逆に、道越の羅針盤などの望んだ場所の正確な情報がわかる物と扉を開くための魔力さえあれば、何処にでも行ける。
全ての存在を否定する
ユエをエヒトに奪われたハジメの虚無感により何もかも消えちまえという概念から生み出されたアーティファクト。魔王城の石床を素材とした細長く赤黒い鎖。昇華魔法の情報干渉により、鎖に触れた物の情報を「存在しない」と書き換える事によってあらゆる存在を完全に消滅させ、神でさえも再生不可能となる。
ハジメの暴走が納まった後に鎖は消えたが、その欠片から弾丸を作っており、エヒトへのトドメの一発に使用された。
神越の短剣
神殺しの概念が込められた短剣。解放者が作り上げた三つの概念魔法の一つ。しかし、エヒトにどこまで効果があるかは不明だった。解放者たちがこれの生成が中々できない事に業を煮やし、ヤケ酒している間にエヒトを散々罵倒していると翌日に気づいたら出来ていたという。
ハジメはこれをドンナー用の弾丸に加工して使用したが、完全には信用していなかった為、エヒトの魂魄を揺さぶってユエの魂魄と切り分ける目的で使用した。
界越の矢
神域への道を開く概念が込められた矢。解放者が作り上げた三つの概念魔法の一つだったが、過去の大戦によって失われており、何本かの劣化版のみが存在している。
初代の竜鱗
初代クラルスが厄災として討たれた際の怨嗟によって残った竜鱗。触れた者を強制竜神化、理性剥奪と引き換えに絶大な力を与える。クラルスの家系は数十秒程度は耐えられるが、強制的に魅入られて獣化させられた為、アーティファクトによって霊廟へと封じられた。ティオは決戦前に激闘の末、竜神化の能力のみを取り出して竜化最終奥義・龍神顕現を会得した。
血盟の刃・弾丸
エヒトとユエの魂魄を切り離す目的で作り上げた結晶。込められた概念はユエの魂魄への干渉を禁ずる（俺の女に触れるな）万が一にも壊されないよう、胃の中に隠してエヒトが勝利を確信して近づいた段階で錬成で刃にして使用した。

## スピンオフ
前述の通り、スピンオフとして漫画作品が2作品発表されている。

### ありふれた日常で世界最強
本編のストーリーを下敷きにした4コマ漫画。キャラクター設定も概ね本編の通りだが、ギャグ要素が強めになっているのと、時折メタフィクション的なネタが入る点が異なる。

### ありふれた学園で世界最強
キャラクターのデザインや基本的な性格のみが共通のパラレルワールドが舞台の作品。南雲ハジメがハイリヒ王国にある「魔法学園」に特待生として入学したのを機に、ハジメを巡ってユエ・シア・香織・ティオの4名（作中では「爆弾4（ばくだんフォー）」と呼ばれる）が争奪戦を繰り広げる。本編と異なり、爆弾4の暴走をハジメがたしなめる・フォローするといった展開になることが多く、ハジメがストッパーの役割を果たしている。

## 作風
本作は、主人公が現実世界に近い世界からファンタジーのような世界に飛ばされるという異世界転移作品の一つである。連載中に「タイトル詐欺の疑いが濃くなってきた」ため、作者の白米良はタイトルを「ありふれた職業を利用して世界最強」と解釈して読んで欲しいと明言している。
白米良は「アキバBlog」とのインタビューの中で、当時流行していた「最強系」を題材にストレス発散のつもりで書いたと話しており、心理描写には苦労した半面、戦闘シーンは筆が進んだと振り返っている。また、白米はなぜだか主人公が最も書きにくいとも話している。
書籍版の挿絵を手掛けた、たかやKiは魔法世界に現代兵器を持ち込んだ非常に読みやすい作品だと述べる一方、ハジメは使用する武器が多いため詳細な設定を用意する必要があったと「アキバBlog」とのインタビューの中で述べている。

## 既刊一覧

### 小説

#### 本編及び後日談
- 白米良（著）・たかやKi（イラスト）、オーバーラップ〈オーバーラップ文庫〉、既刊14巻（2024年12月25日現在）
  - 『ありふれた職業で世界最強 1』、2015年6月25日初版第一刷発行（同日発売[56]）、ISBN 978-4-86554-055-0
  - 『ありふれた職業で世界最強 2』、2015年11月25日初版第一刷発行（同日発売[57]）、ISBN 978-4-86554-073-4
  - 『ありふれた職業で世界最強 3』、2016年2月25日初版第一刷発行（同日発売[58]）、ISBN 978-4-86554-093-2
  - 『ありふれた職業で世界最強 4』、2016年7月27日初版第一刷発行（同日発売[59]）、ISBN 978-4-86554-143-4
  - 『ありふれた職業で世界最強 5』、2016年12月25日初版第一刷発行（同日発売[60]）、ISBN 978-4-86554-178-6
  - 『ありふれた職業で世界最強 6』、2017年5月25日初版第一刷発行（同日発売[61]）、ISBN 978-4-86554-219-6
  - 『ありふれた職業で世界最強 7』、2017年12月25日初版第一刷発行（同日発売[62]）、ISBN 978-4-86554-265-3
    - 『ドラマCD付き特装版』、同日発売[63]、ISBN 978-4-86554-266-0

  - 『ありふれた職業で世界最強 8』、2018年4月25日初版第一刷発行（同日発売[64]）、ISBN 978-4-86554-308-7
    - 『ドラマCD付き特装版』、同日発売[65]、ISBN 978-4-86554-309-4

  - 『ありふれた職業で世界最強 9』、2018年12月25日初版第一刷発行（同日発売[66]）、ISBN 978-4-86554-428-2
  - 『ありふれた職業で世界最強 10』、2019年6月25日初版第一刷発行（同日発売[67]）、ISBN 978-4-86554-489-3
    - 『ドラマCD付き特装版』、同日発売[68]、ISBN 978-4-86554-490-9

  - 『ありふれた職業で世界最強 11』、2020年7月25日初版第一刷発行（同日発売[69]）、ISBN 978-4-86554-698-9
  - 『ありふれた職業で世界最強 12』、2022年1月25日初版第一刷発行（同日発売[70]）、ISBN 978-4-8240-0064-4
  - 『ありふれた職業で世界最強 13』、2022年9月25日初版第一刷発行（同日発売[71]）、ISBN 978-4-8240-0263-1
    - 『Blu-ray付き特装版』、同日発売[72]、ISBN 978-4-8240-0264-8

  - 『ありふれた職業で世界最強 14』、2024年12月25日初版第一刷発行（同日発売[73]）、ISBN 978-4-8240-0970-8

#### 外伝
- 白米良（著）・たかやKi（イラスト）、オーバーラップ〈オーバーラップ文庫〉、既刊6巻（2021年12月25日現在）
  - 『ありふれた職業で世界最強 零 1』2017年12月28日初版第一刷発行（同日発売[74]）、ISBN 978-4-86554-267-7
  - 『ありふれた職業で世界最強 零 2』2018年7月25日初版第一刷発行（同日発売[75]）、ISBN 978-4-86554-373-5
  - 『ありふれた職業で世界最強 零 3』2019年3月25日初版第一刷発行（同日発売[76]）、ISBN 978-4-86554-464-0
  - 『ありふれた職業で世界最強 零 4』2019年12月25日初版第一刷発行（同日発売[77]）、ISBN 978-4-86554-543-2
  - 『ありふれた職業で世界最強 零 5』2021年4月25日初版第一刷発行（同日発売[78]）、ISBN 978-4-86554-823-5
  - 『ありふれた職業で世界最強 零 6』2021年12月25日初版第一刷発行（同日発売[79]）、ISBN 978-4-86554-889-1

#### 短編集
- 白米良（著）・たかやKi（イラスト）、オーバーラップ〈オーバーラップ文庫〉、既刊1巻（2021年6月24日現在）
  - 『ありふれた職業で世界最強 小篇集』2019年9月25日初版第一刷発行（同日発売[80]）、ISBN 978-4-86554-542-5

### 漫画
- 白米良（原作）・たかやKi（キャラクター原案）・ RoGa（漫画） 『ありふれた職業で世界最強』 オーバーラップ〈ガルドコミックス〉、既刊15巻（2025年1月25日現在）
  1. 2016年12月25日初版第1刷発行（同日発売[81]）、ISBN 978-4-86554-183-0
  2. 2017年9月25日初版第1刷発行（同日発売[82]）、ISBN 978-4-86554-261-5
  3. 2018年4月25日初版第1刷発行（同日発売[83]）、ISBN 978-4-86554-343-8
  4. 2018年12月25日初版第1刷発行（同日発売[84]）、ISBN 978-4-86554-435-0
  5. 2019年6月25日初版第1刷発行（同日発売[85]）、ISBN 978-4-86554-505-0
  6. 2020年4月25日初版第1刷発行（同日発売[86]）、ISBN 978-4-86554-652-1
  7. 2020年10月25日初版第1刷発行（同日発売[87]）、ISBN 978-4-86554-770-2
  8. 2021年4月25日初版第1刷発行（同日発売[88]）、ISBN 978-4-86554-898-3
  9. 2021年12月25日初版第1刷発行（同日発売[89]）、ISBN 978-4-8240-0071-2
  10. 2022年5月25日初版第1刷発行（同日発売[90]）、ISBN 978-4-8240-0201-3
  11. 2023年1月25日初版第1刷発行（同日発売[91]）、ISBN 978-4-8240-0399-7
  12. 2023年7月25日初版第1刷発行（同日発売[92]）、ISBN 978-4-8240-0569-4
  13. 2024年1月25日初版第1刷発行（同日発売[93]）、ISBN 978-4-8240-0723-0
  14. 2024年5月24日初版第1刷発行（同日発売[94]）、ISBN 978-4-8240-0841-1
  15. 2025年1月25日初版第1刷発行（同日発売[95]）、ISBN 978-4-8240-1042-1
- 白米良（原作）・たかやKi（キャラクター原案）・神地あたる（漫画） 『ありふれた職業で世界最強 零』 オーバーラップ〈ガルドコミックス〉、全8巻
  1. 2018年7月25日初版第1刷発行（同日発売[96]）、ISBN 978-4-86554-381-0
  2. 2018年12月25日初版第1刷発行（同日発売[97]）、ISBN 978-4-86554-433-6
  3. 2019年6月25日初版第1刷発行（同日発売[98]）、ISBN 978-4-86554-507-4
  4. 2020年4月25日初版第1刷発行（同日発売[99]）、ISBN 978-4-86554-654-5
  5. 2020年10月25日初版第1刷発行（同日発売[100]）、ISBN 978-4-86554-769-6
  6. 2021年4月25日初版第1刷発行（同日発売[101]）、ISBN 978-4-86554-897-6
  7. 2021年12月25日初版第1刷発行（同日発売[102]）、ISBN 978-4-8240-0070-5
  8. 2022年6月25日初版第1刷発行（同日発売[103]）、ISBN 978-4-8240-0200-6
- 白米良（原作）・たかやKi（キャラクター原案）・森みさき （漫画） 『ありふれた日常で世界最強』 オーバーラップ〈ガルドコミックス〉、全5巻
  1. 2018年4月25日初版第1刷発行（同日発売[104]）、ISBN 978-4-86554-342-1
  2. 2018年12月25日初版第1刷発行（同日発売[105]）、ISBN 978-4-86554-434-3
  3. 2019年6月25日初版第1刷発行（同日発売[106]）、ISBN 978-4-86554-506-7
  4. 2020年4月25日初版第1刷発行（同日発売[107]）、ISBN 978-4-86554-653-8
  5. 2023年1月25日初版第1刷発行（同日発売[108]）、ISBN 978-4-8240-0398-0
- 白米良（原作）・たかやKi（キャラクター原案）・森みさき（漫画） 『ありふれた学園で世界最強』 オーバーラップ〈ガルドコミックス〉、全2巻
  1. 2020年10月25日初版第1刷発行（同日発売[109]）、ISBN 978-4-86554-768-9
  2. 2021年12月25日初版第1刷発行（同日発売[110]）、ISBN 978-4-8240-0069-9

### 画集
- 『たかやKi画集 BRILLIANT ありふれた職業で世界最強』オーバーラップ、2019年9月25日発売[111]、ISBN 978-4-86554-541-8

## テレビアニメ
2017年12月にテレビアニメ化が発表され、当初は2018年4月より放送が予定されていたが、制作上の都合により延期が発表され、一部スタッフも刷新された。1st seasonは2019年7月から10月までAT-Xほかにて放送された。同作は、監督を務めたよしもときんじの遺作となった。
2nd seasonは1st season最終話のエンドカードにて制作が発表され、2022年1月から3月まで放送された。共同制作がWHITE FOXからstudio MOTHERに交代し、同社にとって本作がテレビアニメの初元請作品となった。
season 3は2022年9月10日開催のOVA先行上映会&トークショー内にて制作が発表され、2024年10月から2025年2月まで放送された。season 3はasread.が単独で制作している。

### 制作
演技・キャスティング
ユエ役の桑原由気は、一見するとクールで無口な雰囲気があるが、物語が進むにつれてそのイメージとのギャップを感じることもあったとニュースサイト「eeoメディア」とのインタビューの中で振り返っている。桑原は顔にはあまり出さないかもしれない様々な表情を声で表現できるよう常に意識していたと話しており、2ndシーズンではより表情を出していこうと意識したとも話してる。印象に残ったディレクションとして、2nd Seasonで汗をかいたユエが「ハジメが綺麗にして」と命じる場面で「もっと妖艶」にと言われたことを挙げており、やはり300年以上生きたユエの大人の魅力を最大に出さねばと思いつつも、かわいらしさも失いたくないと思いながら演じたと振り返っている。

### スタッフ
|                                                  | 1st season                           | 2nd season                           | season 3                             |
| ------------------------------------------------ | ------------------------------------ | ------------------------------------ | ------------------------------------ |
| 原作                                             | 白米良                               | 白米良                               | 白米良                               |
| イラスト                                         | たかやKi                             | たかやKi                             | たかやKi                             |
| 監督                                             | よしもときんじ                       | 岩永彰                               | 岩永彰                               |
| シリーズ構成 シナリオ                            | 佐藤勝一                             | 佐藤勝一                             | 佐藤勝一                             |
| シリーズ構成 シナリオ                            | 吉本欣司                             | N/A                                  | N/A                                  |
| キャラクターデザイン                             | 小島智加                             | 小島智加                             | 小島智加                             |
| サブ キャラクターデザイン                        | 渡辺佳奈子                           | 渡辺佳奈子                           | 渡辺佳奈子                           |
| プロップデザイン                                 | 田中誠輝                             | 田中誠輝                             | 田中誠輝                             |
| プロップデザイン                                 | コレサワシゲユキ                     | コレサワシゲユキ                     | デジタルノイズ                       |
| モンスターデザイン                               | コレサワシゲユキ                     | コレサワシゲユキ                     | デジタルノイズ                       |
| 美術監督                                         | 青山直樹                             | 藤澤陽                               | 藤澤陽                               |
| 美術設定                                         | バーンストーム・デザインラボ         | バーンストーム・デザインラボ         | バーンストーム・デザインラボ         |
| 美術設定                                         | N/A                                  | N/A                                  | 長澤順子                             |
| 色彩設計                                         | 福谷直樹                             | 福谷直樹                             | 福谷直樹                             |
| CGIディレクター（1st） 3Dディレクター（2nd・s3） | 岸これみ                             | 岸これみ                             | 江田恵一                             |
| CGIディレクター（1st） 3Dディレクター（2nd・s3） | N/A                                  | 上地正祐                             | 上地正祐                             |
| 撮影監督                                         | 武原健二                             | 武原健二                             | 武原健二                             |
| 編集                                             | 伊藤潤一                             | 長坂智樹                             | 伊藤潤一                             |
| 音響監督                                         | 名倉靖                               | 名倉靖                               | 名倉靖                               |
| 音楽                                             | 高橋諒                               | 高橋諒                               | 高橋諒                               |
| 音楽プロデューサー                               | 関根陽一                             | 関根陽一                             | 関根陽一                             |
| 音楽制作                                         | ランティス                           | ランティス                           | ランティス                           |
| プロデューサー                                   | 曽山貴史、深尾聡志、安藤盛治、飯塚彩 | 曽山貴史、深尾聡志、安藤盛治、飯塚彩 | 曽山貴史、深尾聡志、安藤盛治、飯塚彩 |
| プロデューサー                                   | 柏原雄太、関根陽一 和泉勇一          | 柏原雄太、関根陽一 和泉勇一          | 笹原崇寛、鮎澤慎二郎 植木達也        |
| プロデューサー                                   | 隅元優介                             | 肥沼侑里、平松巨規                   | 肥沼侑里、平松巨規                   |
| アニメーション プロデューサー                    | 平松巨規                             | 平松巨規                             | 平松巨規                             |
| アニメーション制作                               | asread.                              | asread.                              | asread.                              |
| アニメーション制作                               | WHITE FOX                            | studio MOTHER                        | N/A                                  |
| 製作                                             | ありふれた製作委員会                 | ありふれた製作委員会                 | ありふれた製作委員会                 |

### 主題歌
「FLARE」
Void_Chords feat.LIOによる1st seasonオープニングテーマ。作詞はKonnie Aoki、作曲・編曲は高橋諒。
「ハジメノウタ」
DracoVirgoによる1st seasonエンディングテーマ。作詞・作曲はMAAKIII、編曲はSPINBUDDAH DracoVirgo。
「Daylight」
MindaRynによる2nd seasonオープニングテーマ。作詞はJoelle、作曲はSACHIKO、編曲は小山寿。
「外道讃歌」
FantasticYouthによる2nd seasonエンディングテーマ。作詞はOnyu、作曲・編曲はLowFat。
「Unending Wish」
Void_Chords feat. MindaRynによるseason 3オープニングテーマ。作詞はKonnie Aoki、作曲・編曲は高橋諒。
「Compass」
Void_Chords feat. MindaRynによるseason 3後期オープニングテーマ。作詞はKonnie Aoki、作曲・編曲は高橋諒。
「The other story」
DOBERMAN INFINITYによるseason 3エンディングテーマ。
「Metamorphosis」
iScreamによるseason 3後期エンディングテーマ。作詞はMayu Wakisaka、作曲はYui Mugino、U-KIRIN、Ryo Ito、編曲はYui Mugino、U-KIRIN。

### 挿入歌
作詞は前田甘露。
| 曲名               | 作曲       | 編曲       | 歌                                           | 話数 |
| ------------------ | ---------- | ---------- | -------------------------------------------- | ---- |
| 金色に染まる夜明け | 戸嶋友祐   | 戸嶋友祐   | ユエ（桑原由気）                             | 5    |
| FUTURE STEP        | 田中俊亮   | 田中俊亮   | シア・ハウリア（高橋未奈美）                 | 6    |
| Harvest            | 矢吹香那   | 前口渉     | 畑山愛子（加隈亜衣）                         | 10   |
| DRAGON'S HIGH      | 南田健吾   | 南田健吾   | ティオ・クラルス（日笠陽子）                 | 11   |
| 自分色の未来       | 廣中トキワ | 廣中トキワ | 白崎香織（大西沙織）、八重樫雫（花守ゆみり） | 12   |

### 各話リスト
| 話数                     | サブタイトル                                                                                            | 絵コンテ                                | 演出                                | 作画監督 | 総作画監督                                     | 初放送日        |            |            |            |            |            |            |            |            |            |            |            |            |            |            |            |            |            |            |
| 1st season               | 1st season                                                                                              | 1st season                              | 1st season                          | 1st season | 1st season                                     | 1st season      | 1st season | 1st season | 1st season | 1st season | 1st season | 1st season | 1st season | 1st season | 1st season | 1st season | 1st season | 1st season | 1st season | 1st season | 1st season | 1st season | 1st season | 1st season |
| ------------------------ | --- | --------------------------------------- | ----------------------------------- | --- | ---------------------------------------------- | --------------- | ---------- | ---------- | ---------- | ---------- | ---------- | ---------- | ---------- | ---------- | ---------- | ---------- | ---------- | ---------- | ---------- | ---------- | ---------- | ---------- | ---------- | ---------- |
| Episode.00               | プロローグ Prologue                                                                                     |                                         |                                     | |                                                |                 |            |            |            |            |            |            |            |            |            |            |            |            |            |            |            |            |            |            |
| Episode.01               | 奈落の底の化け物 The Monster of the Abyss                                                               | よしもときんじ                          | 飯村正之                            | 岡田万衣子 | -                                              | 2019年 7月8日   |            |            |            |            |            |            |            |            |            |            |            |            |            |            |            |            |            |            |
| Episode.02               | パンドラの箱 Pandora's Box                                                                              | 大平直樹                                | 川西泰二                            | 橘尚美 大藤玲一郎 | 渡辺佳奈子                                     | 7月15日         |            |            |            |            |            |            |            |            |            |            |            |            |            |            |            |            |            |            |
| Episode.03               | 黄金の吸血姫 The Golden Vampire Princess                                                                | 高橋順                                  | 土屋浩幸                            | 中田正彦 | 小島智加                                       | 7月22日         |            |            |            |            |            |            |            |            |            |            |            |            |            |            |            |            |            |            |
| Episode.04               | 最奥のガーディアン Guardian of the Depths                                                               | 大平直樹                                | 大平直樹                            | 田中誠輝 | 小島智加                                       | 7月29日         |            |            |            |            |            |            |            |            |            |            |            |            |            |            |            |            |            |            |
| Episode.05               | 反逆者の住処 The Maverick's Lair                                                                        | 葛谷直行                                | 土屋浩幸                            | 本宮亮介 平村直紀 | 渡辺佳奈子                                     | 8月5日          |            |            |            |            |            |            |            |            |            |            |            |            |            |            |            |            |            |            |
| Episode.05.5             | 総集編 オルクス大迷宮 OMNIBUS Great Orcus Labyrinth                                                     | よしもときんじ 大平直樹 高橋順 葛谷直行 | 飯村正之 川西泰二 土屋浩幸 大平直樹 | 岡田万衣子 橘尚美 中田正彦 田中誠輝 渡辺佳奈子 木宮亮介 平村直紀 | 小島智加                                       | 8月12日         |            |            |            |            |            |            |            |            |            |            |            |            |            |            |            |            |            |            |
| Episode.06               | 残念なウサギ Worthless Rabbit                                                                           | 大平直樹 葛谷直行                       | よしもときんじ                      | よしもときんじ 神木はな | -                                              | 8月19日         |            |            |            |            |            |            |            |            |            |            |            |            |            |            |            |            |            |            |
| Episode.07               | ライセン大迷宮 Great Reisen Labyrinth                                                                   | 友田政晴                                | 友田政晴                            | 平山英嗣 | 小島智加                                       | 8月26日         |            |            |            |            |            |            |            |            |            |            |            |            |            |            |            |            |            |            |
| Episode.08               | 過去との再会 Reunion with the Past                                                                      | 葛谷直行                                | 安江奈津美                          | 橘尚美 大藤玲一郎 Kim kyoung hwan | -                                              | 9月2日          |            |            |            |            |            |            |            |            |            |            |            |            |            |            |            |            |            |            |
| Episode.09               | 黒竜を穿つ者 Dragon Slayer                                                                              | 葛谷直行                                | 中西基樹                            | 岡田万衣子 田中誠輝 川村敏江 小野木三斉 園田大勢 梁炳吉 白川茉莉 | -                                              | 9月9日          |            |            |            |            |            |            |            |            |            |            |            |            |            |            |            |            |            |            |
| Episode.10               | 女神の剣 The Goddess' Sword                                                                             | 友田政晴                                | 土屋浩幸                            | 臼田美夫 田仲マイケル | -                                              | 9月16日         |            |            |            |            |            |            |            |            |            |            |            |            |            |            |            |            |            |            |
| Episode.11               | 化け物たちの休日 The Monsters' Day Off                                                                  | 大槻敦史                                | 安江奈津美                          | 横井秀章 船道愛子 福井麻記 阿萬和俊 | 小島智加                                       | 9月23日         |            |            |            |            |            |            |            |            |            |            |            |            |            |            |            |            |            |            |
| Episode.12               | 忍び寄る影 A Looming Shadow                                                                             | 田村正文                                | 土屋浩幸                            | 田頭沙織 臼田美夫 田中誠輝 阿形大輔 岡垣優 水澤智可 | 渡辺佳奈子                                     | 9月30日         |            |            |            |            |            |            |            |            |            |            |            |            |            |            |            |            |            |            |
| Episode.13               | 無能の無双 The Best at Being the Worst                                                                  | 大平直樹                                | 大平直樹 中村里美                   | 小島智加 平山英嗣 岡田万衣子 川村敏江 小野木三斉 佐野恵里 | -                                              | 10月7日         |            |            |            |            |            |            |            |            |            |            |            |            |            |            |            |            |            |            |
| Special Episode （OVA1） | ユエの日記帳 Yue's Diary                                                                                | 大平直樹                                | 大平直樹                            | 小島智加、岡田万衣子、渡辺佳奈子 | 小島智加                                       | 2020年 8月12日  |            |            |            |            |            |            |            |            |            |            |            |            |            |            |            |            |            |            |
| Special Episode （OVA2） | なれそめ温泉 Hot Love Springs Eternal                                                                   | 大平直樹                                | 大平直樹                            | 小島智加、渡辺佳奈子 | 小島智加                                       | 2020年 8月12日  |            |            |            |            |            |            |            |            |            |            |            |            |            |            |            |            |            |            |
| 2nd season               | |                                         |                                     | |                                                |                 |            |            |            |            |            |            |            |            |            |            |            |            |            |            |            |            |            |            |
| Episode.01               | イレギュラー Irregular                                                                                  | 朝倉カイト                              | 朝倉カイト                          | 田中誠輝 平山英嗣 鳥山冬美 小山知洋 小島智加 | 小島智加                                       | 2022年 1月13日  |            |            |            |            |            |            |            |            |            |            |            |            |            |            |            |            |            |            |
| Episode.02               | 灼熱の光 Burning Light                                                                                  | 朝倉カイト                              | 加戸誉夫 内沼菜摘                   | 堀たえ子 春川彩子 関本美穂 花之成之 | 堀たえ子                                       | 1月20日         |            |            |            |            |            |            |            |            |            |            |            |            |            |            |            |            |            |            |
| Episode.03               | 黒と白 Black and White                                                                                  | 田中誠輝                                | 藤代和也                            | 阿形大輔 田中誠輝 小島智加 | 田中誠輝                                       | 1月27日         |            |            |            |            |            |            |            |            |            |            |            |            |            |            |            |            |            |            |
| Episode.04               | 親子の再会 Reunion                                                                                      | 葛谷直行                                | 宮田亮                              | Ko Yuil Park Sangho | 春川彩子                                       | 2月3日          |            |            |            |            |            |            |            |            |            |            |            |            |            |            |            |            |            |            |
| Episode.05               | 海底の記憶 Memories from The Bottom of The Sea                                                          | 葛谷直行                                | 又野弘道                            | 小山知洋 | 渡辺佳奈子                                     | 2月10日         |            |            |            |            |            |            |            |            |            |            |            |            |            |            |            |            |            |            |
| Episode.06               | 大切な人 Someone Inportant                                                                              | 朝倉カイト                              | いとがしんたろう                    | 岸本誠司 川村裕哉 ENGI SPRING RIVER | 堀たえ子                                       | 2月17日         |            |            |            |            |            |            |            |            |            |            |            |            |            |            |            |            |            |            |
| Episode.07               | 新たな誓い A New Vow                                                                                    | 大槻敦史                                | 中川聡                              | Lee Jongman 杉本幸子 北條直明 鵜池一馬 岩崎亮 園田大勢 川村敏江 | 小島智加                                       | 2月24日         |            |            |            |            |            |            |            |            |            |            |            |            |            |            |            |            |            |            |
| Episode.08               | 不穏な影 A Disturbing Darkness                                                                          | 大槻敦史                                | 内沼菜摘 加戸誉夫                   | 堀たえ子 山村俊了 ENGI SPRING RIVER | 堀たえ子                                       | 3月3日          |            |            |            |            |            |            |            |            |            |            |            |            |            |            |            |            |            |            |
| Episode.09               | 王都侵攻 Invasion of The Capital                                                                        | 二瓶勇一                                | 藤代和也                            | 平山英嗣 田中誠輝 山﨑展義 | 渡辺佳奈子                                     | 3月10日         |            |            |            |            |            |            |            |            |            |            |            |            |            |            |            |            |            |            |
| Episode.10               | 神の使徒 God's Apostle                                                                                  | 大槻敦史 葛谷直行                       | 松島弘明                            | 山岡信一 川村裕哉 花之成之 柴田篤史 阿形大輔 | 堀たえ子                                       | 3月17日         |            |            |            |            |            |            |            |            |            |            |            |            |            |            |            |            |            |            |
| Episode.11               | 裏切り Batrayal                                                                                         | 葛谷直行                                | 内沼菜摘                            | 岸本誠司 川村裕哉 春川彩子 阿形大輔 前田明寿 山岡信一 | 堀たえ子                                       | 3月24日         |            |            |            |            |            |            |            |            |            |            |            |            |            |            |            |            |            |            |
| Episode.12               | 新たな旅立ち A New Journey                                                                              | 朝倉カイト                              | 朝倉カイト                          | 岡田万衣子 佐野恵理 小島智加 | 小島智加                                       | 3月31日         |            |            |            |            |            |            |            |            |            |            |            |            |            |            |            |            |            |            |
| Episode.13 （OVA3）      | ありふれた寄り道で世界最強 ARIFURETA: From a Detour to The World's Strongest                            | 葛谷直行                                | 朝倉カイト                          | 阿形大輔 岡田万衣子 田中誠輝 渡辺佳奈子 小島智加 | 小島智加 田中誠輝                              | 12月11日        |            |            |            |            |            |            |            |            |            |            |            |            |            |            |            |            |            |            |
| OVA4                     | 幻の冒険と奇跡の邂逅（Chapter.1） The Miraculous Meeting and the Phantasmagorical Adventure (Chapter.1) | 朝倉カイト                              | 朝倉カイト                          | 平山英嗣 田中誠輝 渡辺佳奈子 阿形大輔 服部憲知 山崎展義 川口弘明 小島智加 | 小島智加                                       | 12月11日        |            |            |            |            |            |            |            |            |            |            |            |            |            |            |            |            |            |            |
| OVA5                     | 幻の冒険と奇跡の邂逅（Chapter.2） The Miraculous Meeting and the Phantasmagorical Adventure (Chapter.2) | 朝倉カイト                              | 朝倉カイト                          | 平山英嗣 田中誠輝 渡辺佳奈子 阿形大輔 服部憲知 山崎展義 川口弘明 小島智加 | 小島智加                                       | 12月11日        |            |            |            |            |            |            |            |            |            |            |            |            |            |            |            |            |            |            |
| season 3                 | |                                         |                                     | |                                                |                 |            |            |            |            |            |            |            |            |            |            |            |            |            |            |            |            |            |            |
| Episode.01               | ウサミミ参上 Haulias Assemble                                                                           | 朝倉カイト                              | 朝倉カイト                          | 小島智加 岡田万衣子 田中誠輝 | -                                              | 2024年 10月14日 |            |            |            |            |            |            |            |            |            |            |            |            |            |            |            |            |            |            |
| Episode.02               | 反旗の雄叫び Roar of Revolution                                                                         | 中川聡                                  | 藤代和也                            | 服部憲知 百代 Studio Bus | 小島智加                                       | 10月21日        |            |            |            |            |            |            |            |            |            |            |            |            |            |            |            |            |            |            |
| Episode.03               | 王女の受難 The Princess's Ordeal                                                                        | 葛谷直行                                | 大庭秀昭                            | 渡辺健一 遠藤萌香 渡部桂太 朴乾河 | 渡辺佳奈子 平山英嗣                            | 10月28日        |            |            |            |            |            |            |            |            |            |            |            |            |            |            |            |            |            |            |
| Episode.04               | 帝国VS最凶ウサギ The Empire VS The Strongest Rabbits                                                    | 葛谷直行                                | 小坂春女                            | たかおかきいち 阿形大輔 服部憲知 百代 多田和春 森悦史 田中誠輝 ダブルソード | 岡田万衣子 田中誠輝                            | 11月4日         |            |            |            |            |            |            |            |            |            |            |            |            |            |            |            |            |            |            |
| Episode.05               | 英雄の凱旋 The Hero Returns                                                                             | 神崎ユウジ 朝倉カイト                   | 蔵本穂高                            | 清水椋大 中川実 上赤由香里 矢田起也 紫灯珈 藤彩七 遠藤里蘭 懸田扇子 江島あかり 竹内寛 高橋茉奈 秦相子 齋花 氣田汐理 大川真世 祥果 鈴木莉乃 小林タマミ 西原千晶 川本和隆                                                             | 平山英嗣                                       | 11月11日        |            |            |            |            |            |            |            |            |            |            |            |            |            |            |            |            |            |            |
| Episode.06               | ハルツィナ大迷宮 Haltina's Labyrinth                                                                    | 三浦唯                                  | 山口美浩 朝倉カイト                 | 服部憲知 百代 丹澤学 髙橋こう平 | 小島智加                                       | 11月18日        |            |            |            |            |            |            |            |            |            |            |            |            |            |            |            |            |            |            |
| Episode.07               | 悪魔の試練 A Devilish Trial                                                                             | 大平直樹                                | 白石道太                            | たかおかきいち 服部憲知 河野純市 髙橋こう平 服部益実 𠮷田肇 松下純子 マウス | 渡辺佳奈子                                     | 11月25日        |            |            |            |            |            |            |            |            |            |            |            |            |            |            |            |            |            |            |
| Episode.08               | 希望をこの手に Grab Hold of Hope                                                                        | 霜月崩台                                | 藤代和也                            | 柳瀬譲二 阿形大輔 服部憲知 百代 森悦史 北条直明 田中誠輝 Kプロダクション | 田中誠輝 小島智加                              | 12月2日         |            |            |            |            |            |            |            |            |            |            |            |            |            |            |            |            |            |            |
| Episode.09               | 変わりゆく心 Changing Heart                                                                             | 大槻敦史                                | 川部真也                            | 髙橋こう平 服部益実 𠮷田肇 柏木信弘 橋本和枝 新城真 徳倉栄一 勝田孝 新村香奈 | 新村香奈                                       | 12月9日         |            |            |            |            |            |            |            |            |            |            |            |            |            |            |            |            |            |            |
| Episode.10               | 最後の大迷宮 The Final Labyrinth                                                                        | 西森章                                  | 蔵本穂高                            | 清水椋大 上赤由香里 矢田起也 紫灯珈 藤彩七 遠藤里蘭 熊井野乃 江島あかり 齋花 懸田扇子 竹内寛 高橋茉奈 秦相子 氣田汐理 大川真世 祥果 西原千晶 小林タマミ とのはら 川本和隆 鈴木莉乃 等々力美穂 谷口繁則 Kuo Hsiung Tu Yu Hu 河野純市 | 平山英嗣 岡田万衣子                            | 12月23日        |            |            |            |            |            |            |            |            |            |            |            |            |            |            |            |            |            |            |
| Episode.11               | 感情の矛先 Charging Emotions                                                                            | 西森章                                  | 藤代和也                            | 徐小山 過灿 | 新村香奈                                       | 12月30日        |            |            |            |            |            |            |            |            |            |            |            |            |            |            |            |            |            |            |
| Episode.12               | 本当の心 True Heart                                                                                     | 西森章                                  | 白石道太                            | 服部憲知 たかおかきいち 阿形大輔 百代 LEE MI YUNG KIM HEE JUNG Kプロダクション | 小島智加 田中誠輝                              | 2025年 1月20日  |            |            |            |            |            |            |            |            |            |            |            |            |            |            |            |            |            |            |
| Episode.13               | 良かった！やっぱり変態だ！ Thank God She's Still a pervert!                                             | 葛谷直行                                | 橋本みつお                          | 林田多希 岩﨑隼平 宮原史子 上海炫舟 | -                                              | 1月27日         |            |            |            |            |            |            |            |            |            |            |            |            |            |            |            |            |            |            |
| Episode.14               | チート吸血鬼とバグウサギの大喧嘩 The Overpowered Vampire Princess and the Godlike Rabbit's Grand Battle | 大平直樹                                | いとがしんたろー                    | 服部憲知 田仲秋太郎 倉井闇夫 青井雫 もずく | 平山英嗣 新村香奈                              | 2月3日          |            |            |            |            |            |            |            |            |            |            |            |            |            |            |            |            |            |            |
| Episode.15               | 勇者の根幹 What Makes a Hero                                                                            | 西森章                                  | 朝倉カイト                          | Oh Eun soo Won Eun sook Lim Keun soo Lim Sou kyoung Kwon Oh sik Youn Hi young | 新村香奈                                       | 2月10日         |            |            |            |            |            |            |            |            |            |            |            |            |            |            |            |            |            |            |
| Episode.16               | 世界の扉を開く鍵 The Key to the World                                                                   | 朝倉カイト                              | 朝倉カイト                          | 森悦史 岸本誠司 阿形大輔 たかおかきいち 服部憲知 川口弘明 | 小島智加 渡辺佳奈子 田中誠輝 新村香奈 平山英嗣 | 2月17日         |            |            |            |            |            |            |            |            |            |            |            |            |            |            |            |            |            |            |

### 放送局
| 放送期間               | 放送時間                     | 放送局     | 対象地域 | 備考                                 |
| ---------------------- | ---------------------------- | ---------- | -------- | ------------------------------------ |
| 2019年7月8日 - 10月7日 | 月曜 23:30 - 火曜 0:00       | AT-X       | 日本全域 | 製作参加 / CS放送 / リピート放送あり |
| 2019年7月9日 - 10月8日 | 火曜 0:30 - 1:00（月曜深夜） | TOKYO MX   | 東京都   |                                      |
|                        |                              | サンテレビ | 兵庫県   |                                      |
|                        | 火曜 1:00 - 1:30（月曜深夜） | BS11       | 日本全域 | BS放送 / 『ANIME+』枠                |

| 配信開始日    | 配信時間                   | 配信サイト |
| ------------- | -------------------------- | --- |
| 2019年7月9日  | 火曜 0:30（月曜深夜） 更新 | dアニメストア |
| 2019年7月12日 | 金曜 12:00以降 更新        | アニメ放題 Amazon Prime Video AbemaTV FOD GYAO! GYAO!ストア J:COMオンデマンド メガパック Netflix ニコニコ生放送 ニコニコチャンネル バンダイチャンネル ひかりTV ビデオパス Hulu U-NEXT あにてれ ビデオマーケット |

| 放送期間                                                                                            | 放送時間                     | 放送局   | 対象地域 | 備考                                            |
| --------------------------------------------------------------------------------------------------- | ---------------------------- | -------- | -------- | ----------------------------------------------- |
| 2022年1月13日 - 3月31日                                                                             | 木曜 23:30 - 金曜 0:00       | AT-X     | 日本全域 | 製作参加 / CS放送 / 字幕放送 / リピート放送あり |
| 2022年1月14日 - 4月1日                                                                              | 金曜 0:00 - 0:30（木曜深夜） | TOKYO MX | 東京都   |                                                 |
| |                              | BS11     | 日本全域 | BS放送 / 『ANIME+』枠                           |
| 放送前週には「ありふれた職業で世界最強 2nd season 放送直前 作品を盛り上げようスペシャル！」が放送。 |                              |          |          |                                                 |

| 配信開始日    | 配信時間                   | 配信サイト |
| ------------- | -------------------------- | --- |
| 2022年1月14日 | 金曜 0:00（木曜深夜） 更新 | dアニメストア |
| 2021年1月16日 | 日曜 12:00以降 更新        | Amazon Prime Video Netflix U-NEXT アニメ放題 FOD Hulu TELASA ABEMA ひかりTV J:COMオンデマンド バンダイチャンネル GYAO! auスマートパスプレミアム milplus ニコニコチャンネル Rakuten TV ビデオマーケット Google Play TSUTAYA TV HAPPY!動画 ムービーフルPlus DMM.com GYAO!ストア music.jp |

| 放送期間                       | 放送時間                     | 放送局   | 対象地域 | 備考                                            |
| ------------------------------ | ---------------------------- | -------- | -------- | ----------------------------------------------- |
| 2024年10月14日 - 2025年2月17日 | 月曜 23:00 - 23:30           | AT-X     | 日本全域 | 製作参加 / CS放送 / 字幕放送 / リピート放送あり |
| 2024年10月15日 - 2025年2月18日 | 火曜 0:00 - 0:30（月曜深夜） | TOKYO MX | 東京都   |                                                 |
|                                | 火曜 0:30 - 1:00（月曜深夜） | BS11     | 日本全域 | BS放送 / 『ANIME+』枠                           |

| 配信開始日     | 配信時間                   | 配信サイト |
| -------------- | -------------------------- | --- |
| 2024年10月15日 | 火曜 0:00（月曜深夜） 更新 | dアニメストア（本店・ニコニコ支店・for Prime Video） ABEMA                                                                                              |
| 2024年10月18日 | 金曜 0:00（木曜深夜） 更新 | Amazon Prime Video DMM TV FOD Hulu J:COM STREAM milplus Netflix TELASA auスマートパスプレミアム U-NEXT アニメ放題 バンダイチャンネル YouTube HAPPY!動画 |

### BD
| 巻 | 発売日         | 収録話                | 規格品番  |
| -- | -------------- | --------------------- | --------- |
| 1  | 2019年10月30日 | 第1話 - 第5話         | OVXN-0053 |
| 2  | 2019年12月25日 | 第6話 - 第9話、OVA1   | OVXN-0054 |
| 3  | 2020年2月26日  | 第10話 - 第13話、OVA2 | OVXN-0055 |

| 巻 | 発売日        | 収録話              | 規格品番  |
| -- | ------------- | ------------------- | --------- |
| 1  | 2022年3月23日 | 第1話 - 第4話、OVA3 | OVXN-0061 |
| 2  | 2022年5月25日 | 第5話 - 第8話       | OVXN-0062 |
| 3  | 2022年7月27日 | 第9話 - 第12話      | OVXN-0063 |

| 巻 | 発売日         | 収録話                         | 規格品番  |
| -- | -------------- | ------------------------------ | --------- |
| 1  | 2024年12月25日 | 第1話 - 第5話                  | OVXN-0068 |
| 2  | 2025年3月12日  | 第6話 - 第9話                  | OVXN-0069 |
| 3  | 2025年4月9日   | 第10話 - 第13話                | OVXN-0070 |
| 4  | 2025年4月30日  | 第14話 - 第16話、特別番組1 - 3 | OVXN-0071 |

| 巻       | 発売日        | 収録話                                                                    | 規格品番  |
| -------- | ------------- | ------------------------------------------------------------------------- | --------- |
| complete | 2024年9月25日 | 1st season 第1話 - 第13話、総集編、2nd season 第1話 - 第12話、OVA1 - OVA5 | OVXN-0067 |

### ボイスドラマ
本編放送直後から公式X（旧Twitter）にてボイスドラマが配信される。第1期・第2期は1週間限定公開。第3期は放送翌日の火曜正午更新。原作者の白米良がシナリオ、森みさきが漫画を担当。第1期・第2期が「Twitterピクチャードラマ」として、第3期が「Xミニドラマ」としてBlu-ray各巻の特典映像に収録される。

## ゲーム
ありふれた職業で世界最強 リベリオンソウル
2025年1月20日にCTWにより、同社のオンラインゲームプラットフォームのG123にてリリース。
ジャンルはファンタジーRPGで、ゲーム内アイテム課金制となっている。

## パチンコ・パチスロ
Pフィーバーありふれた職業で世界最強
2023年7月8日にSANKYOよりリリース。
Lパチスロ ありふれた職業で世界最強
2025年2月3日にSANKYOよりリリース。